# Marche
Le Marche sono una regione italiana a statuto ordinario dell'Italia centrale di 1 480 639 abitanti, con capoluogo Ancona, affacciata verso est sul mar Adriatico. L'Appennino umbro-marchigiano segna ad ovest il confine con la Toscana e l'Umbria; a nord la regione confina con l'Emilia-Romagna e la Repubblica di San Marino, a sud con l'Abruzzo e il Lazio. Sono parte dell'Euroregione Adriatico Ionica il cui forum (Iniziativa Adriatico Ionica) ha la sede del segretariato ad Ancona.
La regione si distingue per una forte omogeneità: gran parte del territorio è collinare, i centri abitati sono per lo più posti sulle sommità dei rilievi e il paesaggio agrario, derivato dalla mezzadria, è ovunque caratterizzato da numerosi piccoli appezzamenti, bordati da querce secolari e segnati da case coloniche; la percentuale di popolazione sparsa è a tal proposito tra le più alte d'Italia. Dal punto di vista antropico la regione è altrettanto omogenea: nonostante la notevole varietà dei dialetti, l'indole degli abitanti è descritta nei testi come uniforme in tutto il territorio. Inoltre, la storia marchigiana è stata caratterizzata da una serie di autonomie parallele in ogni zona; lo stesso plurale del nome ne sancisce infatti l'unità fondamentale pur nella ricchezza di aspetti locali. La vocazione all'autonomia di ogni zona è anzi paradossalmente il fattore maggiormente unificante. L'economia si caratterizza per un modello economico-imprenditoriale peculiare, definito  "modello marchigiano".
La singolare ricchezza di artisti e studiosi nati nelle Marche e celebri a livello internazionale è un'altra caratteristica della regione; sono infatti marchigiani: Raffaello Sanzio (1483 - 1520), uno dei più grandi pittori di tutti i tempi; Gioachino Rossini (1792 - 1868), uno dei maggiori compositori operisti della storia della musica; Giacomo Leopardi (1798 - 1837), uno dei più grandi poeti italiani di tutti i tempi; Maria Montessori (1870 - 1952), ideatrice di un rivoluzionario metodo didattico diffuso in tutto il mondo; Gentile da Fabriano (1370 - 1427), pittore tra i più rappresentativi del Gotico internazionale; Ciriaco d'Ancona (1391 - 1452), padre dell'Archeologia; Donato Bramante (1444 - 1514), architetto e pittore, tra i principali artisti del Rinascimento; Padre Matteo Ricci (1552 - 1610), tra i più grandi divulgatori della cultura occidentale in Cina e studioso della civiltà orientale; infine i due celebri compositori Giovanni Battista Pergolesi (1710 - 1736) e Gaspare Spontini (1774 - 1851).

## Geografia fisica

Le Marche per zone di territorio

Le Marche sono collocate sul versante del medio Adriatico e occupano 9.365,86 km² di territorio italiano, che si estende tra il fiume Conca a nord e il Tronto a sud; a ovest la regione è limitata dall'Appennino umbro-marchigiano. Essa presenta una forma caratteristica di pentagono irregolare e si sviluppa perlopiù longitudinalmente da nord-ovest a sud-est.

### Colline e montagne

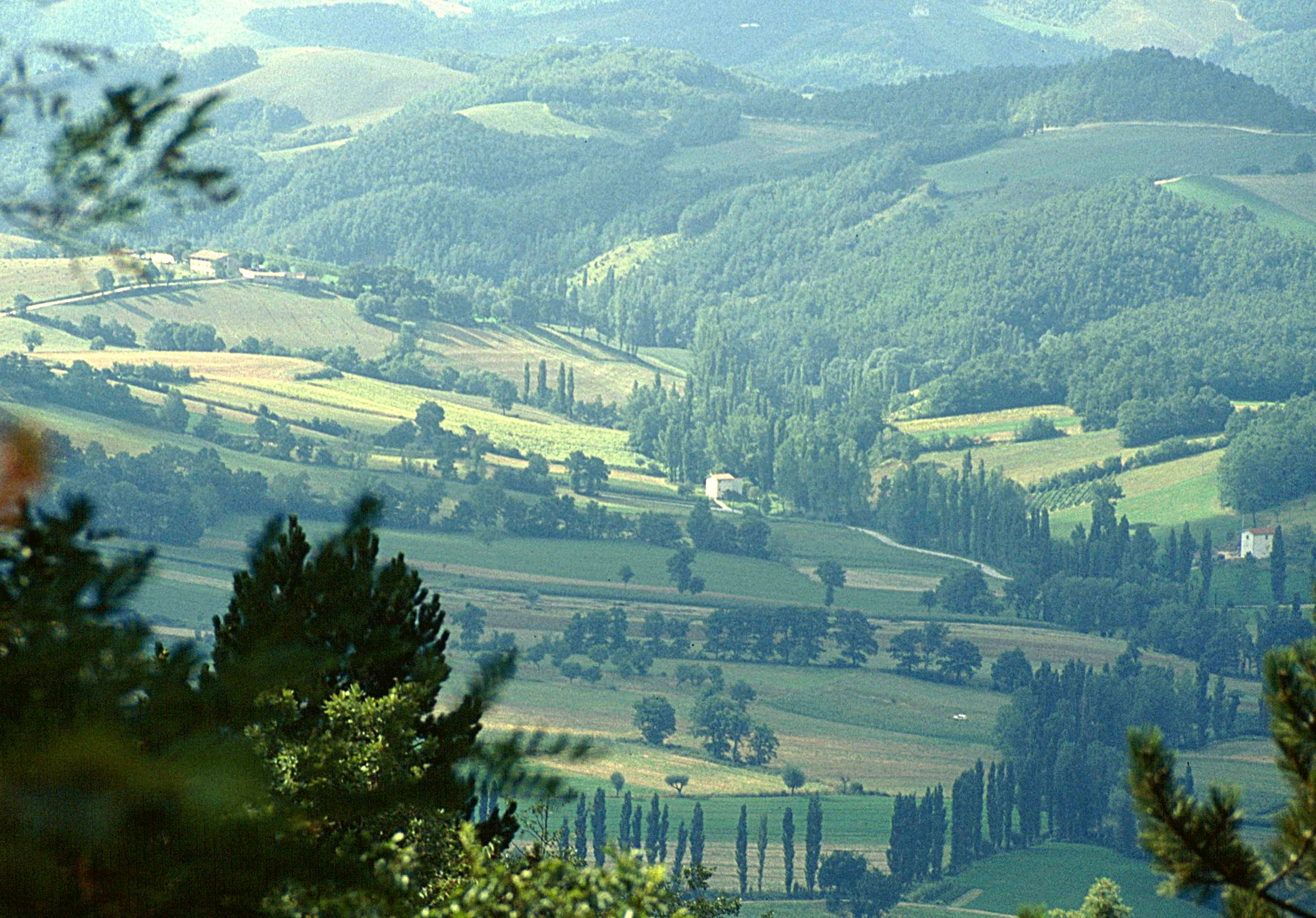
Veduta fra le verdi colline marchigiane

Le pianure, non rilevabili percentualmente, sono limitate ad una stretta fascia costiera e alla parte delle valli più vicine alla foce dei fiumi. Il territorio marchigiano è dunque interamente collinare e montuoso. In particolare, le Marche sono una delle regioni più collinari d'Italia: le colline comprendono il 69% del territorio (6.462,90 km²) e ben l'82% dei comuni si trova nella fascia collinare.
Cecco d'Ascoli, il noto poeta e studioso medievale, rivolgendosi alle Marche, non a caso disse:
(Cecco d'Ascoli, L'Acerba)
Il restante 31% (2.902,96 km²) del territorio è dunque montuoso. L'Appennino che attraversa le Marche è chiamato umbro-marchigiano; esso è costituito da cinque pieghe, parallele e incurvate con la convessità diretta verso la costa. La piega occidentale si estende interamente in Umbria, le altre quattro interessano invece il territorio regionale e sono descritte di seguito, da ovest verso est. 
Le quattro pieghe marchigiane dell'Appennino

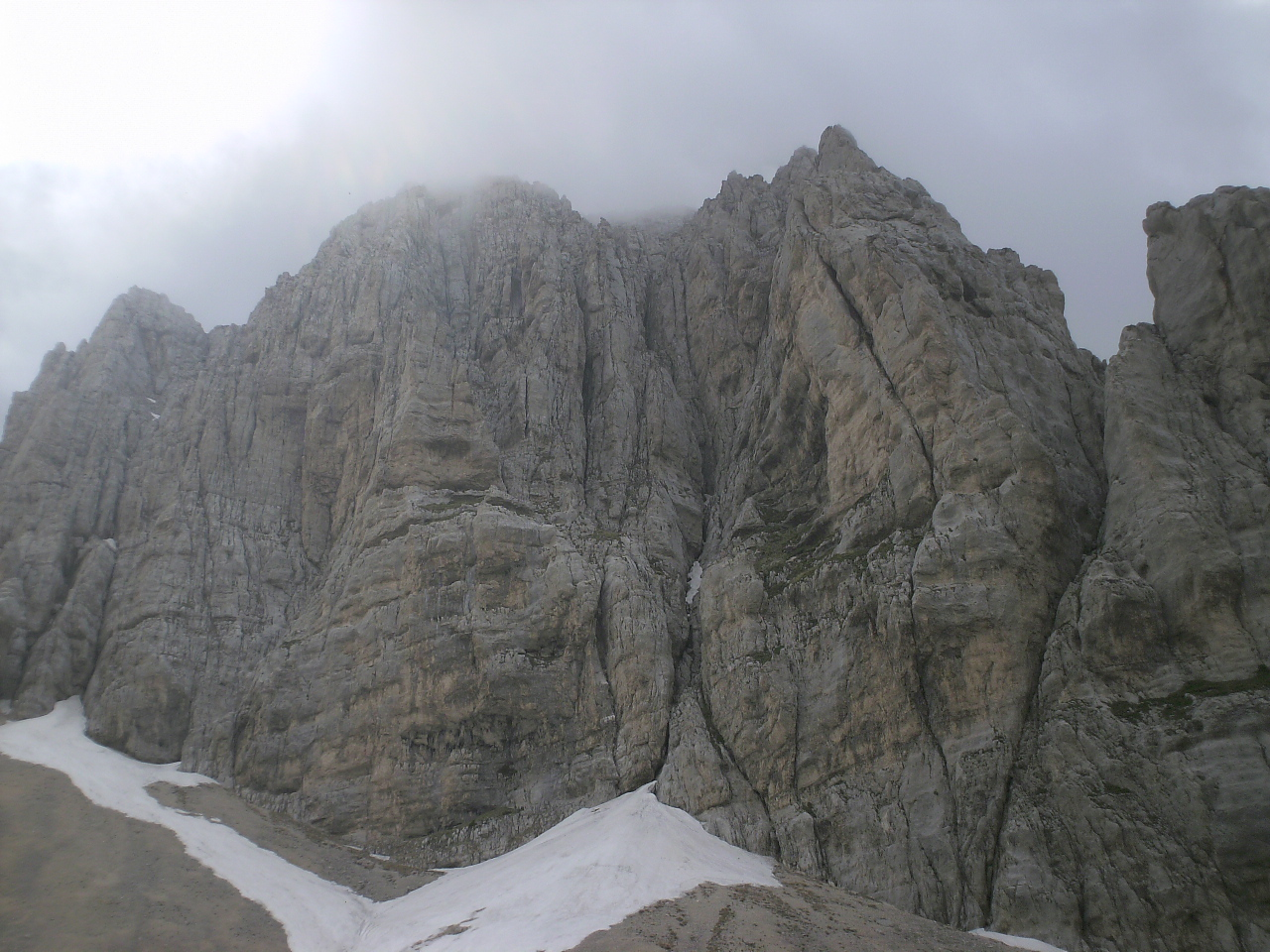
Monte Vettore: Pizzo del Diavolo.

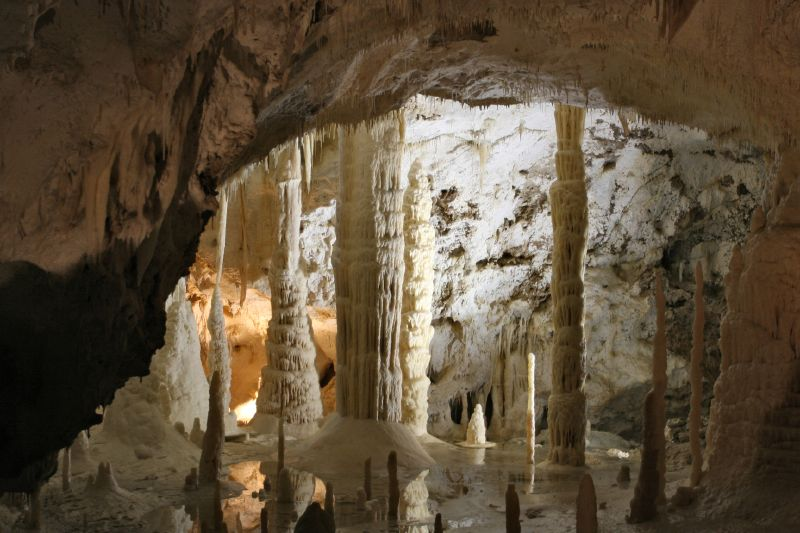
Le grotte di Frasassi.

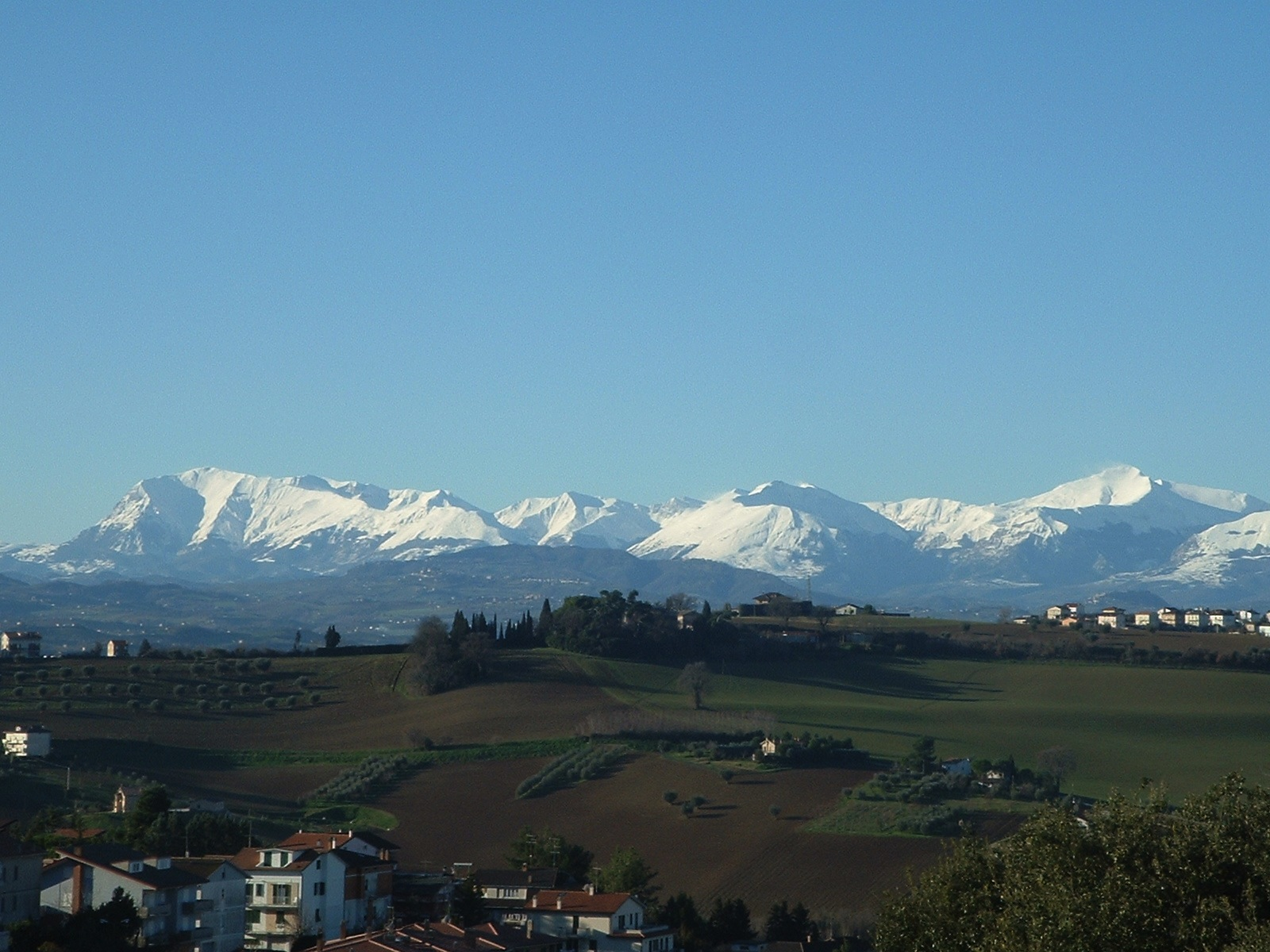
I Monti Sibillini visti da Fermo

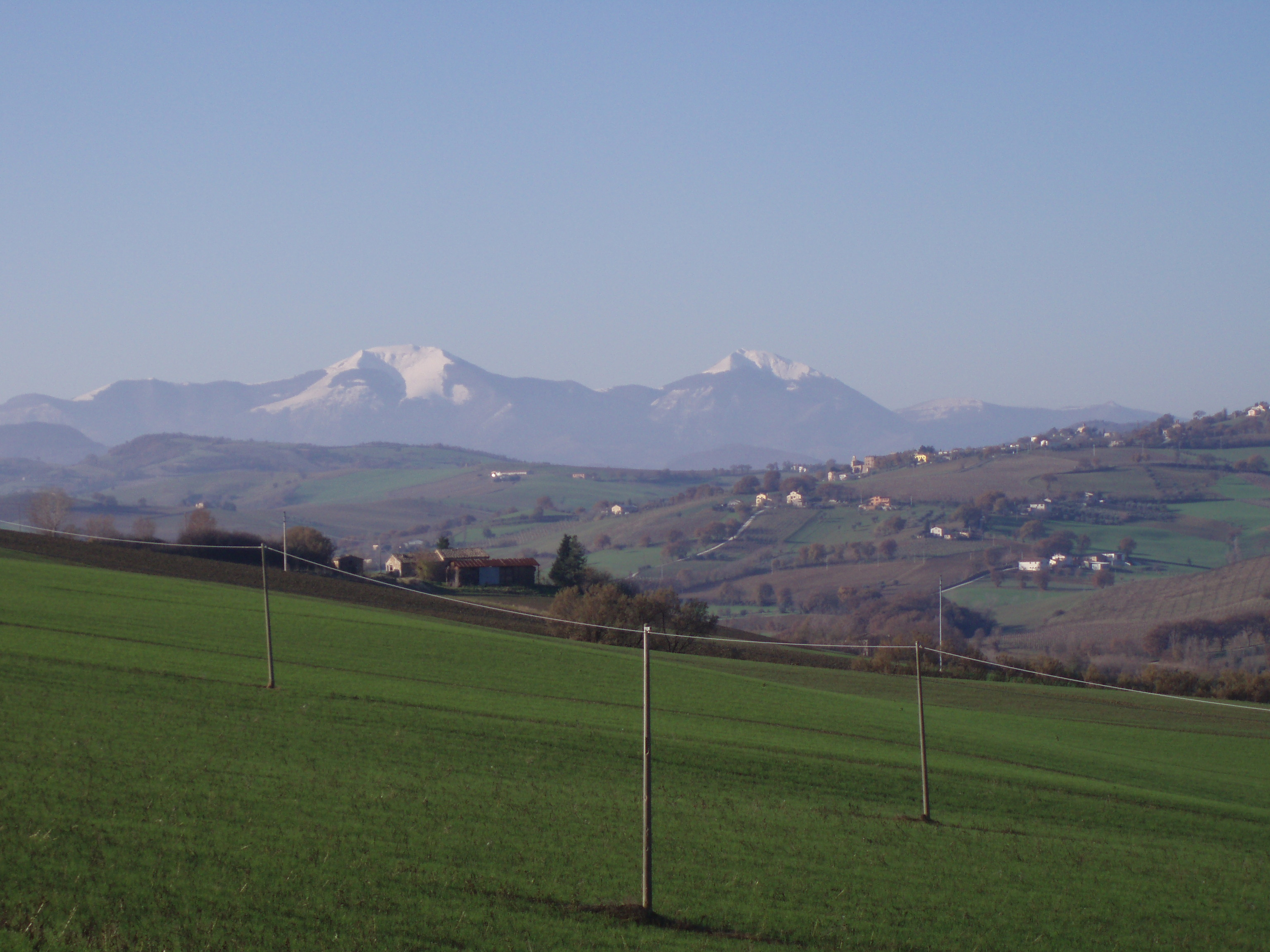
Monte Catria visto da Arcevia

Costa alta del San Bartolo: Gabicce.

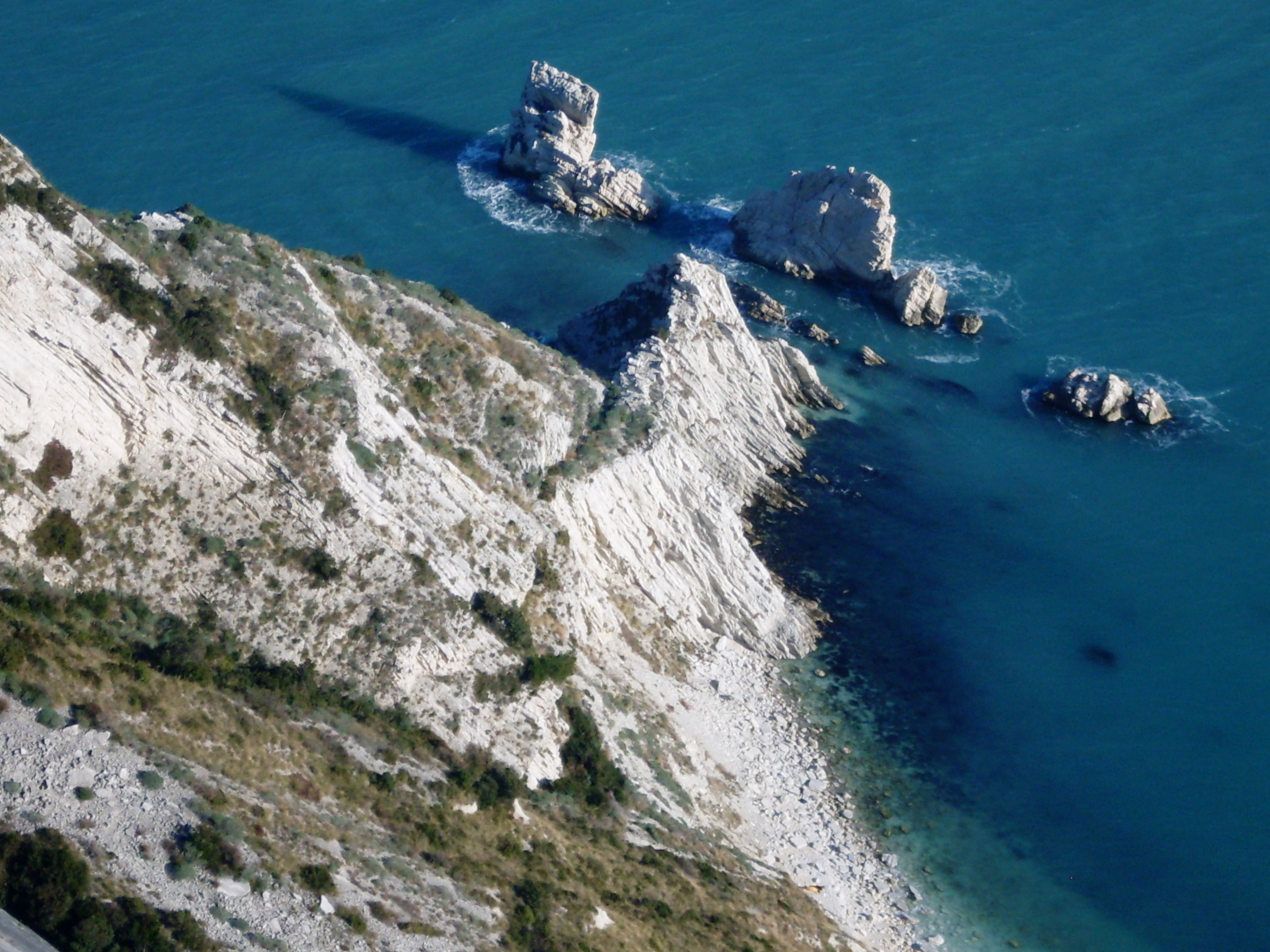
Promontorio del Conero: scogli delle Due Sorelle.

La piega centrale dell'Appennino umbro-marchigiano è quella che fa da confine con l'Umbria e che si estende a sud della Bocca Trabaria. Da nord a sud essa comprende i seguenti monti alti più di 1.500 metri: Monte Nerone, Monte Catria, Monte Cucco, Monte Pennino, Monte Fema. Tra il Nerone e il Catria si estende la Serra di Burano. Oltre alla già citata Bocca Trabaria, i passi più notevoli sono quelli di Bocca Serriola, della Scheggia, il Valico di Fossato e il Passo di Colfiorito. La maggior parte dei fiumi della regione nasce da questa piega.
La piega orientale si estende dalla Gola del Furlo a quella di Arquata, per poi continuare per un breve tratto in territorio prima laziale e poi abruzzese, sino al passo di Montereale. Comprende, da nord a sud, Monte Paganuccio, Monte San Vicino, Monte Letegge e la quinta maestosa dei Monti Sibillini, con il Monte Vettore (2478 m), il massimo rilievo regionale, e numerose altre montagne che superano i 2.000 m.
Questa piega è contraddistinta da numerose gole, che i fiumi nati più ad occidente devono attraversare per giungere al mare. I passi più noti sono Passo Cattivo, Forca di Presta e Forca Canapine. 
Nelle prime due pieghe si trovano importanti complessi carsici, tra cui le notissime Grotte di Frasassi.
La terza, breve piega ha una forma ellissoidale ed è compresa tra le valli del Musone e del Potenza. Su di essa sorge Cingoli, a 631 m s.l.m.; la cittadina è circondata da colline più basse e domina quasi tutto il territorio marchigiano, meritandosi l'appellativo di "balcone delle Marche". La massima elevazione di questa piega è quella del Monte Acuto (824 m).
L'ultima piega arriva a lambire il mare ed è costituita dal promontorio del Monte Conero (o Monte d'Ancona), che si protende verso est con le sue alte rupi, a metà della costa adriatica, tra Ancona e Numana. Anche questa piega, come la precedente, ha forma ellissoidale; inoltre ha il versante marittimo molto più ripido rispetto a quello interno.
A nord del passo di Bocca Trabaria c'è un limitato, ma importante, settore appartenente all'Appennino tosco-romagnolo, con il Monte Carpegna, di 1415 m. È marchigiana anche la porzione più settentrionale dei Monti della Laga, che si estende a sud di Arquata del Tronto e dove svetta la Macera della Morte, di 2073 m.
I monti più alti
Il massiccio montuoso più elevato della regione, e tra i primi quattro dell'intero Appennino, è quello dei pittoreschi Monti Sibillini, situato a cavallo delle province di Fermo, Ascoli Piceno e Macerata; si ambientano qui suggestive e antiche leggende, come quella di Guerin Meschino, della Grotta della Sibilla e del Lago di Pilato.
Qui si erge il già ricordato Monte Vettore (2476 m), il più alto della regione, e numerose altre montagne che superano i 2000 metri: 
- oltre i 2400  m: Cima del Redentore (2.448 m), Cima del Lago (2.422  m), Pizzo del Diavolo (2.410 m), tutti nel gruppo del Vettore e circondanti il Lago di Pilato;
- oltre i 2300  m: Punta di Prato Pulito (2373 m), Cima dell'Osservatorio (2350 m), Monte Porche (2333 m), Monte Priora (2332 m);
- oltre i 2200  m: Pizzo Berro (2279 m), Cima Vallelunga (2221 m), Monte Argentella (2200 m);
- oltre i 2100  m: Monte Sibilla (2173 m), Palazzo Borghese (2145 m), Monte Bove (2169 m), Monte Torrone (2117 m, nel gruppo del Vettore), Monte Rotondo (2101 m).

Al di fuori del gruppo dei Sibillini si ricordano: 
- oltre i 2000 m: Macera della Morte (2073 m), nei Monti della Laga;
- oltre i 1500 m: Monte Catria (1701 m), Monte Pennino (1.571 m), Monte Nerone (1526 m);
- oltre i 1400 m: Monte San Vicino (1479 m), Monte Carpegna (1415 m);
- oltre i 1000 m: Monte Vermenone (1364 m), Monte della Strega (1276 m), Monte Letegge (1323 m, nella catena orientale), Monte Ascensione (1100 m).

### Coste
Il litorale, lungo 173 km, ha un andamento rettilineo, con lunghe spiagge sabbiose o ghiaiose.
La costa bassa è interrotta a metà dal promontorio del Conero, che divide la costa marchigiana in due tratti con andamento diverso: quello settentrionale è orientato da nord-ovest a sud-est, il meridionale da nord-nord-ovest a sud-sud-est. Monte Conero, il nucleo del promontorio, dà origine ad alte e spettacolari falesie calcaree e rappresenta il punto più alto della costa marchigiana e dell'intero litorale adriatico, con rupi alte più di 500 m a picco sul mare. Il Conero protegge a nord il Golfo di Ancona, nella cui parte più interna è situato il porto di Ancona.
Altro tratto di costa alta è quello del Monte San Bartolo, nei pressi di Pesaro; il colle dell'Ardizio, invece, a sud di Pesaro, pur essendo vicinissimo al mare, non lo tocca.
Secondo il Ministero della salute, il 98,2% della costa è balneabile.
Al 2023, secondo il rapporto sul consumo di suolo dell'Istituto superiore per la protezione e la ricerca ambientale, Marche e Liguria detengono il primato italiano di cementificazione delle coste.

### Fiumi e gole montane

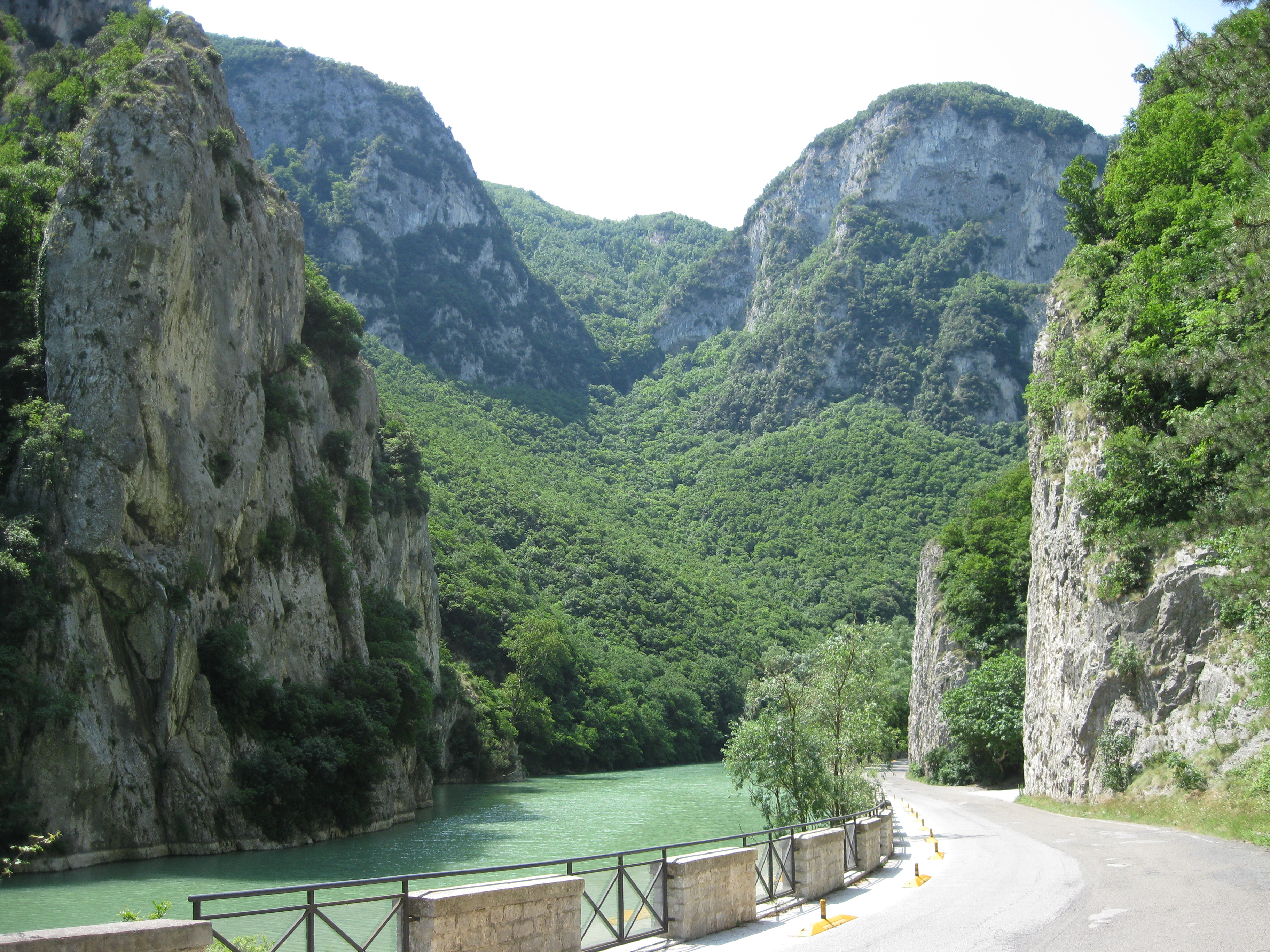
Gola del Furlo

I fiumi hanno carattere torrentizio e sono tipicamente paralleli tra loro, formando una struttura di valli che spesso è chiamata "a pettine". Raramente i fiumi marchigiani sono affluenti di altri corsi d'acqua maggiori. Altra importante caratteristica è il fatto che essi nascono quasi tutti nella catena appenninica che fa da confine con l'Umbria e che dunque, per giungere al mare, attraversano la catena orientale formando gole pittoresche come quelle del Furlo, di Frasassi, della Rossa, di Pioraco, dell'Infernaccio, delle Fucicchie e di Arquata.
È marchigiana l'alta valle del fiume Nera, affluente del Tevere e dunque appartenente al versante tirrenico, mentre tutti gli altri fiumi ricadono nel versante adriatico.
Non sono grandi le differenze di lunghezza tra un fiume marchigiano e l'altro: il più lungo è il Metauro (121 km), seguito dal Tronto (115 km), dal Potenza (95 km), dal Chienti (91 km) e dall'Esino (90 km).
Riguardo al bacino idrografico e alla portata idrica media, i maggiori risultano il fiume Metauro, con 1.325 km² e 20,8 m³/s; seguito dall'Esino con 1.203 km² e 18 m³/s, e dal Tronto, con 1.192 km² e 17 m³/s.
Il centro di alcune città è attraversato dal corso di fiumi: nei pressi della foce del fiume Foglia sorge Pesaro; il fiume Misa, prima di giungere al mare, attraversa Senigallia; il centro di Ascoli Piceno è circondato da due corsi d'acqua, il Tronto e il Castellano, che ivi confluiscono. Alcune foci di fiumi sono state utilizzate per ricavare dei porti canale, come nei casi di Pesaro, e Senigallia; nel caso del porto canale di Fano, è la parte terminale del canale Albani, che prende origine dal Metauro, ad essere utilizzata come parte del porto.

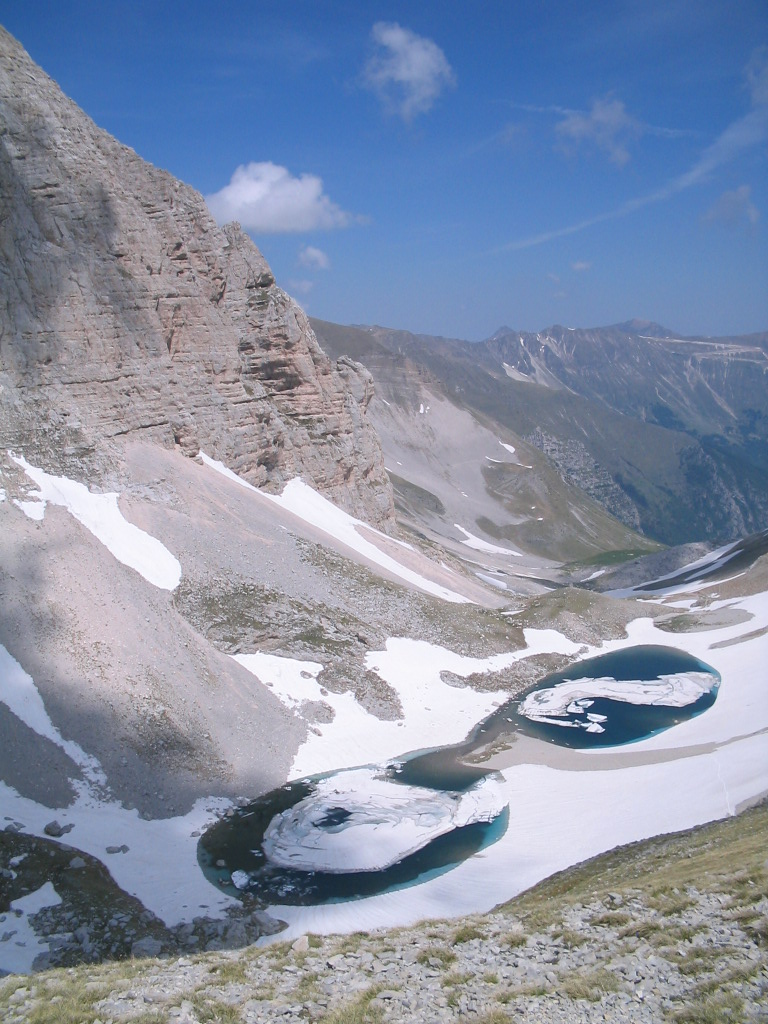
Il Lago di Pilato a fine maggio.

### Laghi
Nelle Marche non ci sono grandi laghi naturali. Nonostante la loro piccola estensione, sono molto interessanti dal punto di vista paesaggistico e naturalistico i due laghi di Portonovo, costieri, e il Lago di Pilato, glaciale, posto a 1.941 m di altezza.
I principali laghi per estensione sono artificiali: il Lago di Cingoli e il Lago di Fiastra.

### Confini geografici e amministrativi

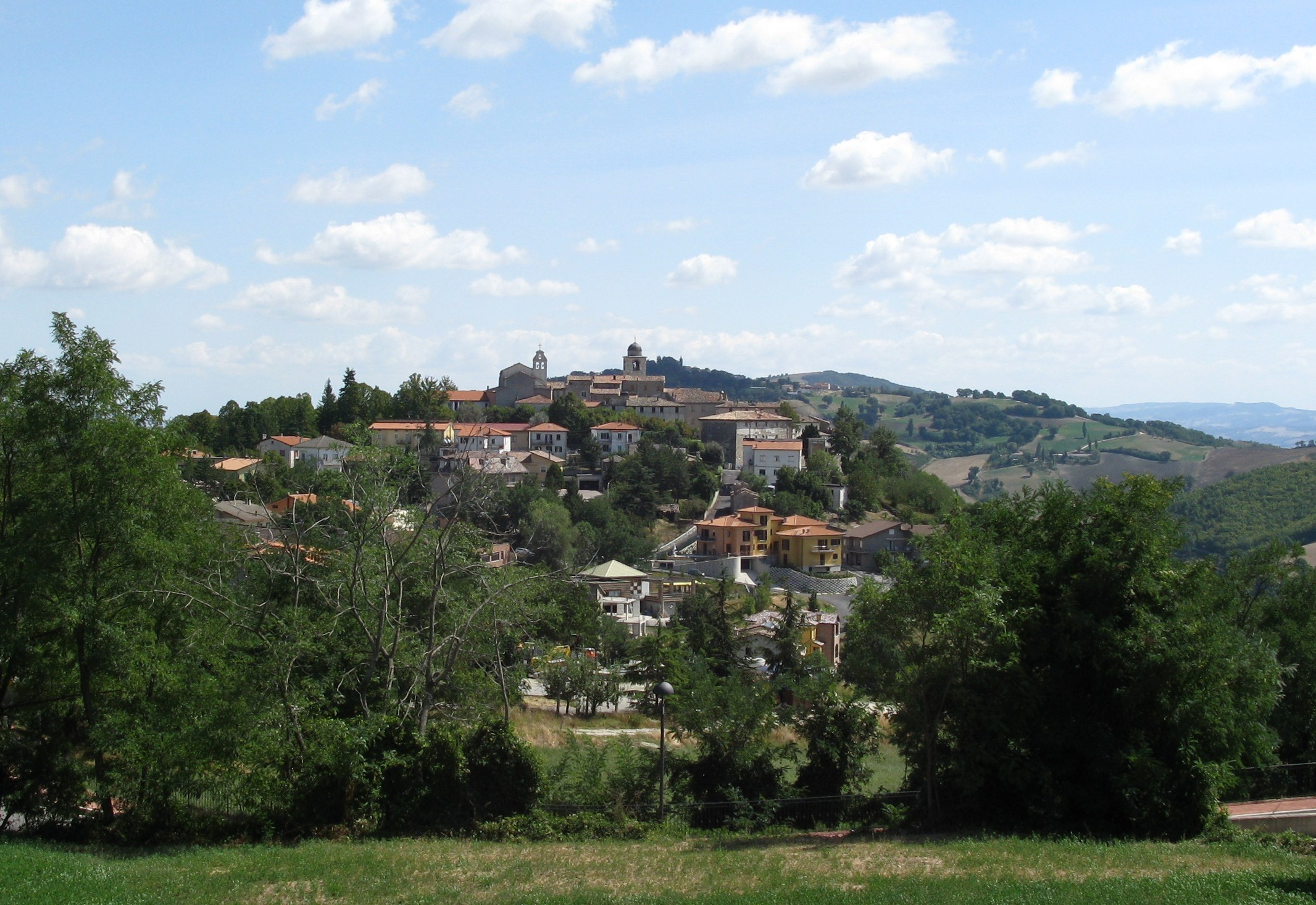
Monte Grimano Terme, che nel referendum 2008 ha respinto l'aggregazione all'Emilia-Romagna

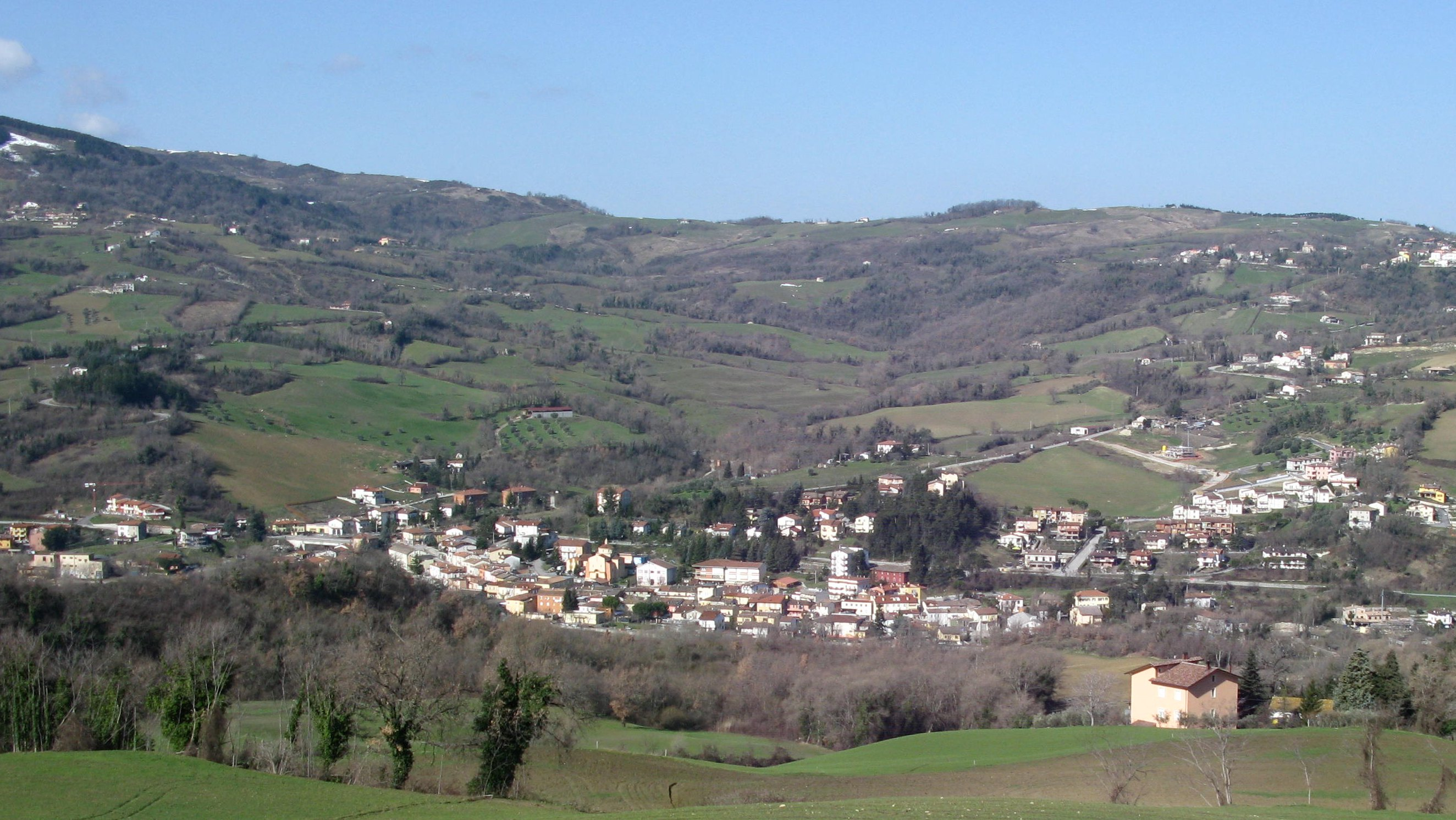
Mercatino Conca, che nel referendum del 2008 ha respinto l'aggregazione all'Emilia-Romagna

A nord le Marche confinano con l'Emilia-Romagna (provincia di Rimini) e la Repubblica di San Marino; ad ovest con la Toscana (provincia di Arezzo), l'Umbria (provincia di Perugia) e il Lazio (provincia di Rieti); a sud con l'Abruzzo (provincia di Teramo) e ad est con il Mar Adriatico.
I punti estremi dei confini politici sono Gabicce Mare a nord, Acquasanta Terme a sud, Borgo Pace a ovest e San Benedetto del Tronto a est.
Si può adottare come confine fisico delle Marche la linea che:
- segue lo spartiacque tra Tirreno e Adriatico (a ovest),
- segue la costa adriatica dal promontorio del San Bartolo alla foce del Tronto (ad est)
- delimita il bacino del fiume Conca dalla sorgente fino a Monte Grimano Terme e quello del fiume Foglia (a nord).
- delimita il bacino del Tronto (a sud).

Con questo criterio la regione amministrativa coincide in genere con quella geografica; esistono però alcune eccezioni, elencate di seguito.
- Alcuni territori dell'alta Valmarecchia sono marchigiani; si tratta delle estreme zone settentrionali del comune di Monte Grimano Terme (provincia di Pesaro e Urbino); questo comune ricade per la maggior parte del suo territorio all'interno del confine naturale marchigiano del bacino del Conca.
- La frazione di Monte Ruperto, pur essendo situata all'interno delle Marche (provincia di Pesaro e Urbino), è un'exclave del comune umbro di Città di Castello (PG), di cui è un'isola amministrativa.
- Parte dell'alta Valnerina, con i comuni di Castelsantangelo sul Nera, Ussita e Visso, è marchigiana (provincia di Macerata) pur appartenendo al bacino del Tevere e dunque al versante tirrenico.
- L'alta Valle del Tronto, che costituisce l'ampia conca in cui sorgono i comuni di Amatrice e di Accumoli, pur essendo situata sul versante adriatico, non appartiene amministrativamente alle Marche, ma al Lazio (provincia di Rieti).
- L'alta valle del Sentino, affluente di sinistra dell'Esino, che coincide pressappoco con il territorio comunale di Scheggia e Pascelupo appartiene all'Umbria.
- Parte dell'alta valle del fiume Foglia, che si estende nel territorio comunale di Sestino e in parte in quello di Badia Tedalda, è amministrata della regione Toscana. Nella bassa valle, invece, la maggior parte del territorio comunale di Mondaino ricade nel bacino del Foglia, ma appartiene all'Emilia-Romagna.

Fino al 2009 erano marchigiani, in quanto già parte del Ducato di Urbino, sette comuni interamente compresi nella Valmarecchia (Casteldelci, Maiolo, Novafeltria, Pennabilli, San Leo, Sant'Agata Feltria, Talamello), che in quell'anno furono annessi all'Emilia-Romagna in seguito a referendum; altri due comuni della Provincia di Pesaro e Urbino, Montecopiolo e Sassofeltrio, in seguito a dei referendum consultivi con esito favorevole, sono stati aggregati alla regione Emilia-Romagna il 17 giugno 2021. Monte Grimano e Mercatino Conca hanno invece respinto, sempre tramite referendum, l'aggregazione all'Emilia-Romagna.

### Sismicità
Il territorio marchigiano è soggetto a terremoti: infatti, il 97,3% della regione, pari a 230 comuni, è stato classificato a rischio medio o alto.
Le Marche sono state colpite negli ultimi decenni da diverse scosse telluriche, tra cui: il terremoto di Montefortino e il terremoto di Ancona del 1972, il terremoto di Fermo e Porto San Giorgio del 1987, il terremoto di Umbria e Marche del 1997, il terremoto dell'Aquila del 2009 (che interessò in forma lieve anche alcune località della provincia di Ascoli Piceno) e il terremoto del Centro Italia del 2016 e del 2017.

### Clima

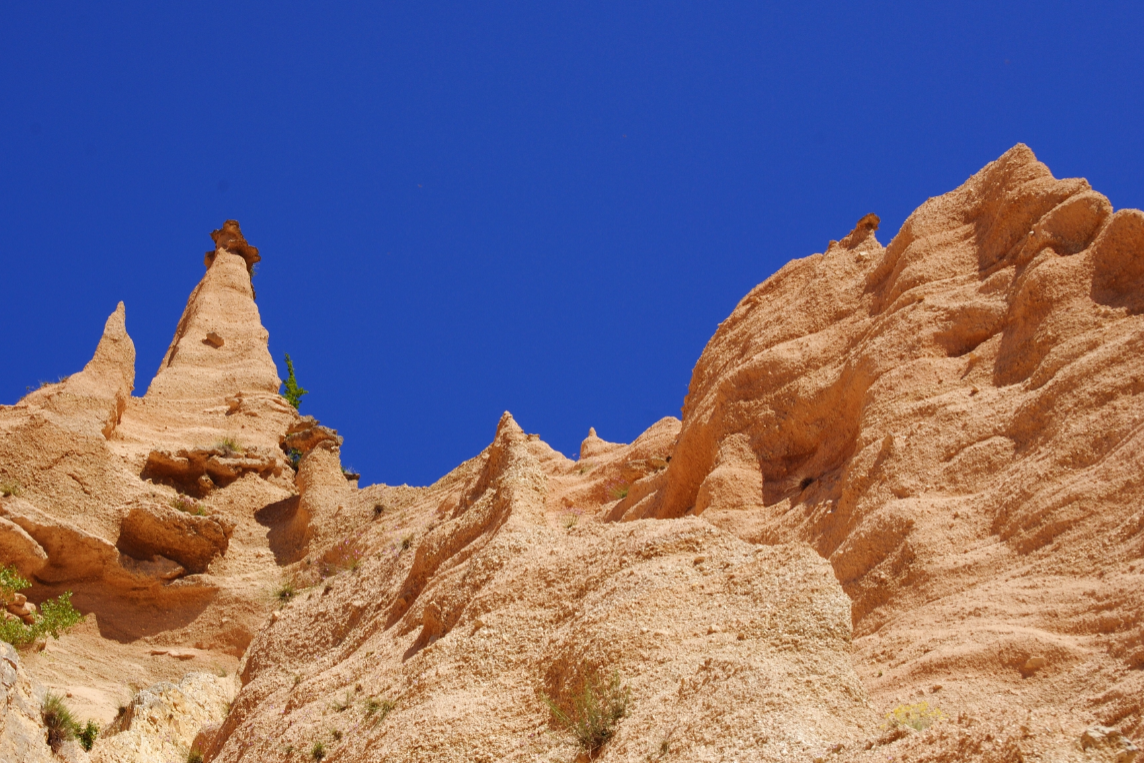
Le Lame Rosse.

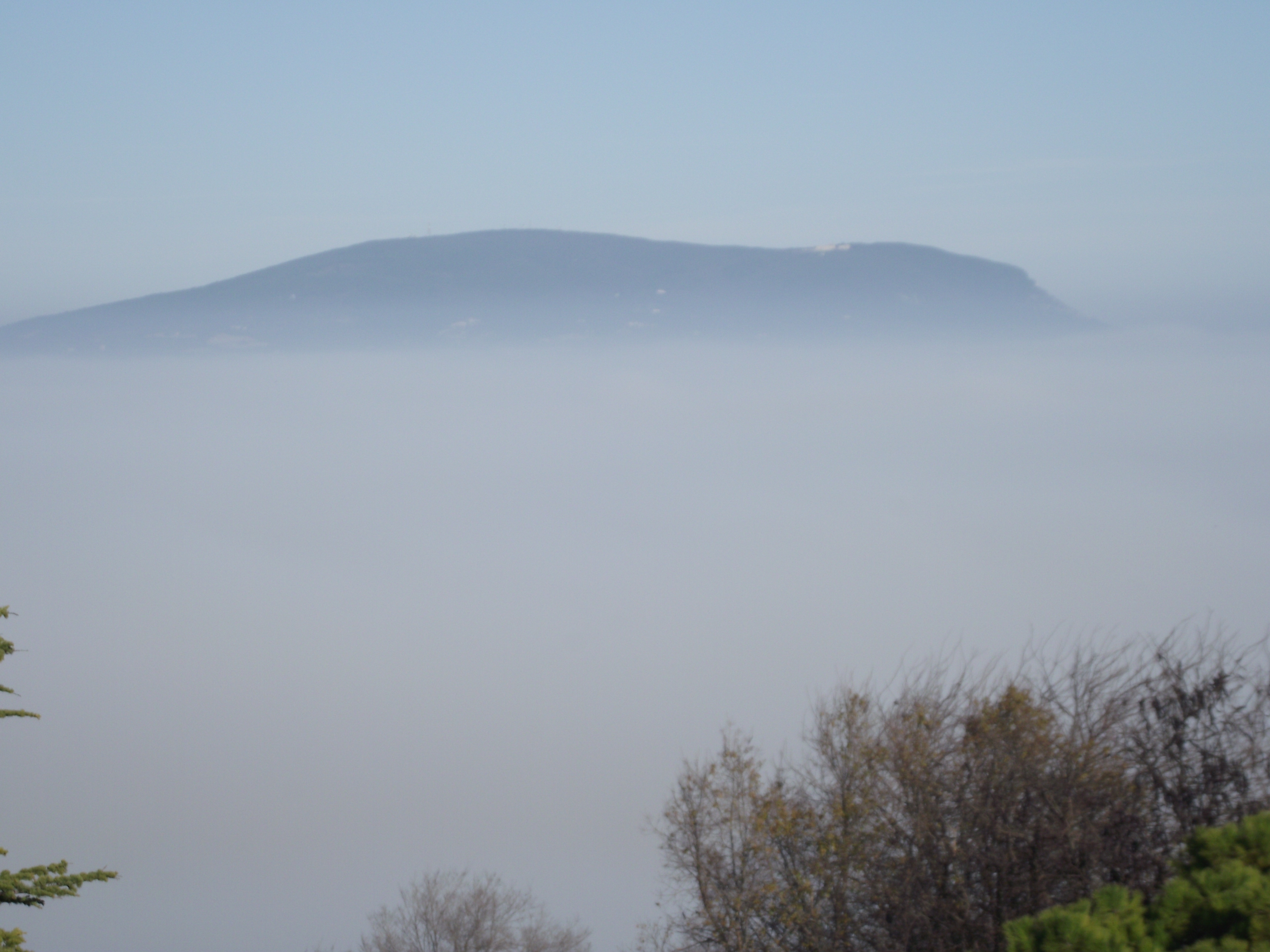
Il Monte Conero emergente dalla nebbia, visto da Loreto.

La moneta greca di Ancona

Nella zona litoranea a nord di Ancona il clima è submediterraneo con sbalzi di temperatura da stagione a stagione: estati calde, ma rinfrescate dalla benevola brezza marina, e inverni freddi (a Pesaro la temperatura media di gennaio è di 3,8 °C) con regolari piogge di stagione. A sud di Ancona la subcontinentalità si attenua per lasciare posto a un clima sublitoraneo che assume caratteri più spiccatamente mediterranei nella Riviera delle Palme (a Grottammare la temperatura media di gennaio è di 7,6 °C).
Nelle aree vallive e nelle zone collinari basse regna un clima piuttosto subcontinentale, con estati assai afose e inverni rigidi caratterizzati da nebbie dense in autunno e possibili abbondanti nevicate in inverno. La primavera può essere abbastanza piovosa.
Nelle zone montuose e di alta collina vi sono estati fresche e inverni rigidi con ampia possibilità di neve; l'inverno risulta altresì rigido nelle zone collinari interne dove si possono verificare basse temperature. Infatti le Marche sono state una delle regioni italiane più colpite durante la nevicata del 2012.

## Storia

Corona celtica al Museo archeologico nazionale delle Marche di Ancona.

### Civiltà picena
Il primo periodo di unità culturale delle Marche fu nell'Età del ferro, quando la regione era abitata per la quasi totale interezza dai Piceni. La diffusione della civiltà picena segna il passaggio dall'Età del Bronzo a quella del Ferro, nonché l'introduzione della scrittura.
Le testimonianze lasciate da questa civiltà sono molto ricche e fortemente caratterizzate, specie nella scultura, anche monumentale, nell'arte figurativa, che presenta una notevole fantasia nelle figure ed una tendenza all'astrattismo, nell'originalità delle forme della ceramica, nell'abbondante uso dell'ambra, nella grande varietà di armi, nei vistosi corredi femminili. La lingua picena è italica ed era diffusa in tutte le attuali province delle Marche; l'enigmatica lingua di Novilara è attestata da quattro iscrizioni.

### Invasione gallica e fondazione greca di Ancona
Nel IV secolo a.C., la regione vide l'arrivo dei Galli Senoni, popolazione gallica proveniente dalla provincia francese dello Champagne, che occuparono tutto il settore settentrionale della regione, fino al fiume Esino, ma anche alcune zone più a sud.
Nello stesso periodo i Greci di Siracusa fondarono la colonia di Ankón, l'attuale Ancona. Con la fondazione siracusana l'emporio divenne una città di lingua, cultura ed aspetto greco, che poi mantenne a lungo, quando già la regione circostante e l'Italia centrale erano entrate prima nell'influsso e poi nello stato romano.
I Piceni, dunque, che prima dell'arrivo dei Sènoni vivevano in tutto il territorio che oggi definiamo marchigiano, si trovarono a convivere con culture diverse, che influirono profondamente sul loro modo di vivere, tanto che gli archeologi parlano di una nuova fase della civiltà picena: la "Piceno IV", l'ultima di questo popolo italico prima della sua romanizzazione. Nello stesso tempo, anche l'originaria cultura celtica dei Sènoni, a contatto con Piceni e Greci, subisce un'evoluzione, dissolvendosi in una koiné celto-greco-italica, dove l'elemento celtico rimase immutato solo per ciò che riguarda l'armamento
Ankón, attraverso il suo porto, mantenne rapporti intensi con i principali centri del Mediterraneo orientale, come provano le testimonianze archeologiche, numerose e significative specialmente per l'età ellenistica. Tra la fine del II e l'inizio del I secolo a.C. fu gradatamente assorbita nello stato romano, pur rimanendo per alcuni decenni un'isola linguistica e culturale greca.

### Periodo romano

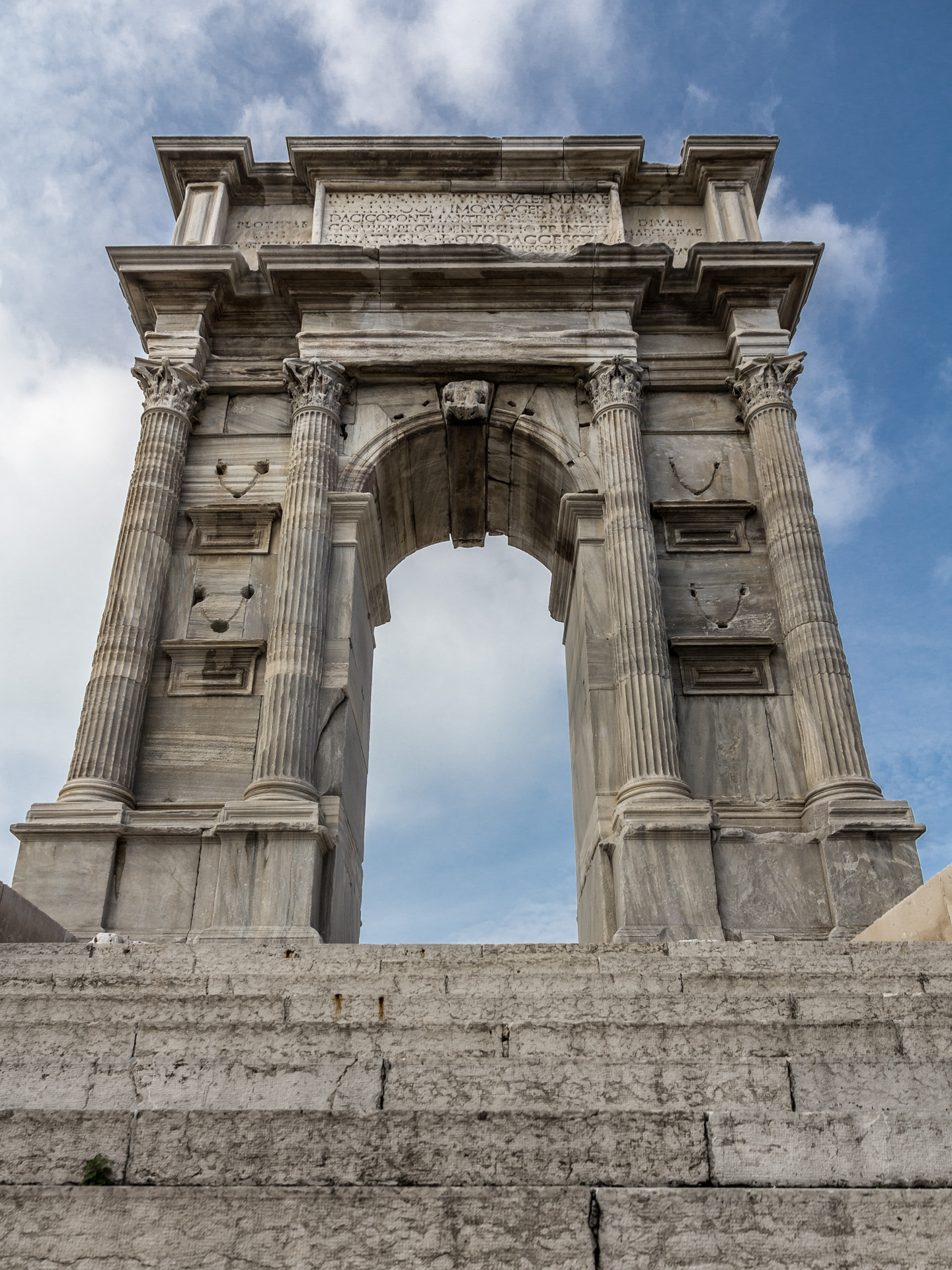
L'Arco di Traiano ad Ancona.

Dopo la battaglia del Sentino, nel 295 a.C., i Galli vennero sconfitti da una coalizione tra Romani e Piceni. Quando gli alleati romani divennero troppo invadenti, con la fondazione di colonie in territorio piceno (la più importante Firmum Picenum, odierna Fermo), i Piceni si ribellarono dando vita alla guerra picentina, che si concluse con la sottomissione ai Romani, e poi alla guerra sociale.
Due importanti strade collegavano le Marche a Roma: la Flaminia, che raggiungeva l'Adriatico a Fano e terminava a Rimini, e la Salaria, che arrivava a Porto d'Ascoli. Inoltre durante il periodo imperiale, Ancona venne scelta da Traiano come porto di Roma verso oriente, come testimonia anche l'iscrizione dell'arco di Traiano di Ancona, nella quale il capoluogo marchigiano è chiamato accessum Italiae, cioè "ingresso d'Italia".
Come tutti i territori delle moderne regioni italiane, anche quello marchigiano ebbe nel periodo romano diverse variazioni amministrative. Sotto l'impero di Augusto il sud della regione faceva parte della Regio V, detta Picenum, mentre la parte nord, detta Ager gallicus picenus, era compresa nella Regio VI, che comprendeva anche i territori orientali dell'attuale Umbria. Con la riorganizzazione amministrativa di Diocleziano, tutto il territorio delle attuali Marche era riunito nella Flaminia et Picenum, che comprendeva anche la Romagna. Questa provincia venne suddivisa sotto l'impero di Teodosio I in due circoscrizioni: le Marche settentrionali, dette Picenum Annonarium, formarono con la Romagna la Flaminia et Picenum Annonarium, mentre il sud della regione costituì il Picenum Suburbicarium. Alla caduta dell'Impero romano d'Occidente, le Marche, dopo aver fatto parte del regno di Odoacre, entrarono nell'orbita dell'Impero Romano d'Oriente come il resto d'Italia, mentre il vecchio nome "Piceno" si perse.

### Alto Medioevo

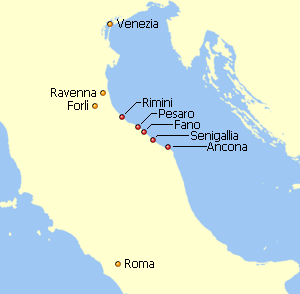
La Pentapoli marittima.

Durante la Guerra gotico-bizantina, il territorio delle odierne Marche fu teatro di importanti azioni militari; Ancona ed Osimo furono due capisaldi delle azioni militari, la prima bizantina e la seconda gotica. Dopo la vittoria bizantina, la regione, insieme al resto d'Italia, fu sotto il dominio dell'Impero d'Oriente.
Successivamente, in seguito all'invasione dei Longobardi, il territorio regionale si ritrovò spezzato in due parti: le città del nord della regione fino ad Ancona rimasero sotto la giurisdizione dell'Impero romano d'Oriente, costituendo la Pentapoli bizantina, a sua volta divisa fra le città costiere inglobate nella Pentapoli marittima (Rimini, Pesaro, Ancona, Senigallia e Fano) e quelle interne comprese nella Pentapoli annonaria (Gubbio, Cagli, Urbino, Fossombrone, Jesi e Osimo).
Il sud della regione e la parte nord dell'Abruzzo (odierne province di Macerata, Fermo, Ascoli, Teramo e Pescara) furono invece conquistati dai Longobardi, che istituirono la Marca Fermana, la quale confinava ad ovest con il Ducato di Spoleto e a sud con il Ducato di Benevento, anch'essi di istituzione longobarda. La presenza dei Longobardi ha lasciato notevoli vestigia, come ad esempio la necropoli a Castel Trosino sulla via Salaria.
Successivamente l'intero territorio regionale venne unificato prendendo il nome di Marca di Ancona (chiamata anche Marca Guarnerii, dal nome del primo marchese, Guarnieri appunto, della fine dell'XI secolo), indicata sulle antiche carte con il nome di Marca Anconitana olim Picenum. Il termine marca, o "marka", introdotto dai Longobardi, deriva dal germanico e significa "territori di confine" del Sacro Romano Impero. Il governatore inizialmente aveva sede ad Ancona, poi, quando questa città si svincolò dal controllo dello Stato della Chiesa, il governo della Marca si spostò a Fermo, che era la seconda città della regione per importanza politica.

### Età comunale

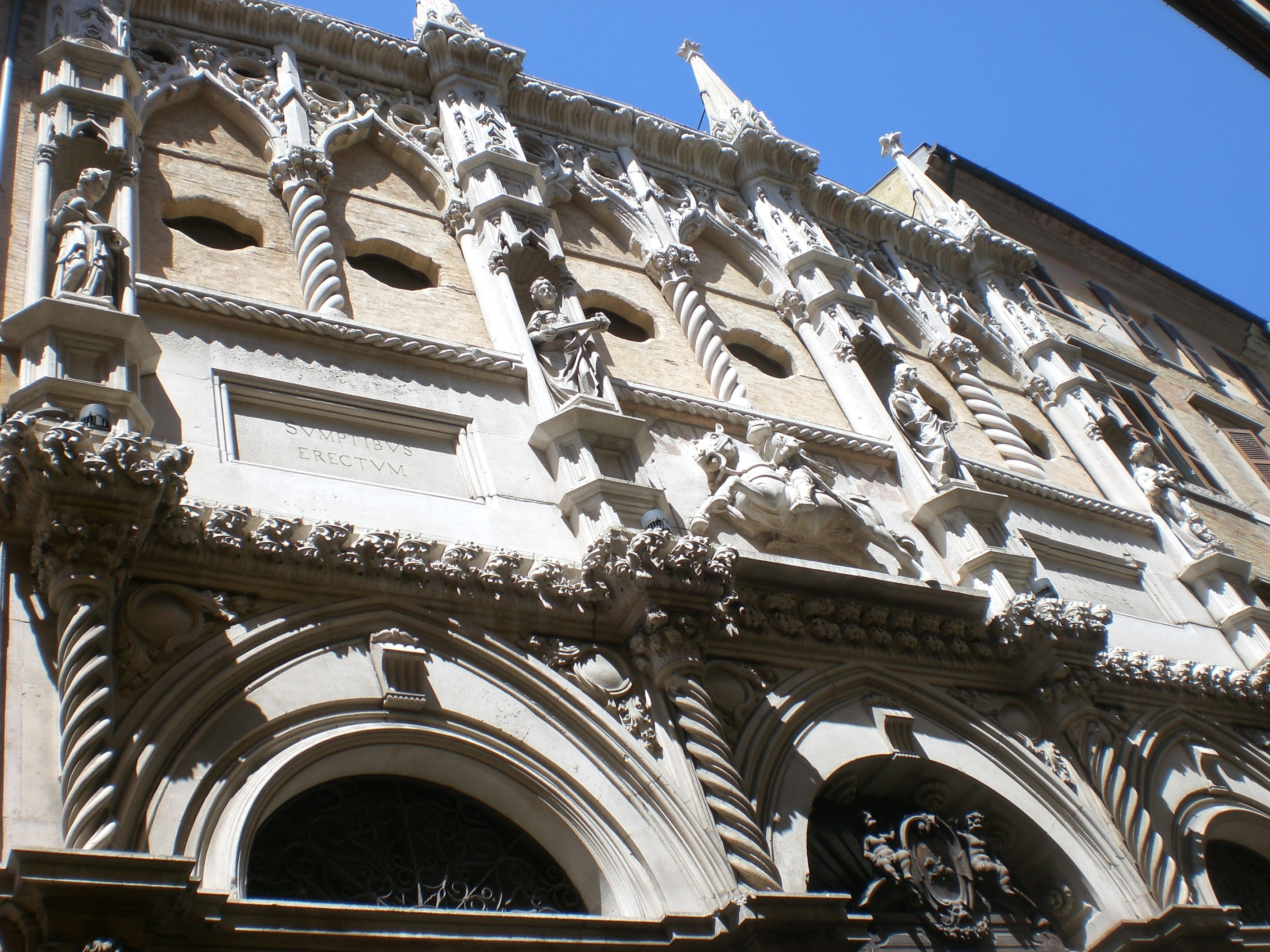
La Loggia dei Mercanti di Ancona, simbolo della potenza marinara cittadina.

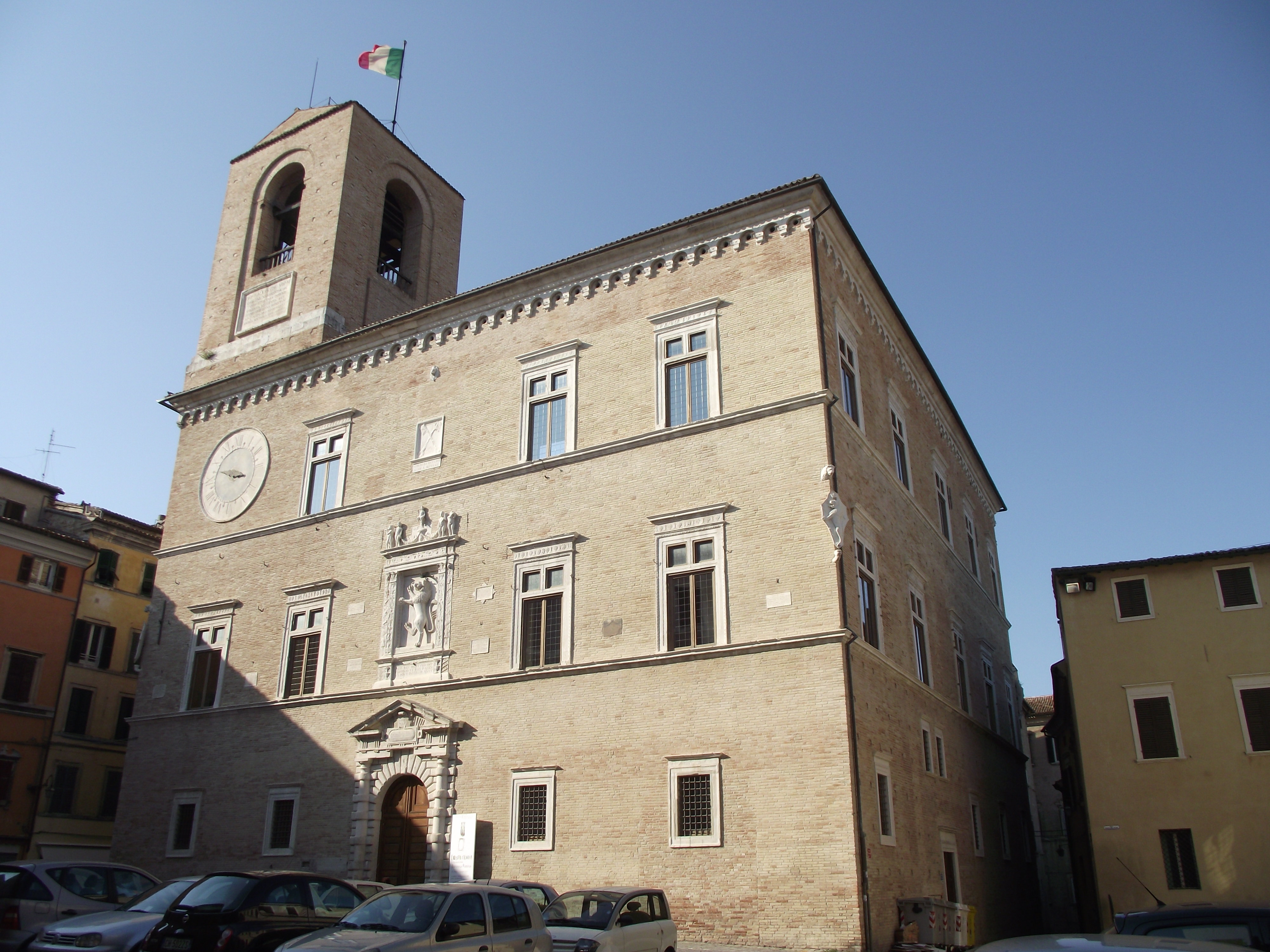
Il Palazzo della Signoria di Jesi, simbolo delle Libertà comunali.

Si ha un quadro molto chiaro della situazione regionale nel XIV secolo grazie alle Costituzioni egidiane, che servono ad identificare i confini della Marca, in pratica coincidenti con quelli attuali; si elencano anche le cinque città maggiori (Urbino, Ancona, Camerino, Fermo, Ascoli Piceno) e le città grandi (tra cui Pesaro, Fano, Fabriano, Jesi, Recanati, Macerata).
In epoca comunale fiorirono i comuni di Pesaro, Fano, Ancona, Jesi, Fermo e Ascoli Piceno. In particolare la Repubblica di Ancona ebbe momenti di splendore artistico e culturale grazie ai suoi rapporti marittimi con l'Oriente; è infatti una delle repubbliche marinare il cui stemma non compare nella bandiera della marina militare.
Il 26 dicembre 1194 nasceva a Jesi Federico II di Svevia, futuro imperatore del Sacro Romano Impero, che onorò la città nel 1216 col titolo di Città Regia conferendole anche il titolo di Respublica Aesina, confermando tutti i suoi diritti sulle terre del Contado. Questi privilegi permisero a Jesi una certa autonomia anche durante la successiva dominazione papale.

### Rinascimento
Durante il Rinascimento il Ducato di Urbino fu celebre in tutta Europa, un vero e proprio faro dell'arte e della cultura italiana. Altre città sede di signorie importanti economicamente e culturalmente sono state Camerino, Fano, Pesaro, Senigallia, Fabriano e San Severino Marche. Ancona mantenne invece il suo regime repubblicano, come le altre città marinare italiane.

### Periodo pontificio
Tra la metà del Cinquecento e i primi decenni del Seicento le città marchigiane entrarono nello Stato della Chiesa, che, come tutti gli stati regionali italiani, annullò le entità politiche più piccole. Seguì un periodo di recessione, condiviso da gran parte d'Italia, rischiarato solo dal pontificato di Clemente XII che nel Settecento tracciò la strada oggi detta Vallesina e diede respiro all'economia regionale dichiarando Ancona porto franco.

### Periodo napoleonico e risorgimentale

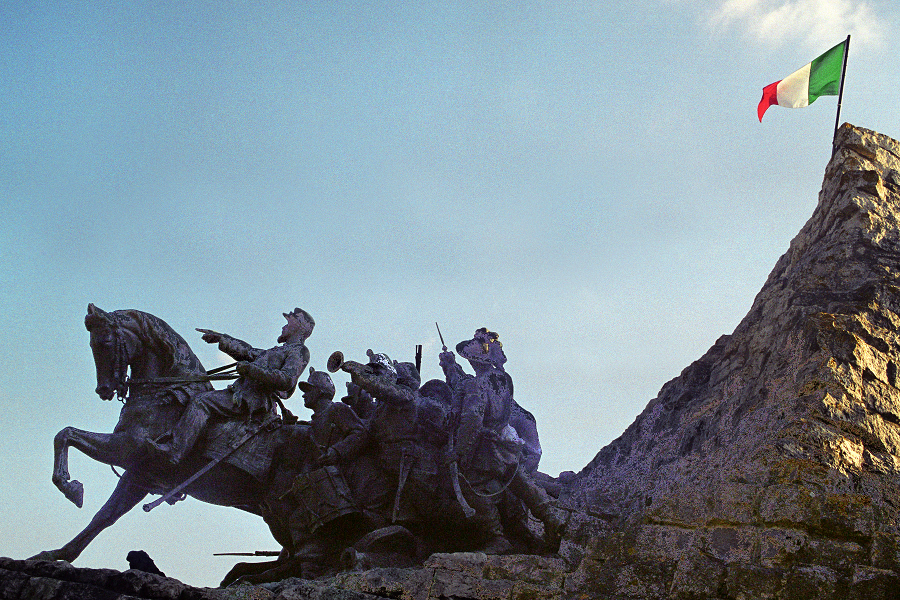
Scorcio del Monumento nazionale delle Marche, celebrante la Battaglia di Castelfidardo.

Con l'arrivo delle truppe francesi, le Marche si diedero ordinamento repubblicano costituendosi nel 1797 in Repubblica Anconitana, poi assorbita dalla Repubblica Romana. Durante il Regno d'Italia napoleonico, le Marche furono ridenominate Dipartimento del Metauro, esistito dal 1808 al 1815, che prendeva il nome dal fiume Metauro e aveva per capoluogo Ancona.
Durante il periodo risorgimentale le Marche parteciparono alle lotte per l'unificazione con i moti di Macerata e con l'eroica resistenza di Ancona durante l'assedio austriaco del 1849, in contemporanea con Roma e Venezia. La battaglia finale dell'unificazione italiana si combatté nelle Marche nel 1860: si tratta della battaglia di Castelfidardo, che consentì l'unione dei territori conquistati al sud da Garibaldi, con la spedizione dei Mille, con quelli acquisiti al nord da Vittorio Emanuele II, con la Seconda guerra d'indipendenza; ciò permise l'anno successivo la proclamazione del Regno d'Italia.

### Periodo contemporaneo
Nella storia più recente si ricorda la Settimana rossa, la Rivolta dei Bersaglieri e la partecipazione alla Resistenza, tra le più massicce e popolari d'Italia.

### Variazioni territoriali recenti

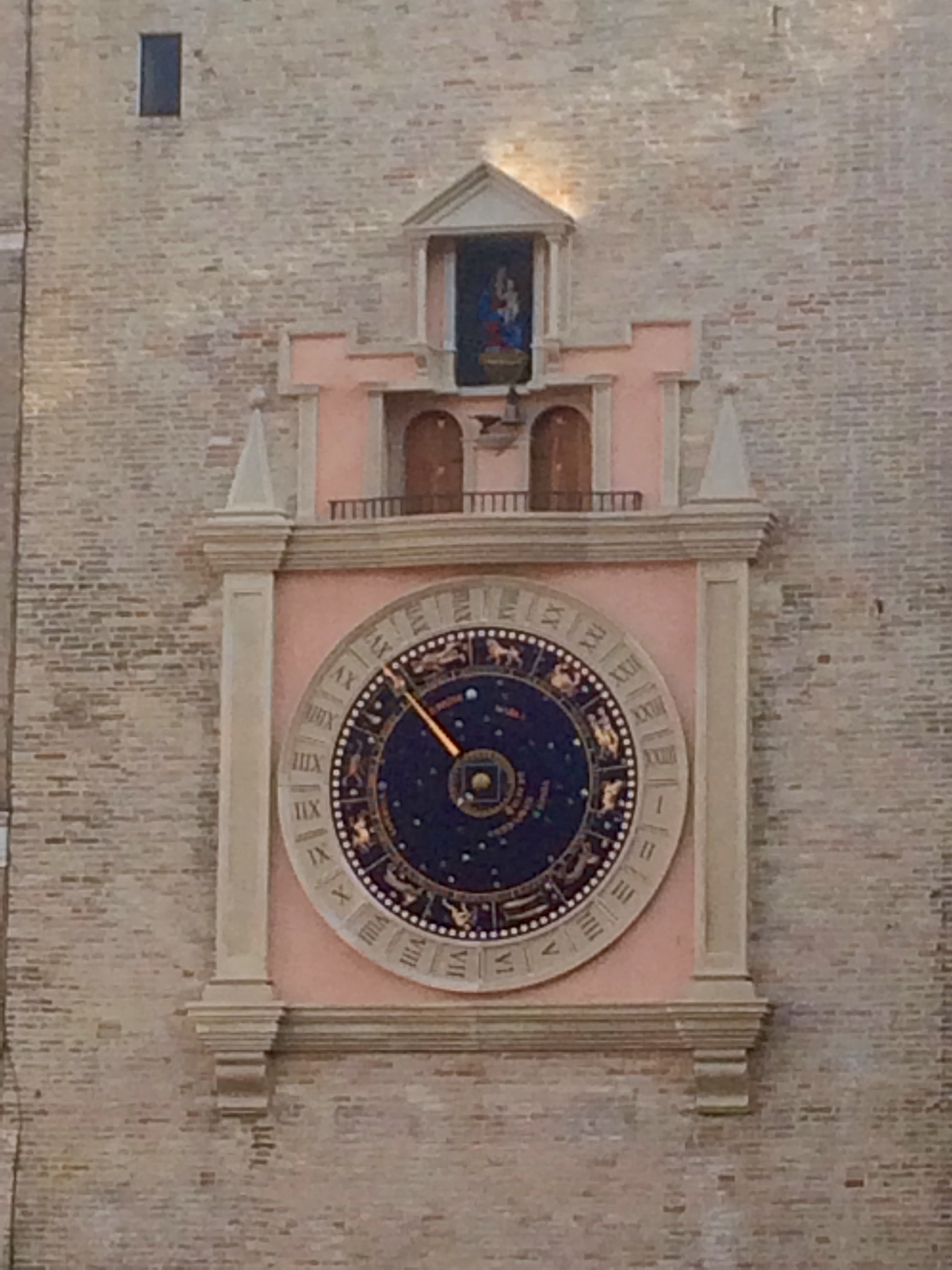
L'orologio planetario di Macerata, reinserito nella torre civica nel 2015; è possibile ammirare il carosello dei Magi.

Fino al 2009 la regione includeva il territorio dell'alta valle del fiume Marecchia, già parte del Ducato di Urbino (fin dal XV secolo) e la cui appartenenza alla delegazione di Urbino e Pesaro fu confermata da Pio VII con motu proprio il 6 luglio 1816. Nel 2009 esso venne però distaccato dalle Marche a seguito di un referendum a favore dell'entrata nella Regione Emilia-Romagna e, a seguito dell'esito positivo di quest'ultimo, aggregato alla stessa. Le Marche proposero ricorso alla Corte costituzionale, ritenendo che il parlamento avesse indebitamente ignorato il parere negativo della regione; nel luglio 2010 la Corte si pronunciò sul ricorso giudicandolo infondato.
Nel comune di Monte Grimano Terme, il 9 e 10 marzo 2008, contemporaneamente al comune di Mercatino Conca si è tenuto un referendum per chiedere alla popolazione di far parte integrante della regione Emilia-Romagna sotto la provincia di Rimini. L'esito è stato negativo in quanto i voti favorevoli non hanno raggiunto il 50%+1 degli aventi diritto e tra i votanti la maggioranza ha votato contro l'aggregazione all'Emilia-Romagna.

## Società
- Tasso di attività: 51,7%
- Occupati per tipo di attività:
  - agricoltura 2%
  - industria 39,3%
  - altre 58,7%
- Tasso di disoccupazione: 6,6%

Fonte:

### Evoluzione demografica
Abitanti censiti (migliaia)
Nel 2006 i nati sono stati 13.757 (9,0‰), e i morti 15.809 (10,3‰), con un incremento naturale di -2.052 unità rispetto al 2005 (-1,3‰). Le famiglie contano in media 2,5 componenti. Il 31 dicembre 2007 su una popolazione di 1.520.636 abitanti e una densità di 157 abitanti per km² si contavano 81.890 stranieri (5,4%). Nel 2010, la popolazione straniera è aumentata notevolmente superando le 155000 persone e raggiungendo il 10% del totale.

### Città più popolate

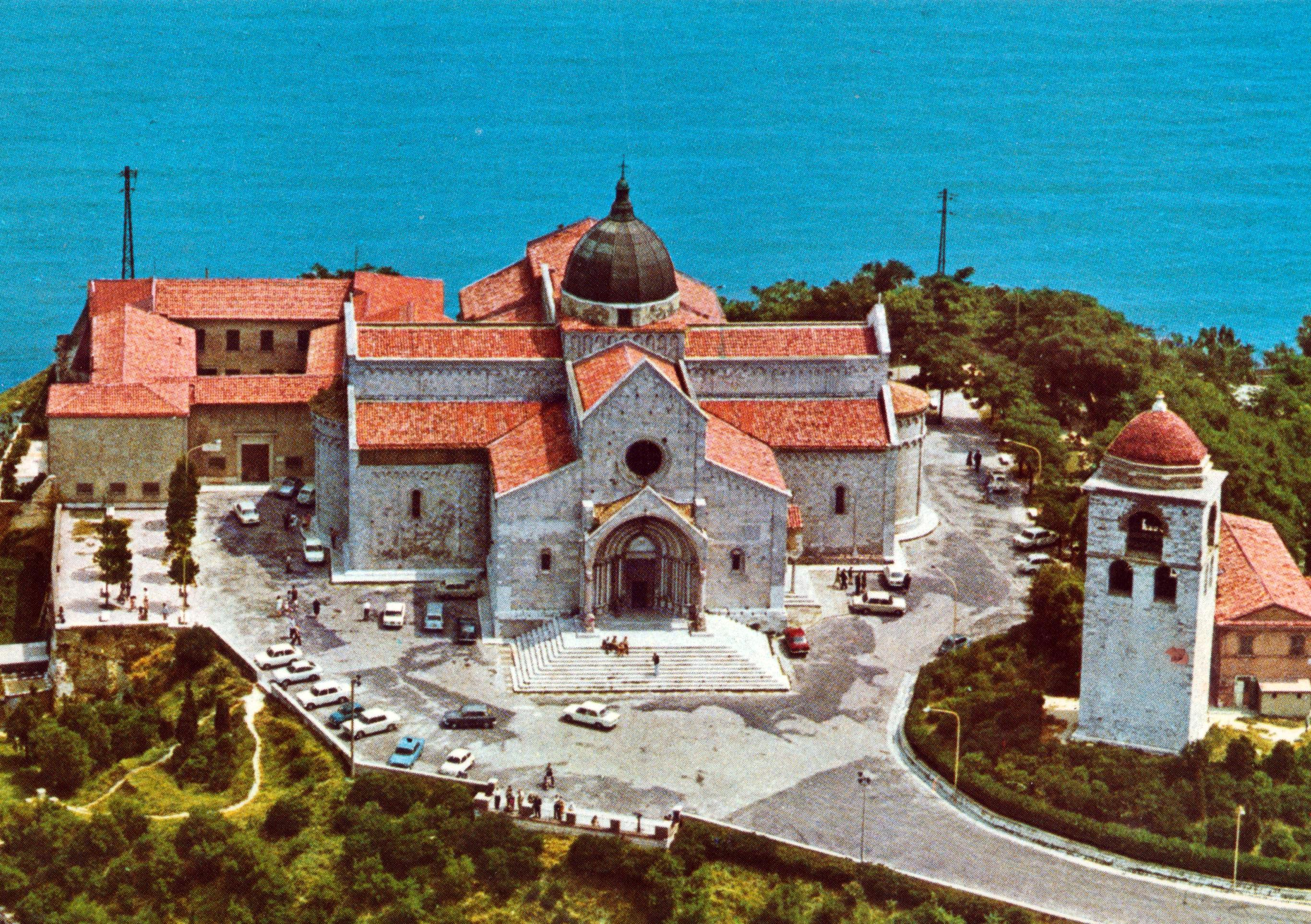
Ancona: il duomo di San Ciriaco.

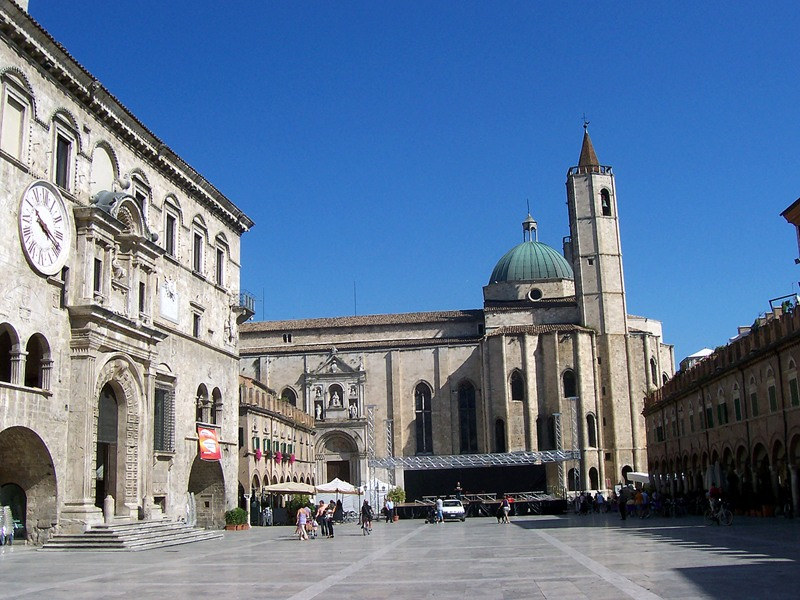
Ascoli Piceno: Piazza del Popolo.

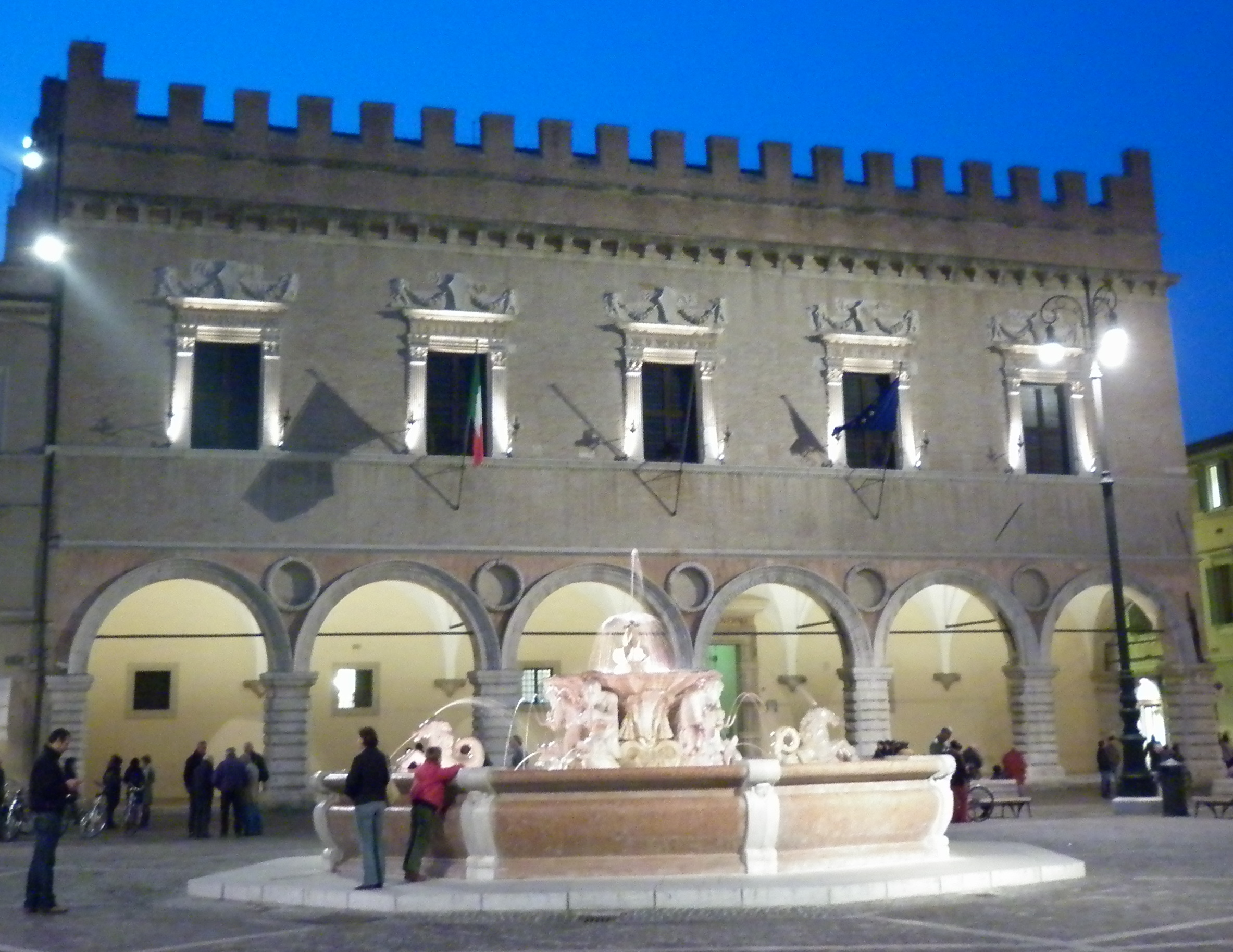
Pesaro: il Palazzo Ducale.

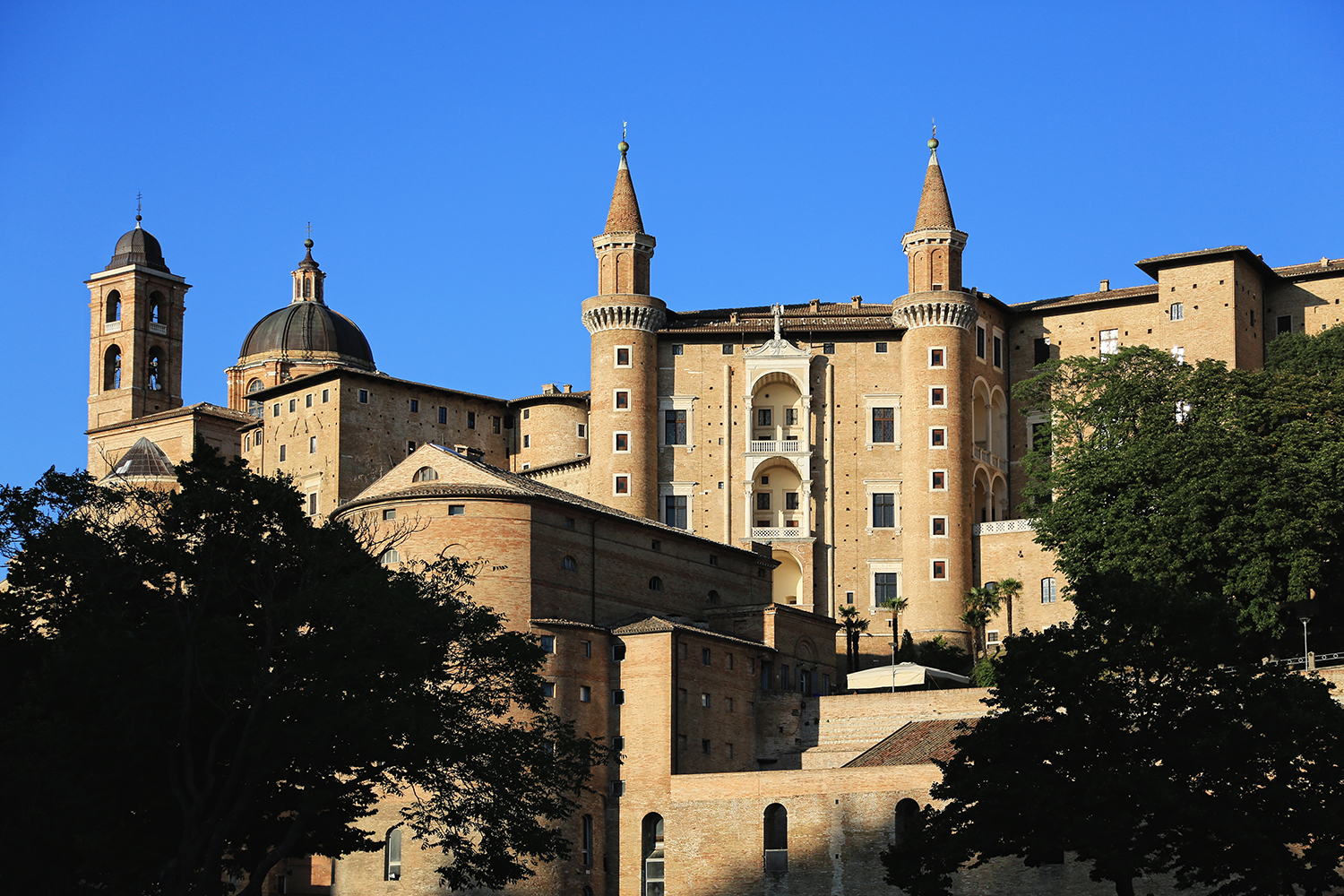
Urbino: Palazzo Ducale.

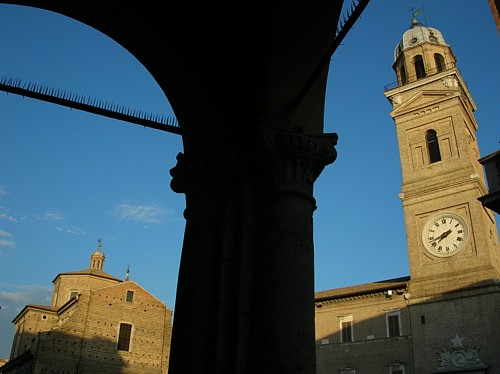
Macerata.

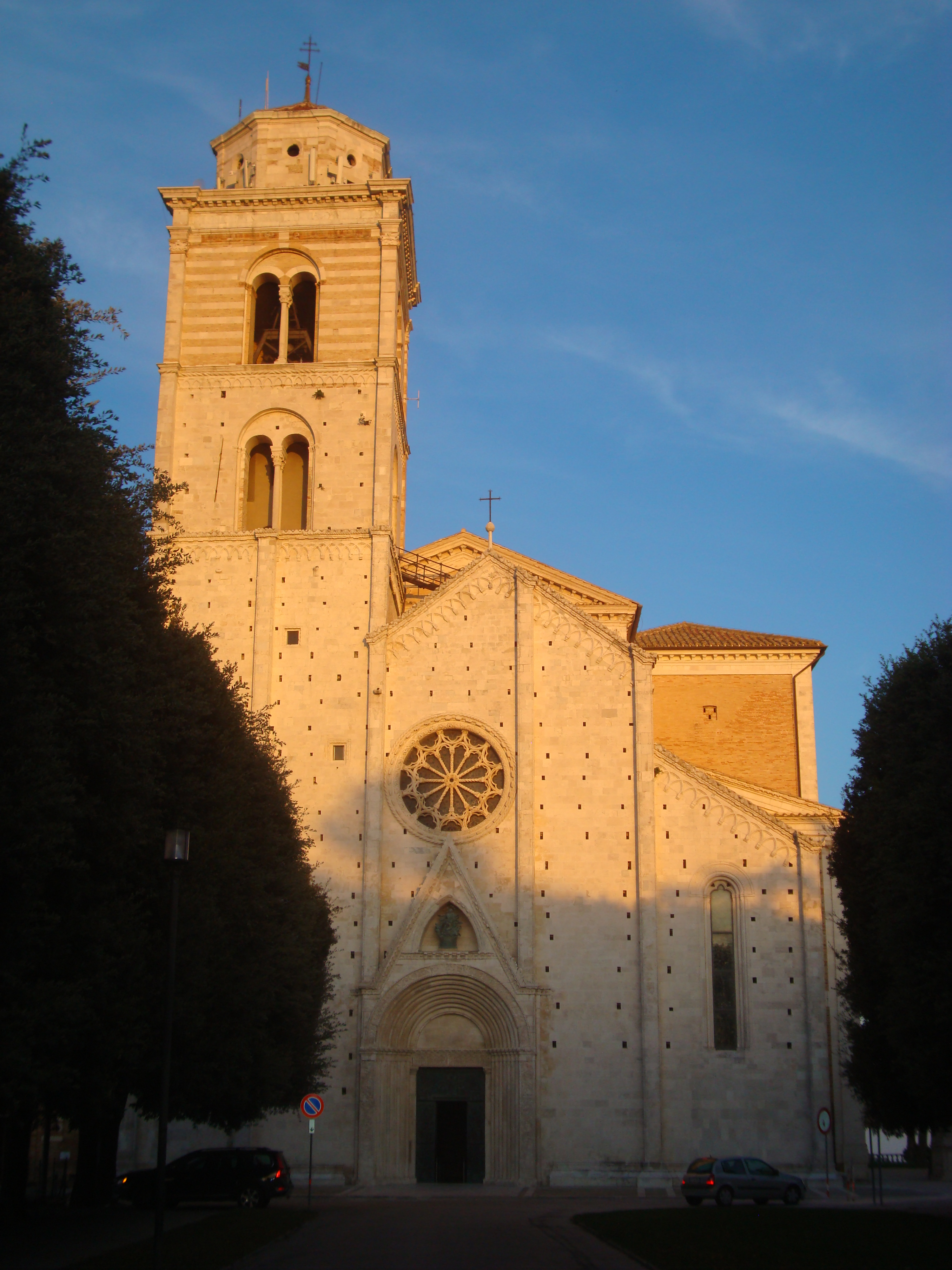
Fermo: duomo

Comuni più popolati della regione, al 31 dicembre 2024, secondo la stima dell'ISTAT.
|    | Comune                   | Popolazione (31-12-2024) | Provincia       | Superficie (km²) |
| -- | ------------------------ | ------------------------ | --------------- | ---------------- |
| 1  | Ancona                   | 99 469                   | Ancona          | 124,84           |
| 2  | Pesaro                   | 95 360                   | Pesaro e Urbino | 126,77           |
| 3  | Fano                     | 59 907                   | Pesaro e Urbino | 121,84           |
| 4  | San Benedetto del Tronto | 47 019                   | Ascoli Piceno   | 25,31            |
| 5  | Ascoli Piceno            | 45 310                   | Ascoli Piceno   | 158,02           |
| 6  | Senigallia               | 43 815                   | Ancona          | 117,77           |
| 7  | Civitanova Marche        | 41 915                   | Macerata        | 45,8             |
| 8  | Macerata                 | 40 623                   | Macerata        | 92               |
| 9  | Jesi                     | 39 453                   | Ancona          | 108,9            |
| 10 | Fermo                    | 35 835                   | Fermo           | 124,17           |
| 11 | Osimo                    | 34 820                   | Ancona          | 106,74           |
| 12 | Fabriano                 | 28 648                   | Ancona          | 272,08           |
| 13 | Falconara Marittima      | 25 887                   | Ancona          | 25,82            |
| 14 | Porto Sant'Elpidio       | 25 801                   | Fermo           | 18,14            |
| 15 | Recanati                 | 20 630                   | Macerata        | 102              |
| 16 | Castelfidardo            | 18 439                   | Ancona          | 33,39            |
| 17 | Tolentino                | 17 544                   | Macerata        | 94,86            |
| 18 | Sant'Elpidio a Mare      | 16 375                   | Fermo           | 50,37            |
| 19 | Grottammare              | 15 901                   | Ascoli Piceno   | 17,66            |
| 20 | Porto San Giorgio        | 15 542                   | Fermo           | 8,58             |
| 21 | Potenza Picena           | 15 433                   | Macerata        | 48,2             |
| 22 | Vallefoglia              | 15 006                   | Pesaro e Urbino | 39,57            |
| 23 | Corridonia               | 14 665                   | Macerata        | 62               |
| 24 | Mondolfo                 | 14 435                   | Pesaro e Urbino | 22,82            |
| 25 | Chiaravalle              | 14 190                   | Ancona          | 17,6             |
| 26 | Urbino                   | 13 849                   | Pesaro e Urbino | 226,50           |

Le città sedi di studi universitari sono quindici, appartenenti a quattro università: Università Politecnica delle Marche di Ancona (con sedi anche ad Ascoli Piceno, Fermo, Macerata, San Benedetto del Tronto, Pesaro), Università di Urbino (con sedi anche a Fano e Pesaro), Università di Macerata (con sedi anche a Civitanova Marche, Fermo, Jesi, Osimo, Spinetoli), Università di Camerino (con sedi anche ad Ascoli Piceno, Matelica, Recanati, San Benedetto del Tronto); ciò rende le Marche la seconda regione d'Italia per rapporto tra abitanti ed università (388.242 abitanti per università) e per rapporto tra abitanti e sede universitarie (103.000 abitanti per sede).

### Etnie e minoranze straniere
Nella seguente tabella sono riportati gli stranieri residenti in regione al 31 dicembre di ogni anno.
| Nazionalità        | 2002   | 2003   | 2004   | 2005   | 2006   | 2007    | 2008    | 2009    | 2010    | 2011    | 2012    | 2013    | 2014    | 2015    | 2016    | 2017    | 2018    | 2019    | 2020    | 2021    | 2022    |
| ------------------ | ------ | ------ | ------ | ------ | ------ | ------- | ------- | ------- | ------- | ------- | ------- | ------- | ------- | ------- | ------- | ------- | ------- | ------- | ------- | ------- | ------- |
| Romania            | 2.748  | 4.728  | 6.158  | 7.494  | 8.504  | 15.400  | 19.602  | 21.679  | 22.959  | 20.615  | 22.767  | 24.986  | 25.784  | 25.649  | 25.976  | 26.204  | 25.118  | 25.005  | 23.382  | 23.419  | 23.336  |
| Albania            | 10.939 | 13.352 | 15.316 | 16.952 | 18.183 | 19.701  | 21.531  | 22.246  | 21.982  | 20.525  | 20.888  | 20.739  | 20.062  | 18.484  | 16.760  | 15.904  | 15.184  | 14.850  | 14.486  | 13.936  | 14.025  |
| Marocco            | 8.120  | 9.354  | 10.416 | 11.034 | 11.635 | 12.597  | 14.070  | 14.642  | 14.675  | 13.439  | 13.116  | 13.203  | 12.621  | 11.735  | 10.929  | 10.625  | 10.309  | 10.272  | 10.116  | 9.631   | 9.329   |
| Cina               | 1.762  | 2.582  | 3.710  | 4.678  | 5.499  | 6.288   | 7.279   | 8.171   | 9.163   | 8.152   | 9.061   | 9.861   | 9.938   | 9.863   | 9.690   | 9.542   | 9.021   | 9.076   | 9.939   | 8.809   | 8.695   |
| Pakistan           | 1.287  | 1.671  | 1.999  | 2.226  | 2.366  | 2.651   | 3.010   | 3.573   | 4.031   | 3.951   | 4.093   | 4.271   | 4.528   | 4.488   | 4.564   | 4.928   | 5.238   | 5.571   | 6.428   | 6.367   | 6.733   |
| Bangladesh         | 721    | 979    | 1.267  | 1.553  | 1.890  | 2.215   | 2.863   | 3.311   | 3.712   | 3.523   | 3.690   | 4.299   | 4.088   | 4.184   | 4.134   | 4.368   | 4.170   | 4.496   | 4.855   | 5.018   | 5.793   |
| Ucraina            | 665    | 2.245  | 2.917  | 3.179  | 3.456  | 3.851   | 4.394   | 4.778   | 5.365   | 4.975   | 4.934   | 5.410   | 5.576   | 5.632   | 5.625   | 5.605   | 5.390   | 5.328   | 5.465   | 5.252   | 5.755   |
| Macedonia del Nord | 5.472  | 7.014  | 7.547  | 8.320  | 9.409  | 9.730   | 10.409  | 10.789  | 10.875  | 9.877   | 9.827   | 9.911   | 9.324   | 8.476   | 7.452   | 6.781   | 6.121   | 5.542   | 5.125   | 4.718   | 4.547   |
| Nigeria            | 992    | 1.304  | 1.589  | 1.792  | 1.910  | 2.099   | 2.346   | 2.591   | 2.801   | 2.765   | 3.020   | 3.278   | 3.327   | 3.397   | 3.563   | 4.019   | 4.015   | 4.005   | 4.115   | 3.959   | 3.987   |
| India              | 1.053  | 1.297  | 1.610  | 1.882  | 2.100  | 2.451   | 2.978   | 3.429   | 3.744   | 3.700   | 3.950   | 4.167   | 4.291   | 4.262   | 4.055   | 4.025   | 3.892   | 4.017   | 3.960   | 3.744   | 3.668   |
| Moldavia           | 272    | 1.058  | 1.328  | 1.629  | 1.868  | 2.599   | 3.286   | 4.001   | 4.738   | 4.905   | 5.061   | 5.102   | 4.925   | 4.612   | 4.266   | 4.139   | 3.831   | 3.710   | 3.739   | 3.664   | 3.488   |
| Tunisia            | 3.081  | 3.424  | 3.872  | 4.098  | 4.361  | 4.625   | 5.067   | 5.133   | 5.135   | 4.316   | 4.380   | 4.410   | 4.309   | 3.987   | 3.705   | 3.580   | 3.364   | 3.343   | 3.409   | 3.341   | 3.436   |
| Polonia            | 1.097  | 1.843  | 2.412  | 2.950  | 3.616  | 4.503   | 4.946   | 5.098   | 5.181   | 4.229   | 4.463   | 4.690   | 4.556   | 4.389   | 4.389   | 4.282   | 4.032   | 3.913   | 3.469   | 3.337   | 3.291   |
| Senegal            | 1.096  | 1.464  | 1.648  | 1.707  | 1.830  | 1.923   | 2.172   | 2.406   | 2.607   | 2.356   | 2.538   | 2.833   | 2.950   | 2.954   | 2.965   | 3.131   | 2.966   | 3.030   | 3.095   | 3.136   | 3.227   |
| Totale             | 54.660 | 70.557 | 81.890 | 91.325 | 99.285 | 115.299 | 131.033 | 140.457 | 146.368 | 133.995 | 139.800 | 146.152 | 145.130 | 140.341 | 136.199 | 136.045 | 130.903 | 130.595 | 130.462 | 126.820 | 129.067 |

### Dialetti
Le Marche, insieme all'Umbria e al Lazio, si contraddistinguono per la presenza di un continuum fra tre ripartizioni dialettali, una delle quali ulteriormente suddivisa. Le suddivisioni dialettali sono dunque quattro, che sfumano impercettibilmente una nell'altra:
- i dialetti gallo-piceni o metauro-pisaurini, appartenenti al gruppo gallo-italico, parlati in quasi tutta la Provincia di Pesaro-Urbino, nell'area di Senigallia e nell'isola linguistica del promontorio del Cònero;
- i dialetti marchigiani centrali della zona anconitana, appartenenti al gruppo dei dialetti italiani mediani;
- i dialetti marchigiani centrali della zona di Macerata, Camerino e Fermo, anch'essi appartenenti al gruppo dei dialetti italiani mediani;
- i dialetti marchigiani meridionali, appartenenti al gruppo dei dialetti italiani meridionali, parlati nella Provincia di Ascoli Piceno.

Tre degli otto grandi gruppi dialettali italiani sono così rappresentati nelle Marche: uno diffuso soprattutto in Italia settentrionale, uno in Italia centrale, uno in Italia meridionale.

## Politica

### Suddivisione amministrativa
Dal 1º gennaio 1948, ex art. 131 della nostra vigente Costituzione, le Marche sono una regione ad autonomia ordinaria della Repubblica Italiana, ma solo con la legge n. 281 del 1970 furono attuate le sue funzioni.
Al 1 Luglio 2020 la regione Marche è suddivisa in 5 province e 225 comuni.
| Stemma | Provincia                    | Mappa | Comuni | Abitanti (31/12/2024) | Superficie (km²) | Presidente          | Sito Istituzionale                                                |
| ------ | ---------------------------- | ----- | ------ | --------------------- | ---------------- | ------------------- | ----------------------------------------------------------------- |
|        | Provincia di Ancona          |       | 47     | 461 645               | 1.963            | Daniele Carnevali   | Ancona                                                            |
|        | Provincia di Ascoli Piceno   |       | 33     | 200 400               | 1.228            | Sergio Loggi        | Ascoli Piceno                                                     |
|        | Provincia di Fermo           |       | 40     | 167 100               | 862              | Michele Ortenzi     | Fermo                                                             |
|        | Provincia di Macerata        |       | 55     | 302 309               | 2.779            | Sandro Parcaroli    | Macerata                                                          |
|        | Provincia di Pesaro e Urbino |       | 50     | 349 798               | 2.507            | Giuseppe Paolini    | Pesaro e Urbino Archiviato il 29 aprile 2011 in Internet Archive. |
|        | Marche                       |       | 225    | 1 481 252             | 9.339            | Francesco Acquaroli | Marche                                                            |

### Istituzioni, enti e associazioni

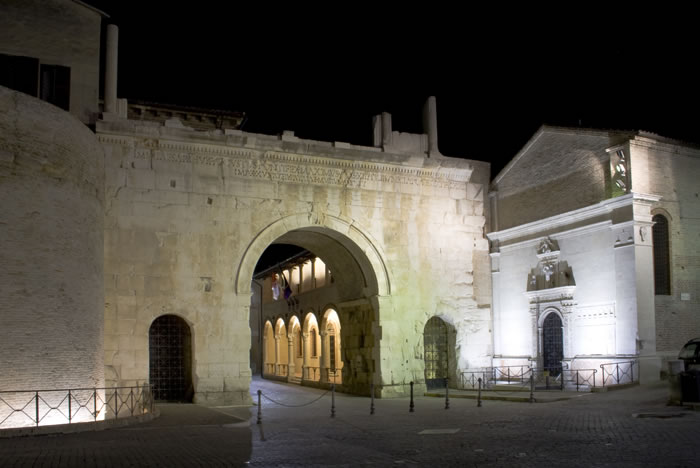
Fano: Arco di Augusto

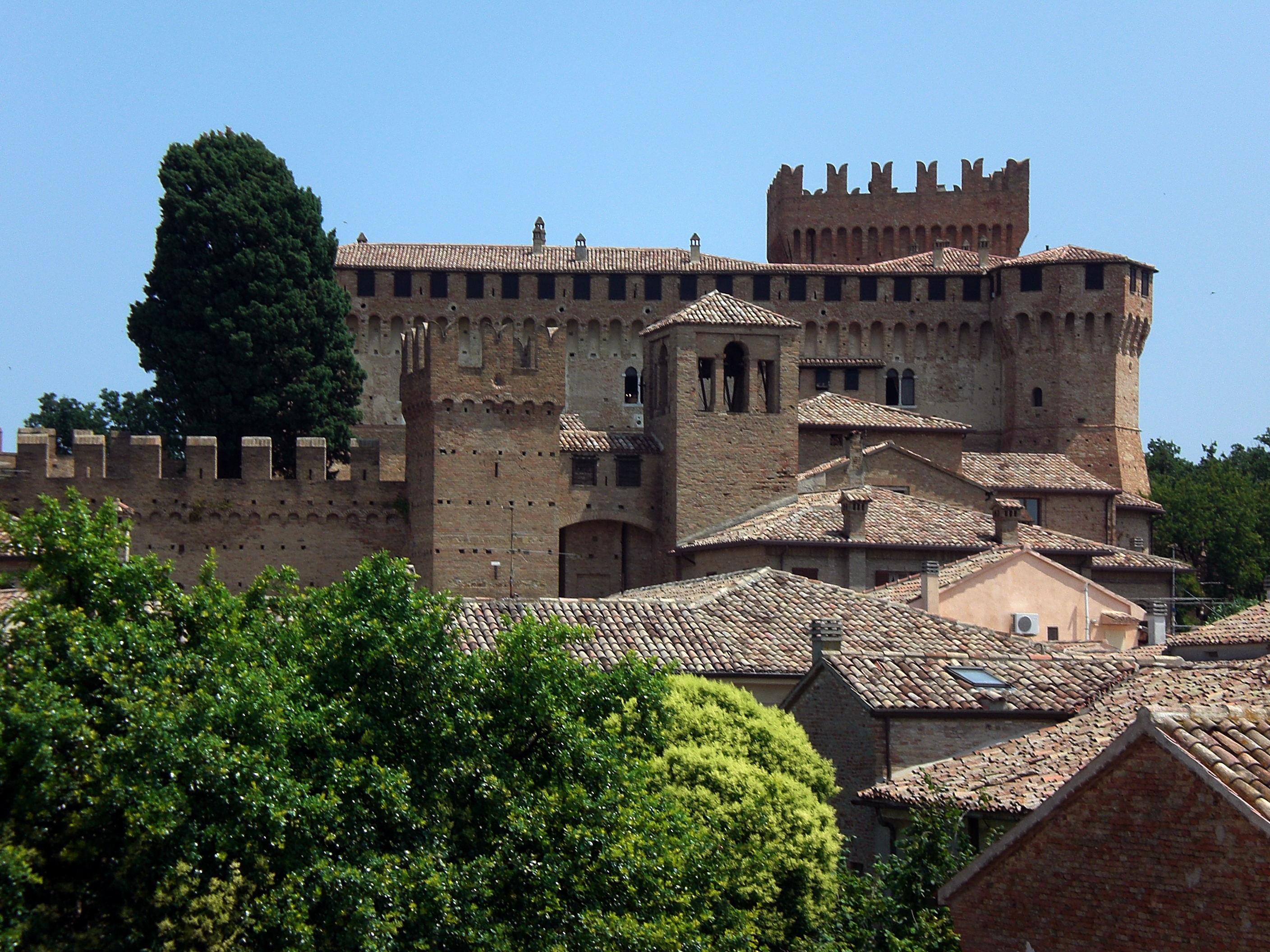
Gradara

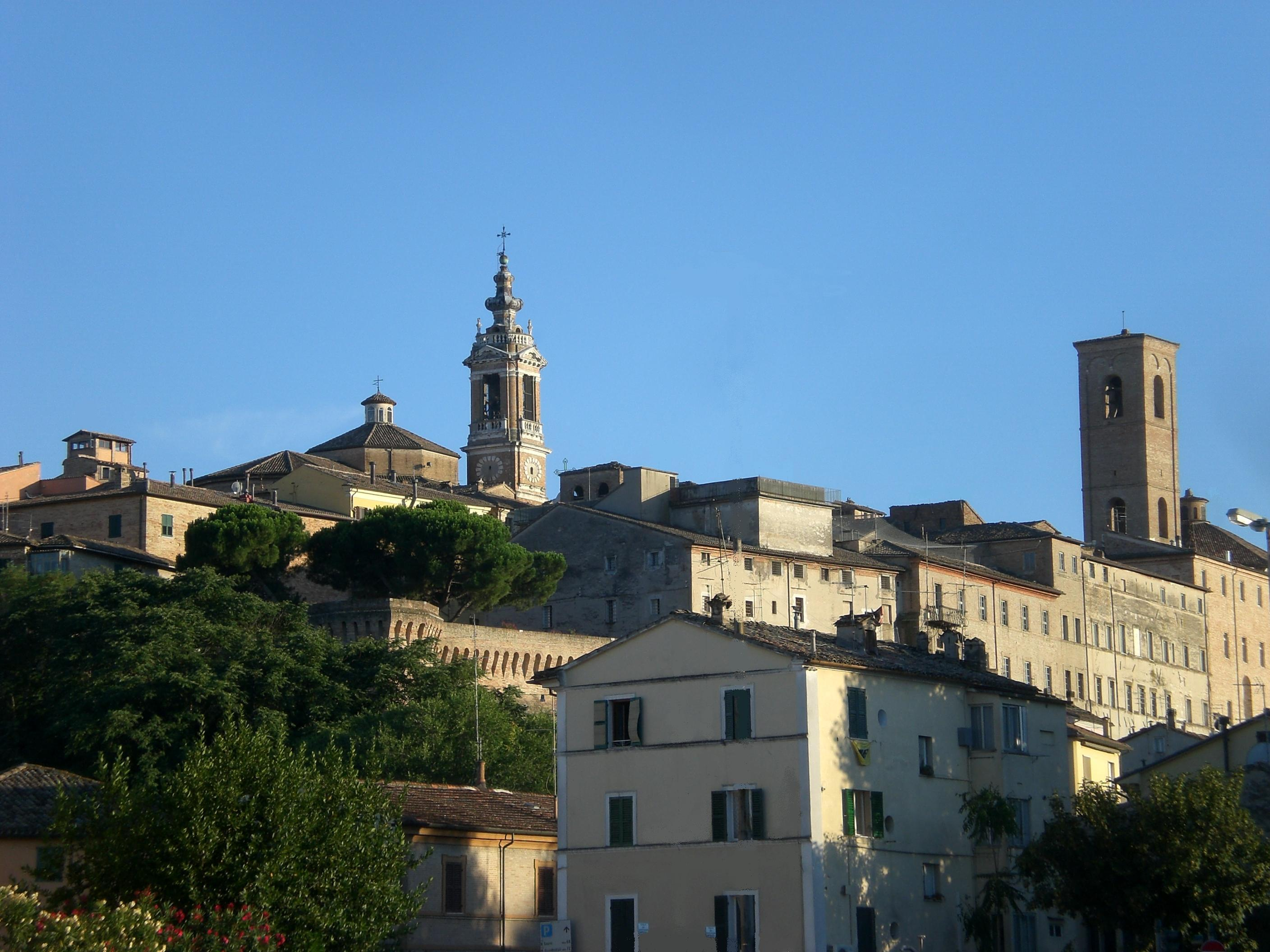
Jesi

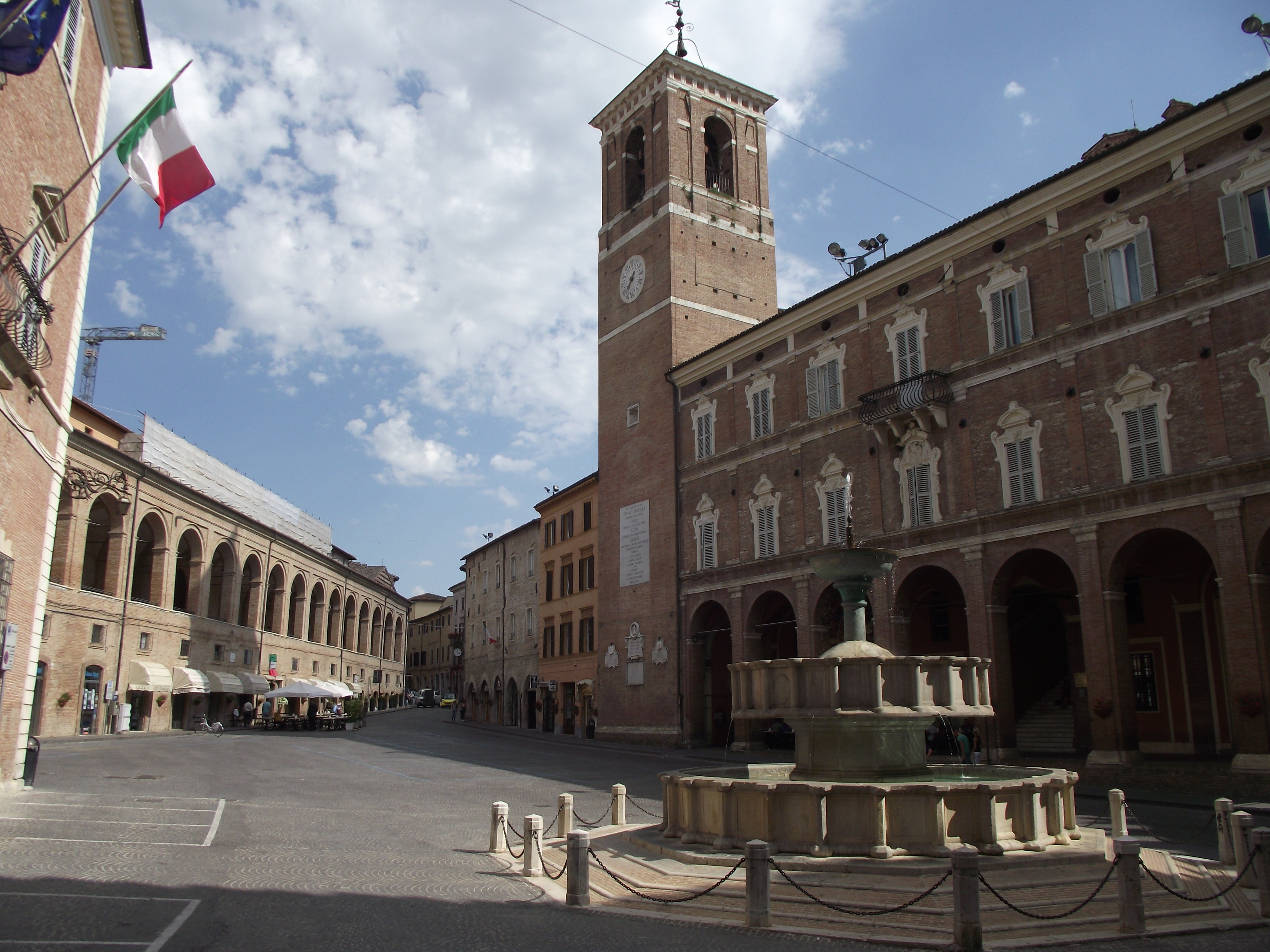
Fabriano: piazza del Comune

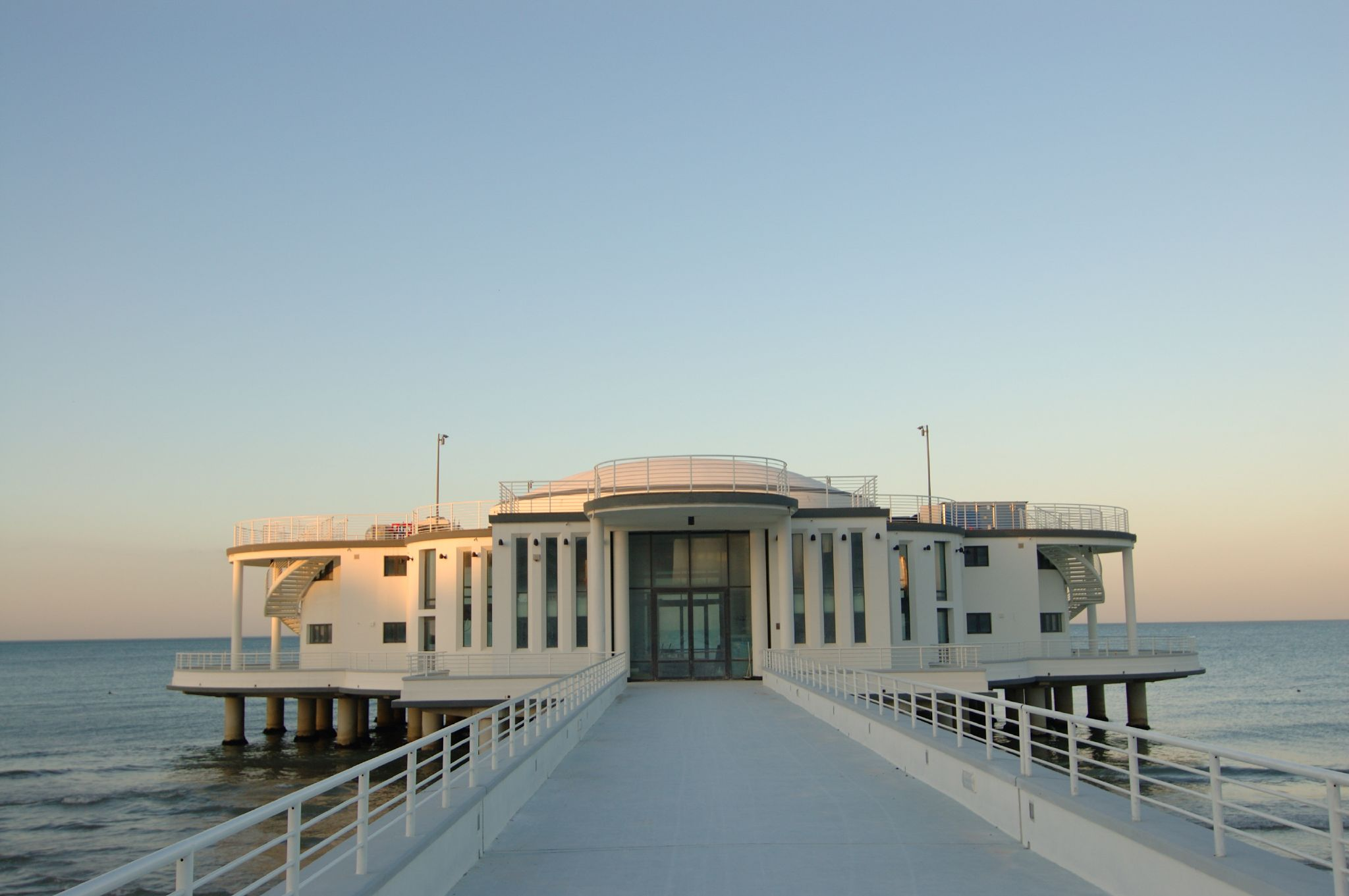
Senigallia: la Rotonda

Sono organi della Regione il Consiglio regionale, la Giunta e il suo Presidente. Tutti gli organi della regione sono ad Ancona.

#### Presidente
Il Presidente della Giunta regionale è eletto a suffragio universale e diretto in concomitanza con l'elezione del Consiglio regionale, e fa parte dell'organo consiliare. Nella prima seduta del nuovo Consiglio regionale il Presidente della giunta espone il programma del governo regionale e presenta gli assessori, tra i quali indica il Vicepresidente chiamato a sostituirlo in caso di assenza o impedimento temporaneo. Il Presidente della Giunta regionale può sostituire il Vicepresidente e gli assessori previa comunicazione al Consiglio regionale.
Il Presidente della giunta regionale ha le seguenti funzioni:
- Rappresenta la Regione.
- Nomina e revoca gli assessori, fra i quali il Vicepresidente, attribuisce le deleghe agli assessori e può revocarle.
- Può conferire incarichi particolari a singoli consiglieri regionali.
- Dirige la politica della Giunta e ne è responsabile.
- Promulga le leggi, emana i regolamenti, indice i referendum previsti dallo Statuto
- Sovrintende all'azione amministrativa regionale.
- Partecipa ai lavori della Conferenza Stato-Regioni e della Conferenza unificata, tenuto conto degli indirizzi generali del Consiglio.
- Promuove, su deliberazione della Giunta, la questione di legittimità costituzionale e i conflitti di attribuzione dinanzi alla Corte costituzionale e ne dà immediata comunicazione al Consiglio.

#### Giunta regionale
- La Giunta regionale è l'organo esecutivo della Regione ed è composta dal Presidente e da non più di dieci assessori, compreso il Vicepresidente.
- La Giunta opera collegialmente, in armonia con le direttive impartite dal Presidente della Giunta.
- La Giunta adotta, su proposta del suo Presidente, un regolamento interno che ne disciplina il funzionamento.
- Le deliberazioni della Giunta non sono valide se non è presente la maggioranza dei suoi componenti e se non sono assunte a maggioranza dei presenti.
- Le sedute della Giunta non sono pubbliche, salvo diversa decisione della Giunta stessa.
- La Giunta regionale pubblica periodicamente il Notiziario della Giunta regionale Marche[61], che può essere sia letto direttamente on line in versione digitale, che in versione cartacea facendone richiesta gratuita dal suddetto sito. Data la varietà e la facilità di fruizione dei servizi offerti, il sito è visitato periodicamente dai marchigiani residenti all'estero, in particolare da quelli che si trovano negli Stati Uniti e in Argentina. Il Notiziario, sia in versione cartacea che in digitale, e la newsletter permettono infatti loro di restare in contatto con la Regione Marche e con ciò che vi avviene.

#### Consiglio regionale (Assemblea legislativa delle Marche)
Il Consiglio regionale è l'organo legislativo e della rappresentanza democratica della Regione ed è eletto a suffragio universale e diretto; esso svolge la funzione di indirizzo e di controllo politico del governo regionale.
Il Consiglio della regione Marche è formato da quarantadue consiglieri regionali. Ha il compito di eleggere il proprio presidente e l'ufficio di presidenza, e approvare a maggioranza assoluta dei componenti il proprio regolamento di organizzazione e funzionamento interno ed il regolamento interno di amministrazione e contabilità.
Il Consiglio organizza i suoi lavori in commissioni permanenti per l'esame, in sede referente, delle proposte di legge regionale e di altre deliberazioni consiliari e per l'esercizio delle funzioni di indirizzo e di controllo sull'amministrazione regionale, nelle materie di rispettiva competenza. Il Consiglio può inoltre istituire Commissioni speciali e di inchiesta.

### Stemma, gonfalone e inno

Gonfalone della regione

Con legge regionale n. 13 del 15 marzo 1980 e pubblicata sul bollettino regionale n. 28 del 22 marzo 1980, vengono definiti lo stemma ed il gonfalone della regione.
(Art. 1)
(Art. 2)
Nel 1980 la Regione ha adottato come stemma l'immagine di un picchio verde, in quanto simbolo e totem dei Piceni, cioè della prima civiltà che caratterizzò tutta la regione nell'Età del Ferro.
Nel 2007 è stato commissionato al musicista ascolano Giovanni Allevi l'Inno delle Marche.
Nel 2013 la regione Marche decide di aggiungere un testo all'Inno delle Marche e incarica una commissione di cui fa parte Giulio Rapetti, in arte Mogol, di scegliere il miglior testo tra tutti quelli partecipanti al pubblico concorso indetto. La scelta della commissione cade sulle parole scritte dal marchigiano Giacomo Greganti e vengono scelti i BTwins, due allievi di Mogol, per l'interpretazione del pezzo. Ed è stato proprio Mogol nel corso delle celebrazioni della Giornata delle Marche il 10 dicembre 2013 a San Benedetto del Tronto a tenere a battesimo l'esecuzione dell'Inno cantato dai due gemelli ascolani.

## Economia

### Industria e artigianato: ilmodello marchigiano

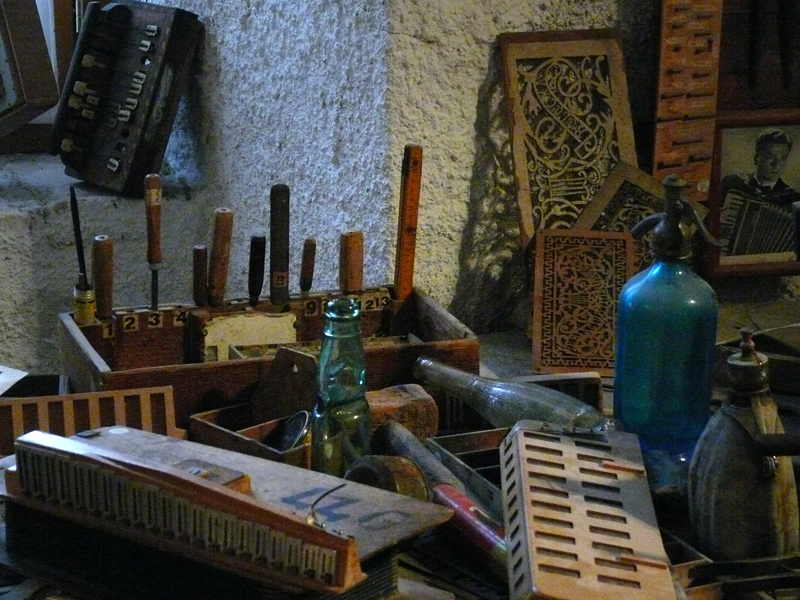
Museo della fisarmonica a Castelfidardo

L'economia marchigiana è caratterizzata da una fiorente piccola-media industria ad alta specializzazione distribuita equamente in tutto il suo territorio, ma concentrata soprattutto sul litorale e nelle valli, in distretti industriali specializzati; tali industrie sono la naturale evoluzione di antiche attività artigianali. Si tratta del cosiddetto "modello marchigiano", espressione coniata da Giorgio Fuà, il padre fondatore dell'ISTAO di Ancona, centro di formazione dell'imprenditoria marchigiana, dai fratelli Merloni ai Guzzini ai Della Valle. Nelle Marche ci sono ventotto distretti industriali, come in Lombardia, ma con una buona qualità della vita e senza i problemi di periferie, ritmi frenetici, pendolarismo. Altra caratteristica fondamentale del modello marchigiano è un'imprenditoria che non dipende né da aiuti statali né da grandi prestiti chiesti alle banche, come al Nord. Piuttosto questa forma di economia si può avvicinare a quella del Veneto e del Friuli.
Tra i settori di spicco e di rilevanza nazionale si segnalano (da nord a sud): 
- l'industria dei mobili nel Maceratese (Cucine Lube),nel distretto di Pesaro (Scavolini[67]) e sempre nel Pesarese quella delle motociclette (Benelli[68]);
- l'industria tessile specializzata in jeans, nella valle del Metauro, ai primi posti in Italia per produzione[69];
- l'industria meccanica di Jesi (gruppo Pieralisi[70]);
- l'industria farmaceutica di Ancona (Gruppo Angelini[71]);
- il cantiere navale di Ancona (Fincantieri) e la cantieristica minore di Fano (Benetti), Ancona (CRN), San Benedetto del Tronto e Civitanova Marche[72];
- le industrie della carta (Cartiere Miliani[73]) e degli elettrodomestici della zona di Fabriano (le fabbriche della famiglia Merloni: Indesit Company e Ariston[74]); tra gli elettrodomestici notevole è il settore delle cappe per cucina (Azienda Elica), in cui la città vanta il primato in Italia[75];
- l'industria degli strumenti musicali, nel distretto di Castelfidardo[76] (Soprani, Scandalli, Farfisa, Castagnari, Eko);
- l'industria illuminotecnica di Recanati (iGuzzini illuminazione[77]);
- l'industria pellettiera e delle poltrone di Tolentino (Nazareno Gabrielli[78] e Poltrona Frau[79]);
- l'industria delle calzature, al primo posto in Italia, in numerosi centri delle province di Macerata e Fermo[80] (tra le aziende maggiori si ricordano la Tod's e la Hogan).

Si devono inoltre ricordare le industrie diffuse su tutto il territorio regionale, non propriamente inseribili nel modello marchigiano:
- l'industria vitivinicola del Piceno, in particolare di Ripatransone e Offida (Offida Pecorino DOCG e Rosso Piceno superiore), di Matelica e dei Castelli di Jesi (Verdicchio), di Serrapetrona (Vernaccia), della zona di Ancona e del Conero (Rosso Conero), di Morro d'Alba (Lacrima di Morro);
- l'industria turistica, florida grazie ai numerosi centri balneari, alle città d'arte, ai quattro parchi regionali e ai due nazionali;
- le industrie collegate alla pesca, nei porti di Fano, Ancona, Civitanova Marche, San Benedetto del Tronto: le Marche sono la terza marineria italiana per catture, dietro Sicilia e Puglia, che hanno peraltro uno sviluppo costiero notevolmente maggiore. Ogni anno questo settore fornisce più di 30.000 tonnellate di pesce per un valore di circa 115 milioni di euro.

|                                              | 2000     | 2001     | 2002     | 2003     | 2004     | 2005     | 2006     | 2007     | 2008     |
| -------------------------------------------- | -------- | -------- | -------- | -------- | -------- | -------- | -------- | -------- | -------- |
| Prodotto interno lordo (milioni di Euro)     | 30.527,8 | 32.291,3 | 33.912,9 | 34.794,0 | 36.170,9 | 36.994,1 | 38.542,6 | 40.929,7 | 41.612,2 |
| PIL ai prezzi di mercato per abitante (Euro) | 20.898,0 | 22.002,8 | 22.946,7 | 23.278,2 | 23.925,7 | 24.277,5 | 25.150,1 | 26.166   | 26.652   |

| Macro-attività economica                                                        | PIL prodotto | % settore su PIL regionale | % settore su PIL italiano |
| ------------------------------------------------------------------------------- | ------------ | -------------------------- | ------------------------- |
| Agricoltura, silvicoltura, pesca                                                | € 598,0      | 1,55%                      | 1,84%                     |
| Industria in senso stretto                                                      | € 8.967,9    | 23,27%                     | 18,30%                    |
| Costruzioni                                                                     | € 2.006,3    | 5,21%                      | 5,41%                     |
| Commercio, riparazioni, alberghi e ristoranti, trasporti e comunicazioni        | € 7.166,9    | 18,59%                     | 20,54%                    |
| Intermediazione monetaria e finanziaria; attività immobiliari e imprenditoriali | € 8.711,1    | 22,60%                     | 24,17%                    |
| Altre attività di servizi                                                       | € 6.753,5    | 17,52%                     | 18,97%                    |
| Iva, imposte indirette nette sui prodotti e imposte sulle importazioni          | € 4.338,9    | 11,26%%                    | 10,76%                    |
| PIL Marche ai prezzi di mercato                                                 | € 38.542,6   |                            |                           |

1. 1 2 3   Dati Istat - Tavole regionali, su istat.it. URL consultato il 5 gennaio 2008 (archiviato dall'url originale il 9 marzo 2008).
2. ↑  Milioni di euro, ai prezzi correnti di mercato nel 2006

### Pesca

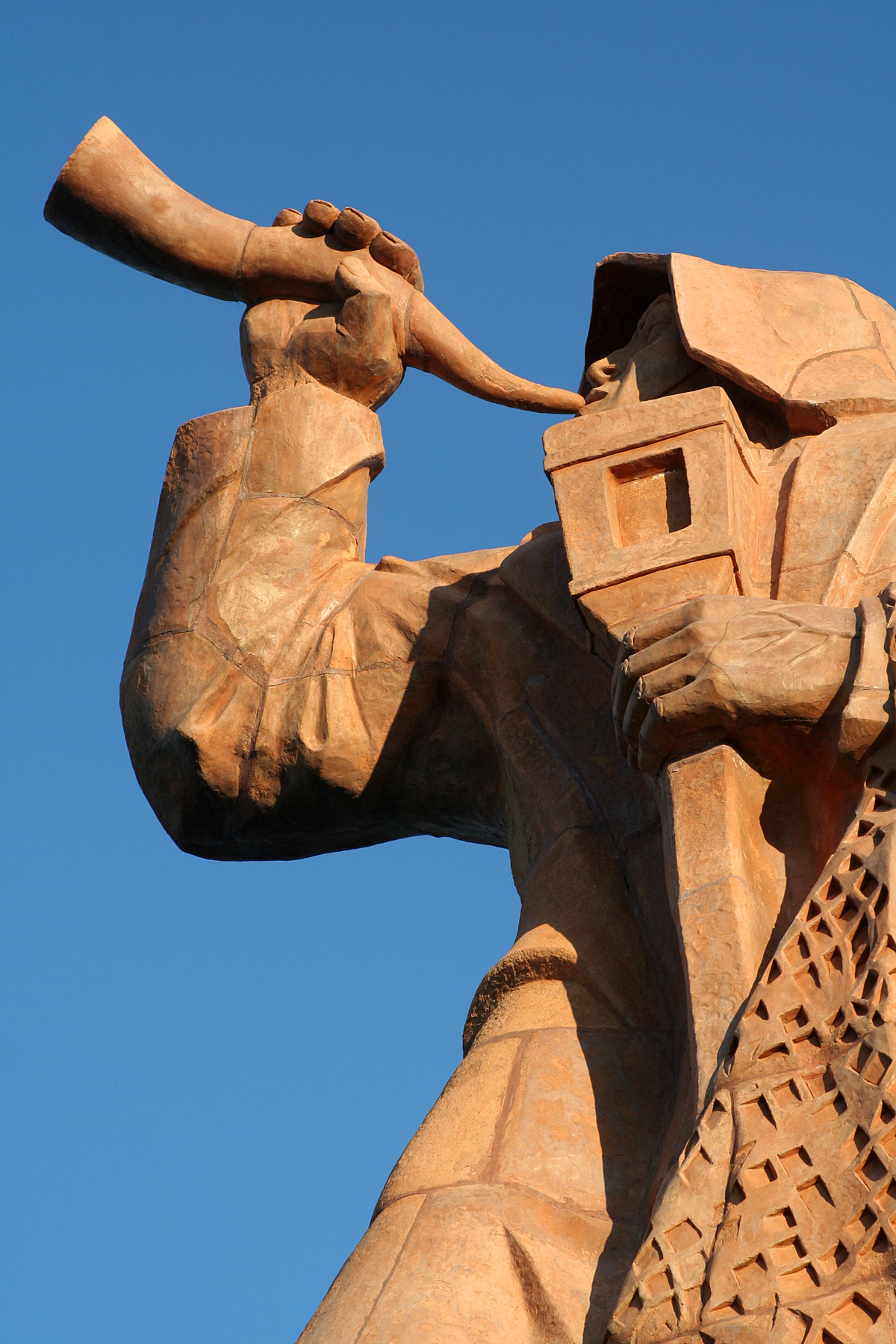
Monumento al pescatore, a San Benedetto del Tronto

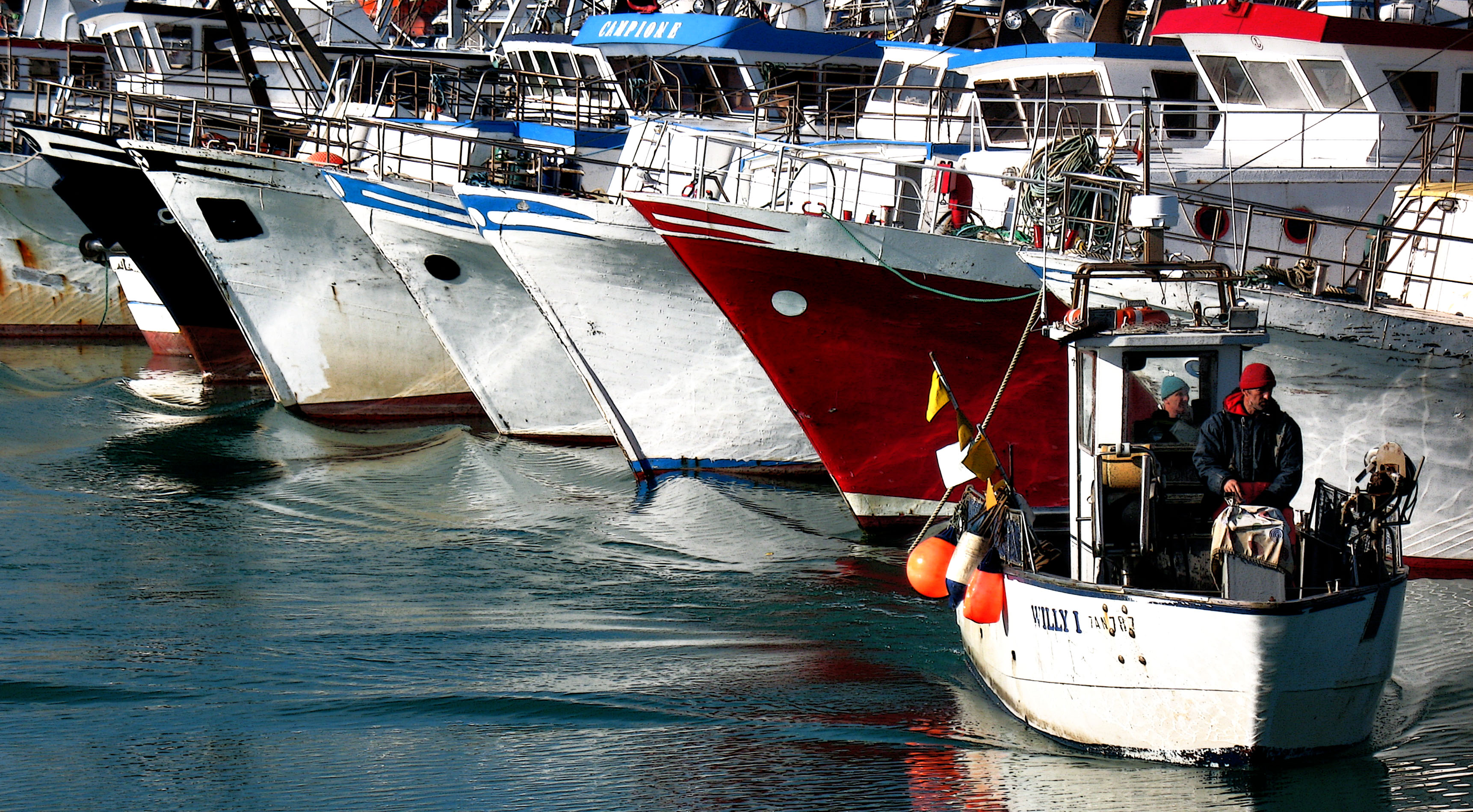
Pescherecci a Civitanova Marche

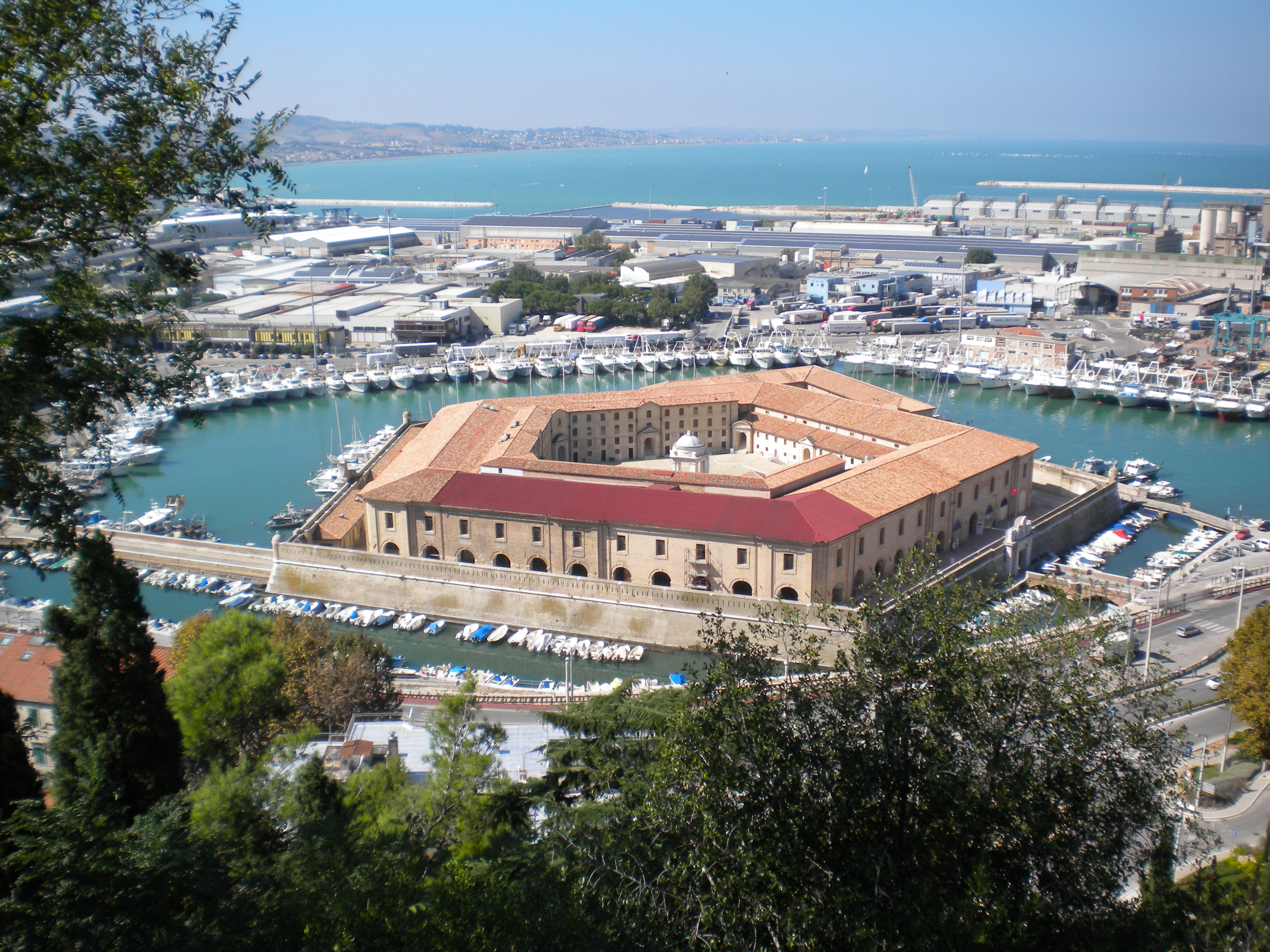
Pescherecci nel mandracchio di Ancona. Al centro il Lazzaretto

Per ciò che riguarda la pesca, le Marche rivestono un importante ruolo a livello nazionale. Le statistiche nazionali per la consistenza della flotta vedono infatti ben quattro porti marchigiani tra i primi venti italiani per tonnellata di stazza lorda (TSL): il porto di Ancona è al terzo posto, quello di San Benedetto al nono posto, quello di Civitanova Marche al quattordicesimo, quello di Fano al diciassettesimo. Complessivamente le Marche sono al secondo posto nella classifica nazionale per tonnellaggio, con 11.200 TSL, dopo la Sicilia, che ha 29.800 TSL. Dato che la Sicilia ha però uno sviluppo costiero notevolmente maggiore (1500 km contro i 173 marchigiani), le Marche risultano avere il primato in Italia nel rapporto tra tonnellaggio della flotta peschereccia e sviluppo costiero: 64 TSL/km contro i 19,8 TSl/km dell'Sicilia.
Anche per quanto riguarda la commercializzazione del pescato, le Marche hanno rilevanza nazionale: i mercati ittici di Ancona sono nel loro insieme al secondo posto nell'Adriatico e al sesto posto in ambito nazionale.
| Porto             | classifica nazionale per TSL | stazza lorda (t) | n° imbarcazioni |
| ----------------- | ---------------------------- | ---------------- | --------------- |
| Ancona            | 3°                           | 4.566            | 207             |
| San Benedetto     | 9°                           | 2.845            | 123             |
| Civitanova Marche | 14°                          | 2.167            | 84              |
| Fano              | 17°                          | 1.812            | 90              |
| Marche            | 2°                           | 11.200           | -               |

## Infrastrutture e trasporti

### Aeroporti civili

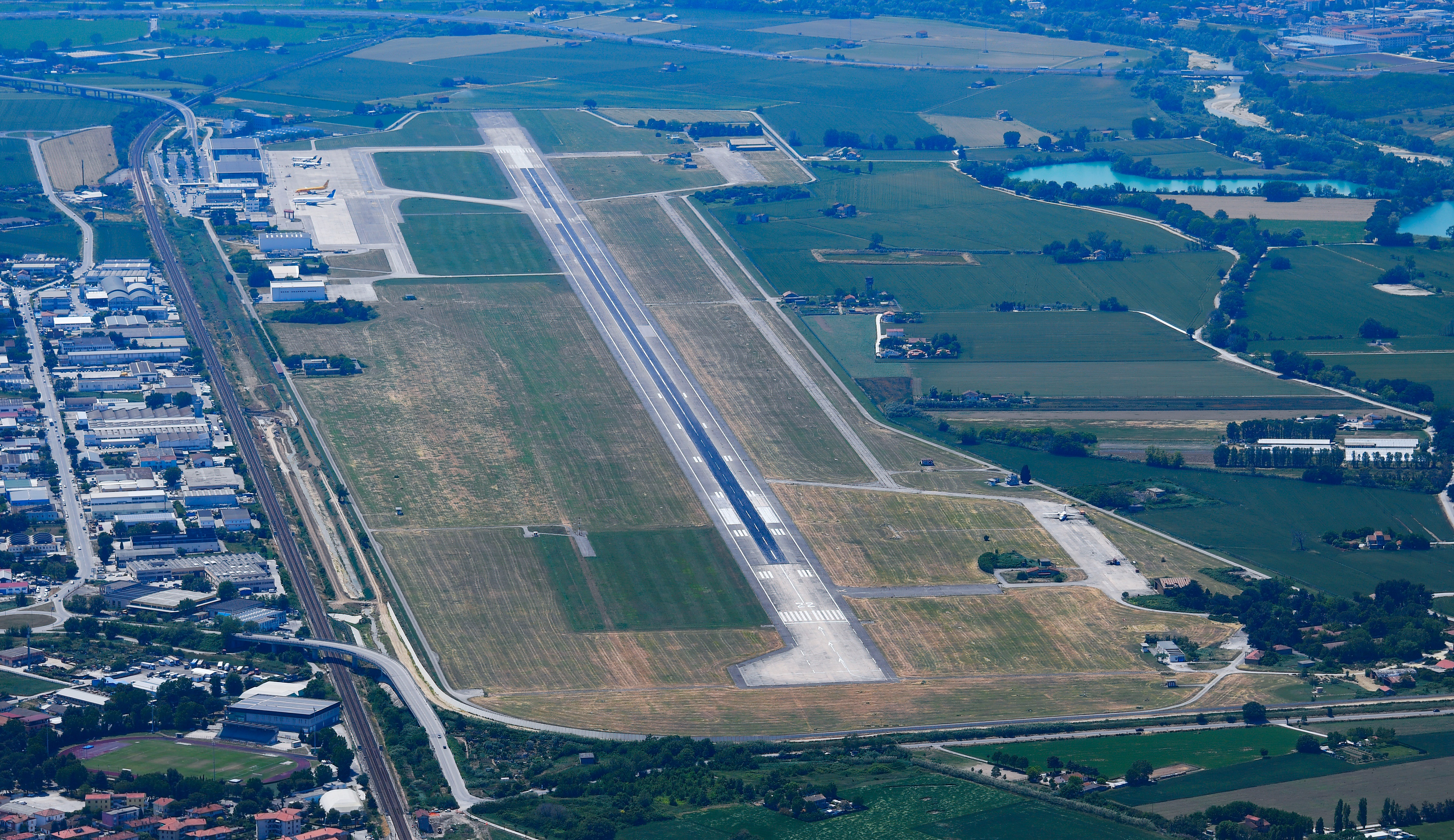
L'aeroporto di Ancona-Falconara visto dall'alto

Il maggiore aeroporto della regione è l'aeroporto di Ancona-Falconara, in cui operano sia i vettori di linea, sia le più importanti compagnie charter internazionali. Di importanza locale è l'Aeroporto di Fano.

### Porti

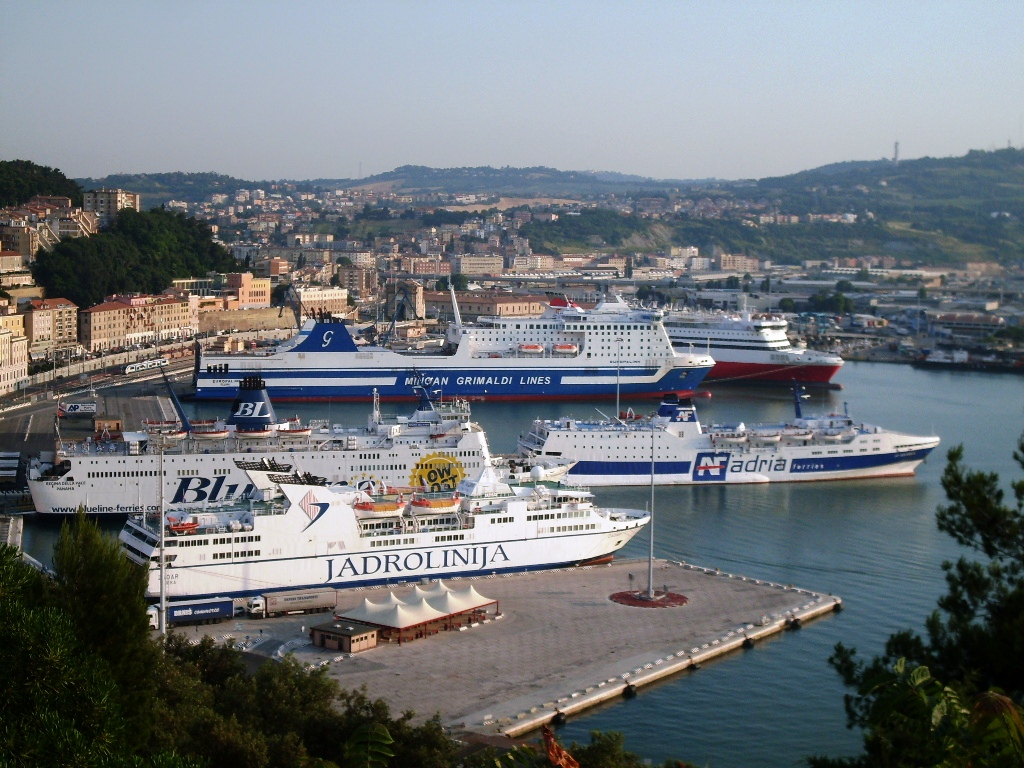
Il porto di Ancona

Il porto principale è il porto di Ancona, nel 2010 risultò essere il primo in Italia per traffico internazionale di veicoli e passeggeri, con oltre 1,5 milioni di passeggeri e 200.000 TIR ogni anno, e uno dei primi dell'Adriatico per le merci. È sede di autorità portuale e di direzione marittima.
Sono sedi di capitaneria il porto di Pesaro e il porto di San Benedetto del Tronto; sedi di circondario marittimo sono il porto di Fano, il porto di Civitanova Marche e il porto di Porto San Giorgio. Si ricordano inoltre il porto di Senigallia e il porto di Numana.

### Strade principali
Lungo il litorale corrono le principali arterie stradali: l'autostrada A14 - Adriatica e la statale 16 - Adriatica, che collegano la regione con l'Emilia-Romagna a nord e con l'Abruzzo a sud.
Dalla costa risalgono le valli e si dirigono verso l'Appennino e il confine con l'Umbria quattro strade principali (statali e con la caratteristica di superstrade) e varie provinciali, elencate di seguito da nord a sud: 
- la provinciale 423 (già statale), che da Pesaro raggiunge Urbino, segue la valle del fiume Foglia;
- la statale 73 bis - di Bocca Trabaria, superstrada, che parte da Fano e serve Urbino, segue la valle del fiume Metauro;
- la provinciale 360 Arceviese (già statale), che parte da Senigallia, segue la valle del fiume Misa;
- la statale 76 - della Val d'Esino, superstrada, che parte da Falconara e serve Jesi e Fabriano, segue la valle del fiume Esino;
- la via Regina, che parte tra Porto Recanati e Porto Potenza e si immette poi nell'ex statale Septempedana, segue la valle del fiume Potenza;
- la statale 77 - della Val di Chienti, superstrada, che parte da Civitanova Marche e serve Macerata, segue la valle del fiume Chienti;
- la provinciale 433 della Valdaso (già statale), che parte da Pedaso, segue la valle del fiume Aso;
- la provinciale 210 - Fermana-Faleriense (già statale), che parte da Porto San Giorgio e serve Fermo, segue la valle del fiume Tenna;
- la superstrada Ascoli - mare, che parte da Porto d'Ascoli e serve Ascoli, segue la valle del fiume Tronto.

Tagliano invece trasversalmente le valli le seguenti strade:
- la provinciale 361 Septempedana (già statale), che parte da Ancona, serve Osimo e Macerata ed arriva sino al confine con l'Umbria seguendo in parte la valle del fiume Potenza;
- la provinciale Picena (già statale), che collega Macerata con Ascoli;
- la statale 81 - Piceno Aprutina che collega Ascoli con la città abruzzese di Teramo.

| in km         | Ancona | Ascoli Piceno | Fermo | Macerata | Pesaro | Urbino |
| Ancona        | -      | 119           | 63    | 50       | 62     | 90     |
| Ascoli Piceno | 119    | -             | 60    | 87       | 177    | 192    |
| Fermo         | 63     | 60            | -     | 39       | 120    | 148    |
| Macerata      | 50     | 87            | 39    | -        | 102    | 116    |
| Pesaro        | 62     | 177           | 120   | 102      | -      | 35     |
| Urbino        | 90     | 192           | 148   | 116      | 35     | -      |

Le due strade consolari che interessano la regione, la Flaminia e la Salaria, già strade statali, sono ora di competenza provinciale:
- l'ex statale 3 - Flaminia che parte da Fano;
- l'ex statale 4 - Salaria, che parte da Porto d'Ascoli e serve Ascoli.

Sono raccordi stradali la statale 76 dir, che collega la statale 76 con l'aeroporto di Ancona-Falconara, e la statale 681, asse attrezzato del porto di Ancona.
Interessano il territorio regionale i seguenti itinerari europei:
- la strada europea E55, "Helsingborg-Kalamáta" sul tracciato dell'autostrada A 14,
- la strada europea E78, "Fano-Grosseto", sul tracciato della statale 73 bis.

### Linee ferroviarie
La linea ferroviaria più importante che percorre la regione è la Milano-Lecce, classificata tra le linee fondamentali italiane; essa comprende il tratto Bologna–Ancona, aperto nel 1861, e il tratto Ancona-Lecce, aperto tra il 1863 e il 1866. Linea fondamentale è anche la linea ferrovia Roma-Ancona, completata nel 1866.
Ferrovie di interesse regionale sono le linee Ascoli Piceno-San Benedetto del Tronto, Pergola–Fabriano e Civitanova Marche–Fabriano.
Linee dismesse sono la Fano–Urbino, la Fermignano–Pergola e la Porto San Giorgio–Amandola.

### Nodi logistici
Il Consiglio regionale delle Marche ha individuato tre nodi logistici: il porto di Ancona, l'interporto di Jesi e l'aeroporto di Ancona-Falconara.

## Turismo

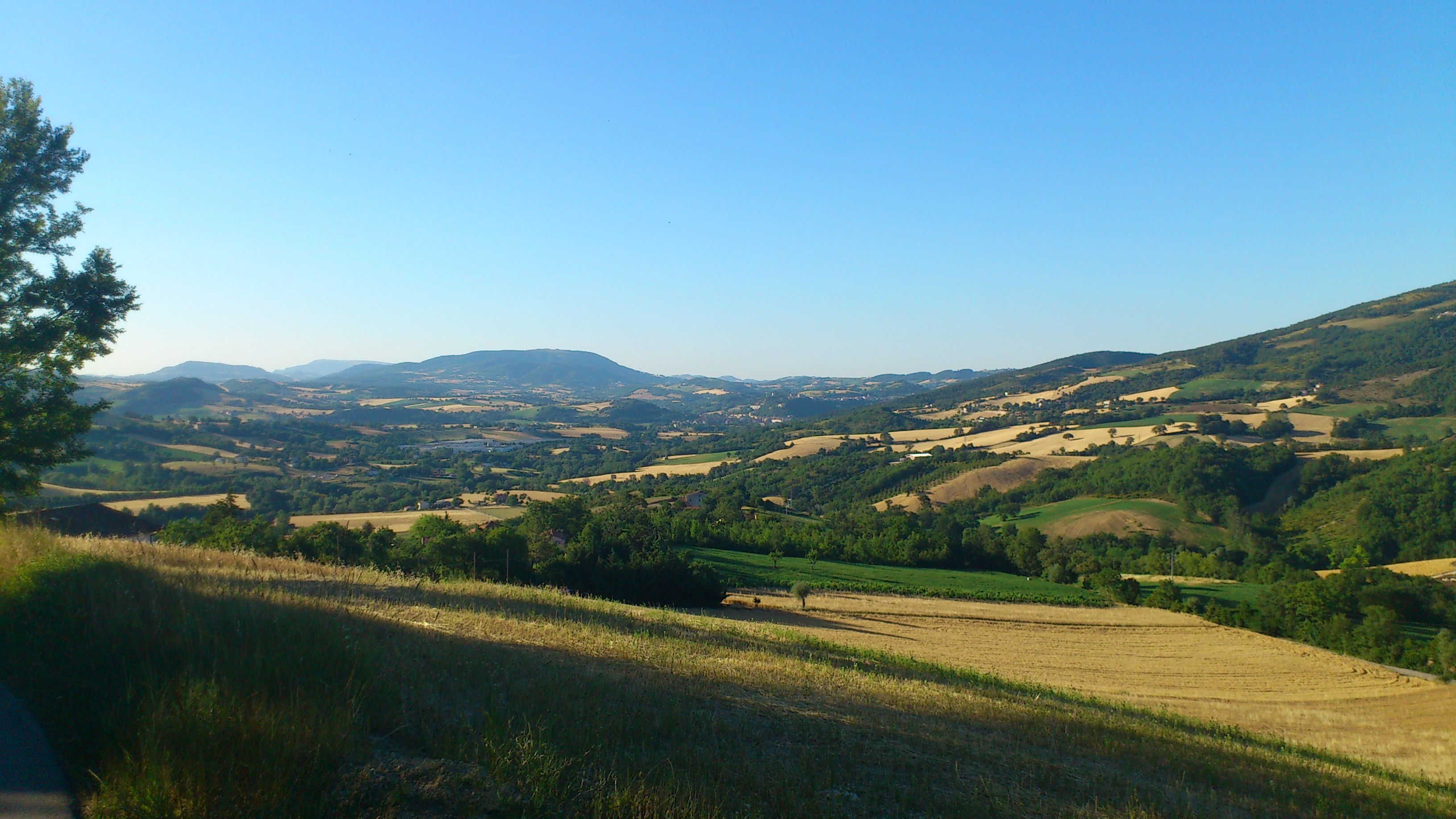
Uno scorcio della campagna marchigiana

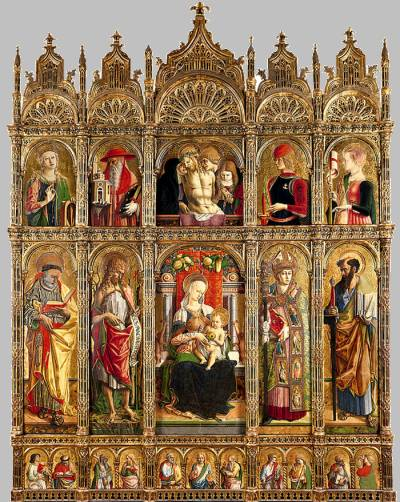
Il Polittico di Sant'Emidio di Carlo Crivelli nel Duomo di Ascoli Piceno

I dati riguardanti il turismo nelle Marche indicano un aumento costante anno dopo anno. Nel 2007 si sono registrati più di 2 milioni di arrivi (1.820.473 italiani e 349.898 stranieri) e 12 milioni e mezzo di presenze.
Diciassette sono le bandiere blu assegnate ai comuni della costa, diciannove quelle arancioni assegnate dal Touring Club Italiano ai comuni montani e dell'entroterra; ventidue borghi inoltre rientrano nell'"Associazione dei borghi più belli d'Italia". Inoltre quasi il 10% della superficie regionale risulta tutelata, tra cui due parchi nazionali, quattro parchi regionali, sei riserve naturali.

### Promozione turistica
Sino al 2010, lo slogan scelto dalla regione Marche per la promozione turistica era Le Marche: l'Italia in una regione, tratto dal libro di Guido Piovene Viaggio in Italia del 1957.
Nel gennaio 2010 è stato prodotto uno spot televisivo e cinematografico della regione dal titolo Marche: le scoprirai all'infinito, in cui Dustin Hoffman legge L'infinito del poeta recanatese Giacomo Leopardi.
Sempre nel 2010, in occasione della fiera del turismo di Shanghai, la Rainbow ha prodotto un filmato dove le Winx illustrano le risorse turistiche della regione; da esso è stato tratto uno spot, trasmesso durante la prima edizione di Carosello Reloaded.
Le "Marche non ti abbandonano mai" è lo spot di promozione delle Marche interpretato da Neri Marcorè nel 2014.
La promozione turistica delle Marche punta su sei temi: "Marche in blu", "Made in Marche", "The Genius of Marche", "Spiritualità e Meditazione", "Parchi e Natura", "Dolci colline e antichi borghi".
Nel 2014 e nel 2017 nelle Marche, e precisamente Fabriano, sono stati girati gli esterni della terza e della quarta stagione della fiction Che Dio ci aiuti; gli episodi erano preceduti da brevi video promozionali (Su e giù per le Marche aspettando Suor Angela).
L'Expo 2015 è stata una sede privilegiata per valorizzare le eccellenze regionali sotto il profilo enogastronomico, culturale e turistico, per comunicare le strategie di internazionalizzazione e presentare le qualità dei prodotti marchigiani.
Una nuova campagna promozionale è lanciata nel 2019, con lo slogan Bellezza infinita, e con testimonial Vincenzo Nibali.

### Località balneari
Le Marche hanno ottenuto nel 2016 diciassette bandiere blu, che salgono a 19 nel 2024, seguendo in Italia soltanto la Liguria (34) e la Toscana (19); in rapporto allo sviluppo costiero la regione è al primo posto in Italia, con una bandiera blu ogni 10,5 km, mentre la Liguria ne ha una ogni 13,2 km e la Toscana una ogni 20 km.

Gabicce Monte e Vallugola visti da Gabicce Mare

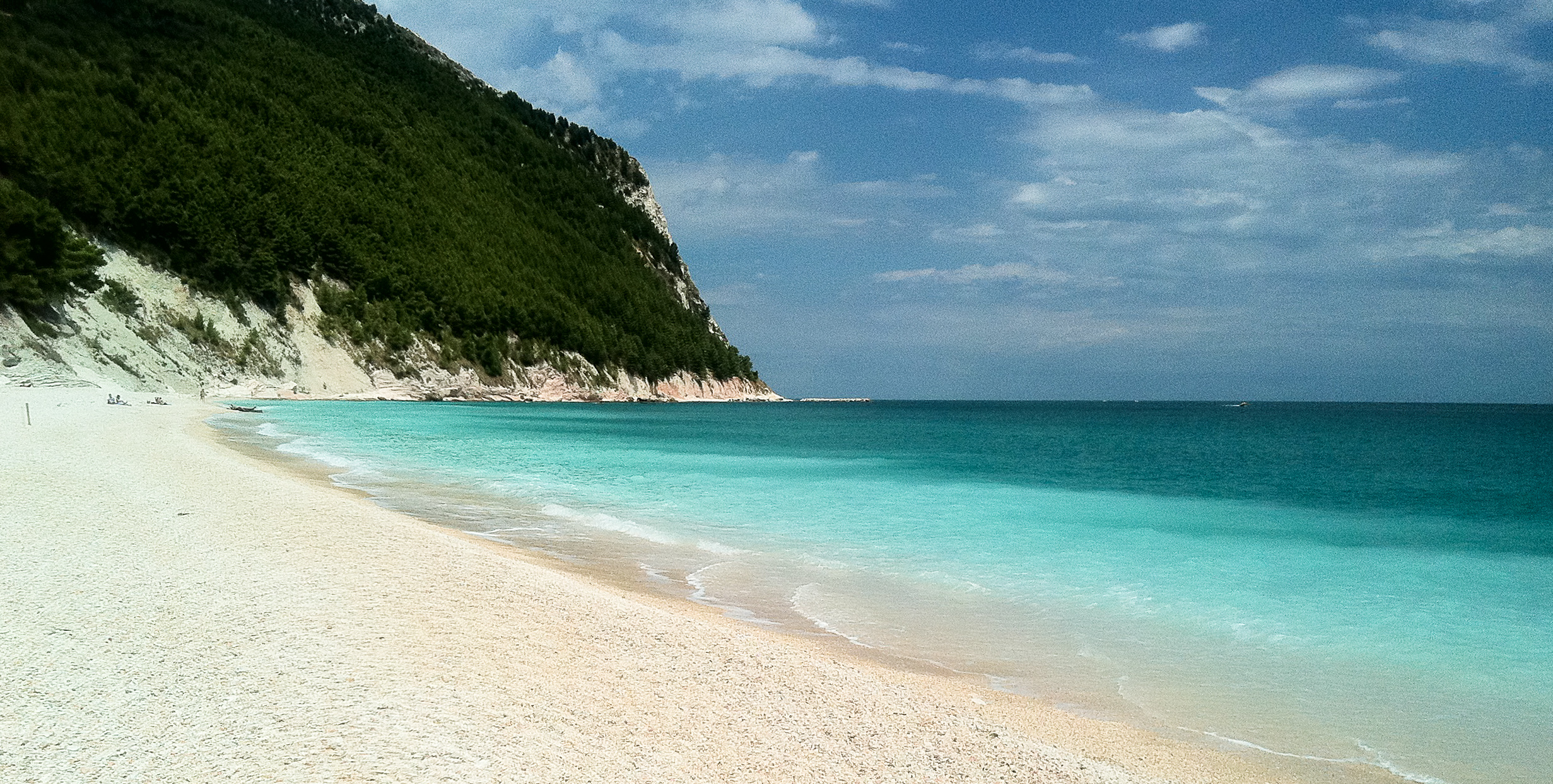
La Spiaggia dei Sassi Neri, nella Riviera del Conero

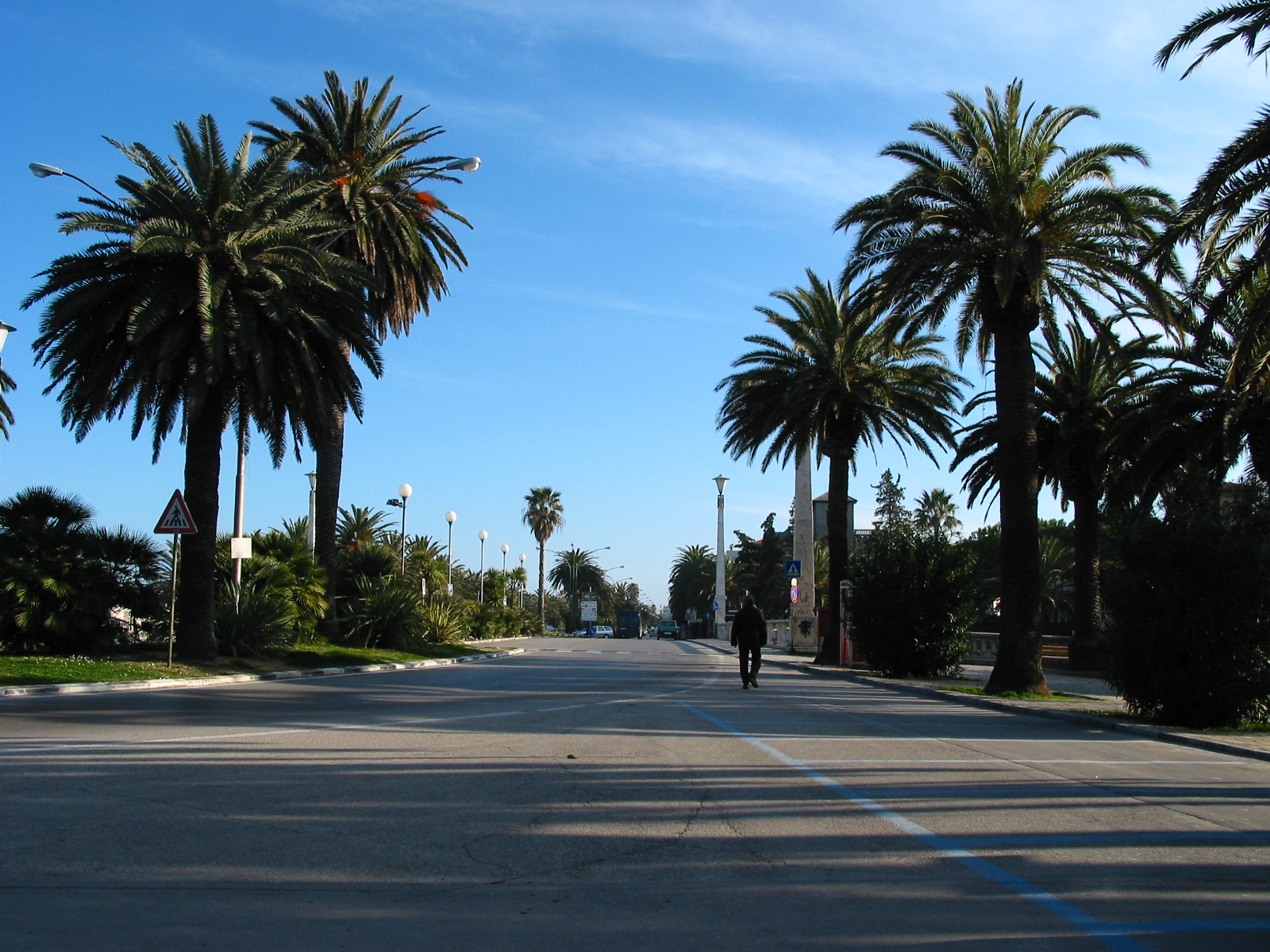
Lungomare di San Benedetto del Tronto

Bandiere blu 2024, elencate da nord a sud.
- Provincia di Pesaro e Urbino:
  - Gabicce Mare - spiaggia del Lido
  - Pesaro - spiagge di Ponente, di Levante, di Sottomonte;
  - Fano spiagge Nord, Sassonia, di Torrette, di Marotta;
  - Mondolfo: spiaggia di Marotta;
- Provincia di Ancona:
  - Senigallia - spiagge di Levante, di Ponente
  - Ancona - spiaggia di Portonovo
  - Sirolo - spiagge dei Sassi neri, di San Michele, Urbani
  - Numana - spiagge di Numana Bassa, di Marcelli Nord, di Numana Alta
- Provincia di Macerata
  - Porto Recanati - Litorale Nord/Centro
  - Potenza Picena - spiaggia di Porto Potenza Picena
  - Civitanova Marche - spiaggia del Lungomare Sud e del Lungomare Nord
- Provincia di Fermo
  - Fermo - spiaggia del Lido di Fermo, di Marina Palmense
  - Porto San Giorgio - spiagge del litorale
  - Porto Sant'Elpidio - spiaggia del Lungomare
  - Altidona - Lungomare Paolo Borsellino
  - Pedaso - spiaggia del Lungomare dei Cantautori
- Provincia di Ascoli Piceno
  - Cupra Marittima - spiaggia del Lido
  - Grottammare - spiagge del Lungomare Nord, del Lungomare Sud
  - San Benedetto del Tronto - spiagge della Riviera delle Palme

### Città d'arte

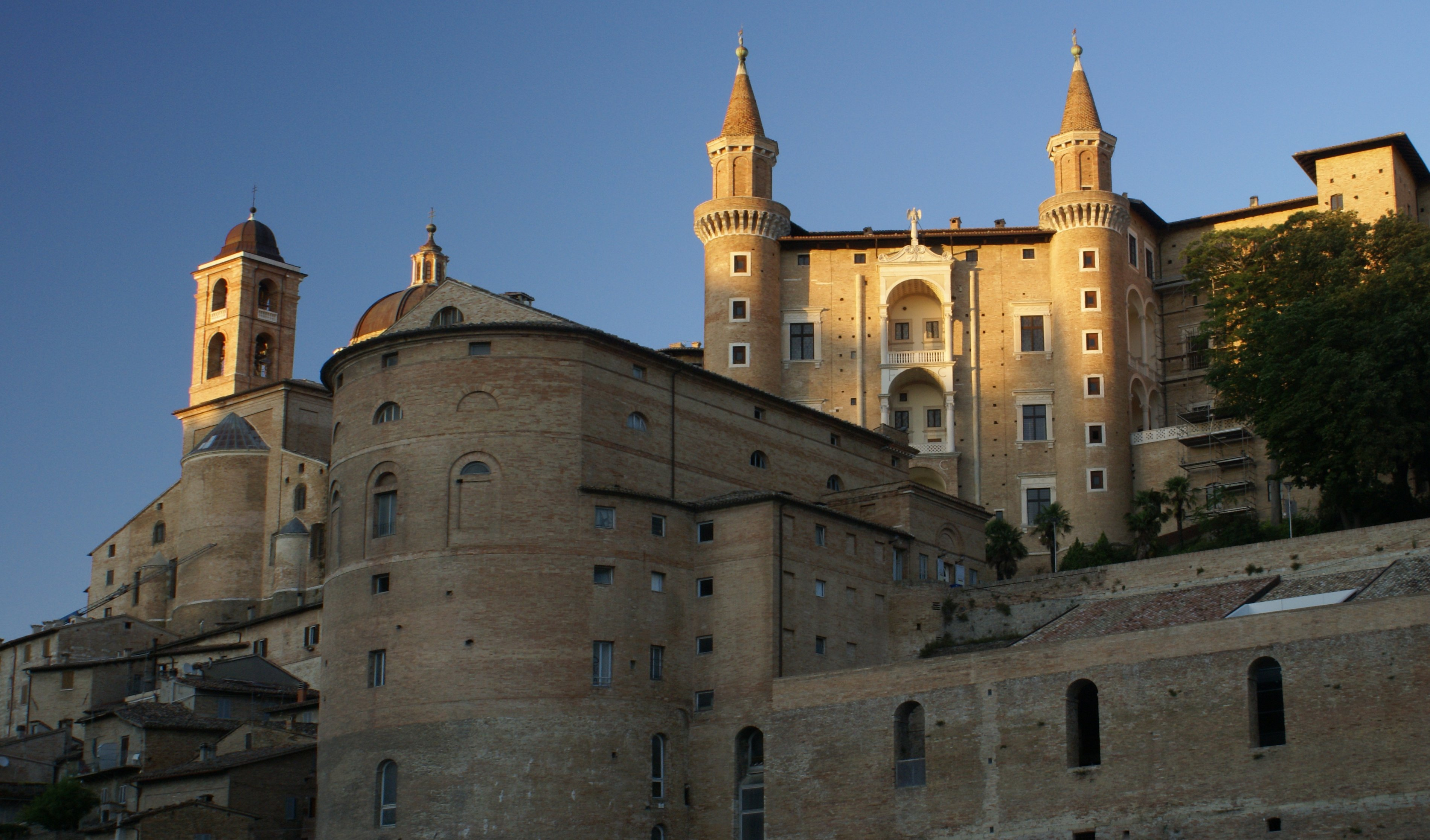
Il Palazzo Ducale di Urbino

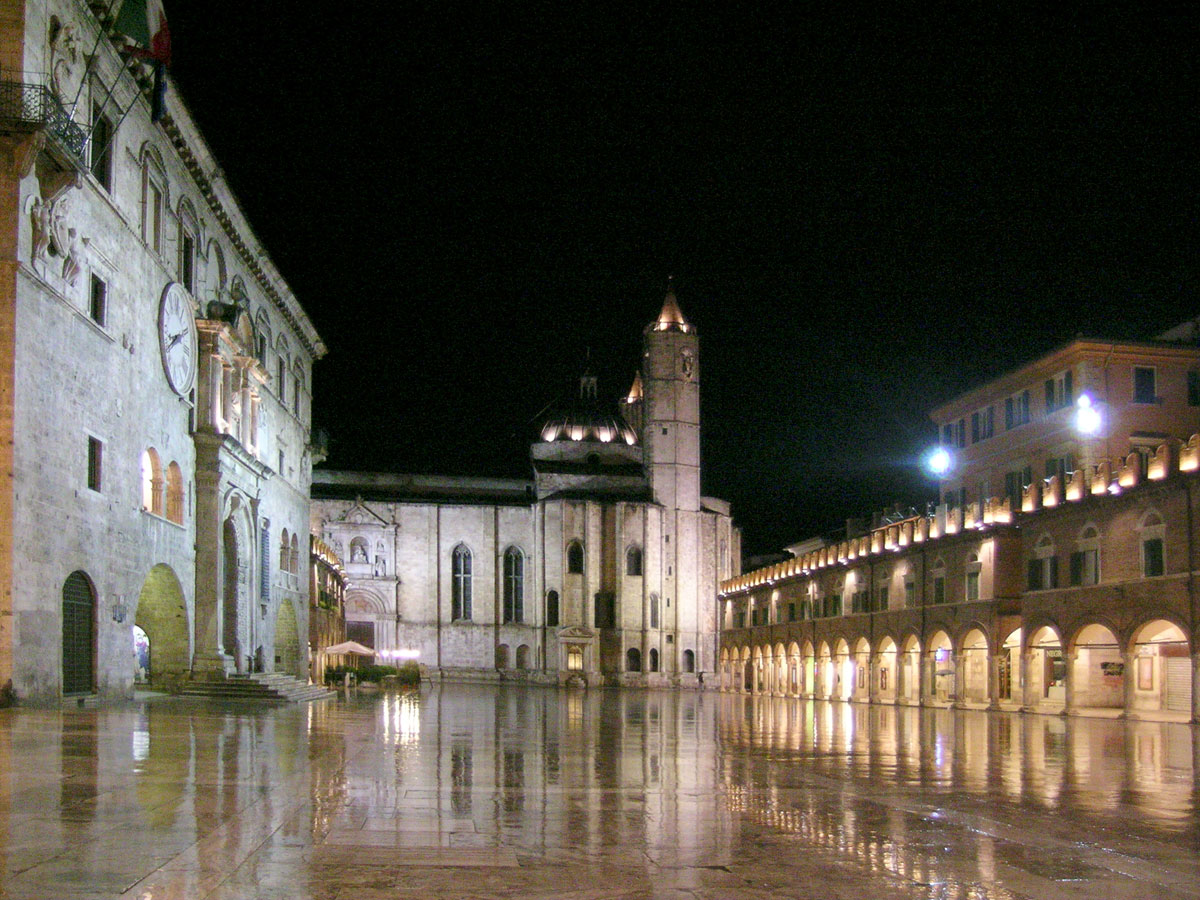
Piazza del Popolo di Ascoli Piceno

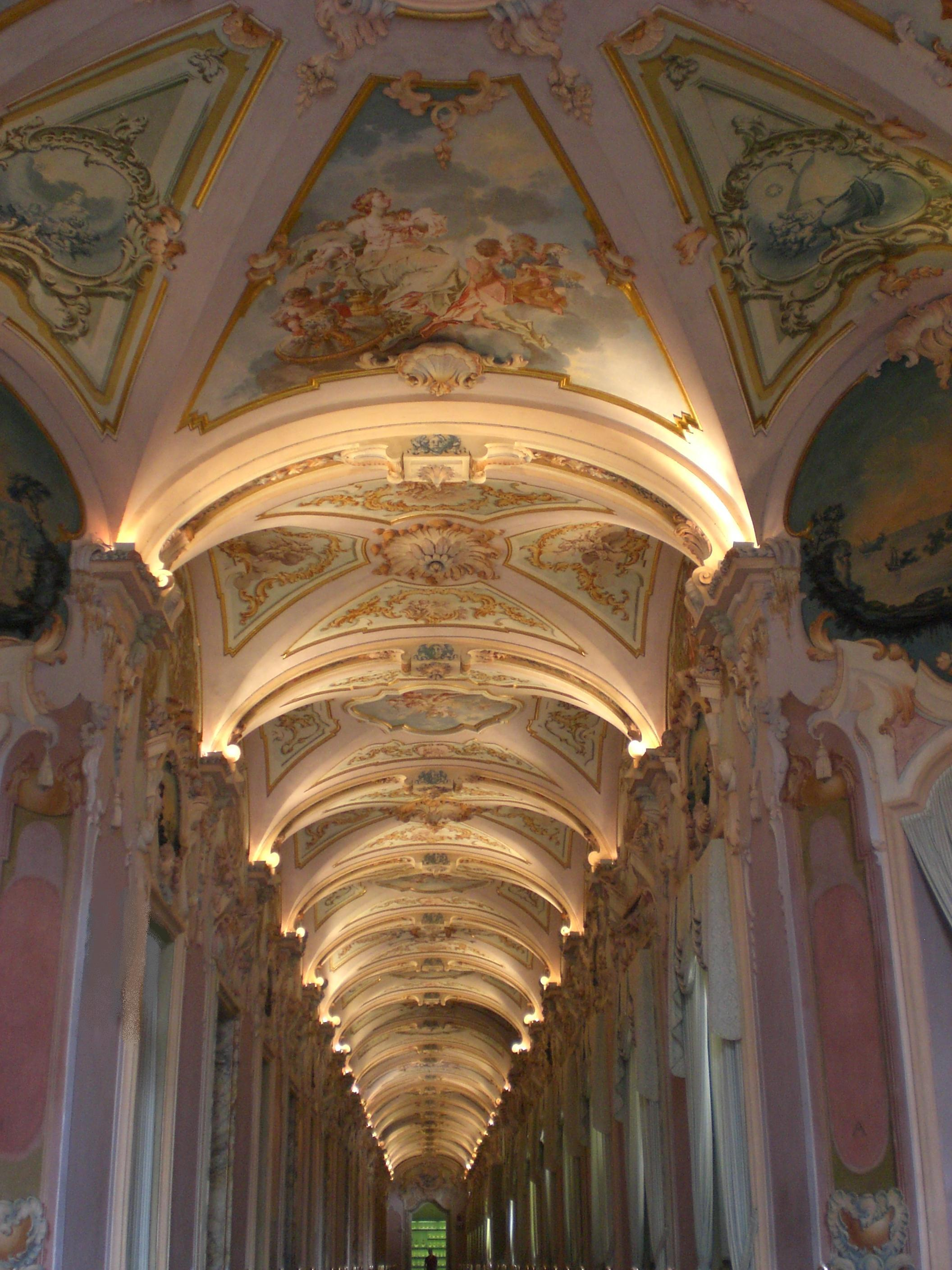
La galleria rococo di Palazzo Pianetti a Jesi

Notevole è il patrimonio artistico regionale, con opere che vanno dal Romanico al Gotico cistercense, dalla pittura trecentesca a quella rinascimentale di Raffaello, Carlo Crivelli e Lorenzo Lotto. Le città della regione sono ricche di luoghi con atmosfere medievali o settecentesche, oppure hanno il carattere di "città ideali" del Rinascimento, capitali di piccole repubbliche. Nei centri urbani, spesso ancora cinti da mura, si alternano antichi luoghi commerciali e di potere, piazze toccate da antiche vie romane, palazzi di antiche famiglie nobili o luoghi dello spirito e sedi ecclesiastiche.
La città di Urbino, con la sua architettura rinascimentale, è patrimonio dell'umanità, ed insieme ad Ascoli Piceno, con il suo centro storico interamente costruito in travertino, sono tra le mete più visitate.
- Ancona
- Arcevia
- Ascoli Piceno
- Cagli
- Camerino
- Fabriano (Città creativa UNESCO)
- Fano
- Fermo
- Fossombrone
- Jesi
- Loreto
- Macerata
- Offida
- Osimo
- Pesaro  (Città creativa UNESCO)
- Recanati
- Ripatransone
- San Severino Marche
- Sassoferrato
- Sant'Angelo in Vado
- Senigallia
- Tolentino
- Urbania
- Urbino (Patrimonio dell'umanità)

### I borghi più belli d'Italia

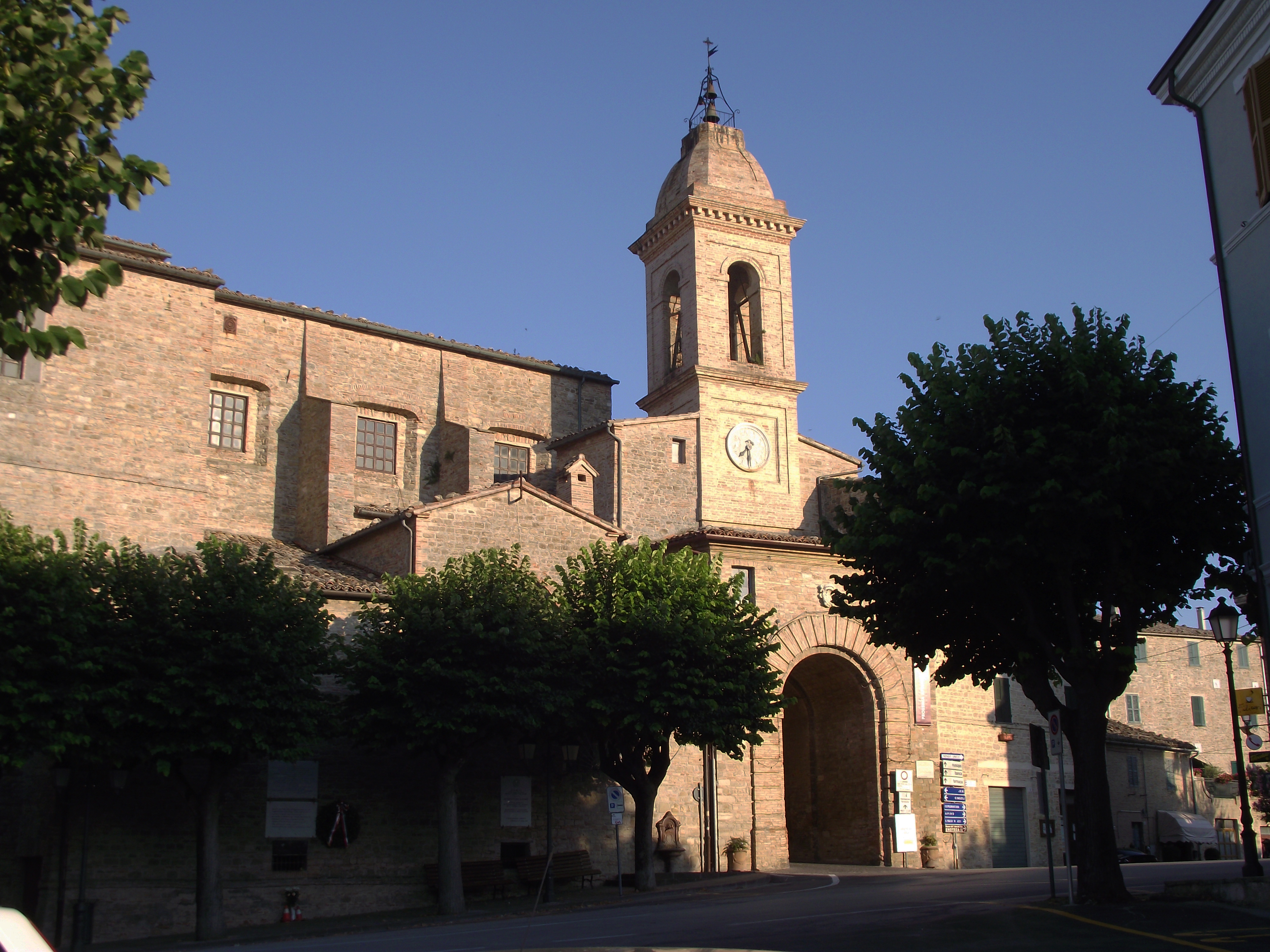
Staffolo, bandiera arancione

- Cingoli
- Corinaldo
- Esanatoglia
- Frontino
- Gradara
- Grottammare
- Macerata Feltria
- Matelica
- Mercatello sul Metauro
- Mondavio
- Mondolfo
- Monte Grimano Terme
- Montecassiano
- Montecosaro
- Montefabbri
- Montefiore dell'Aso
- Montelupone

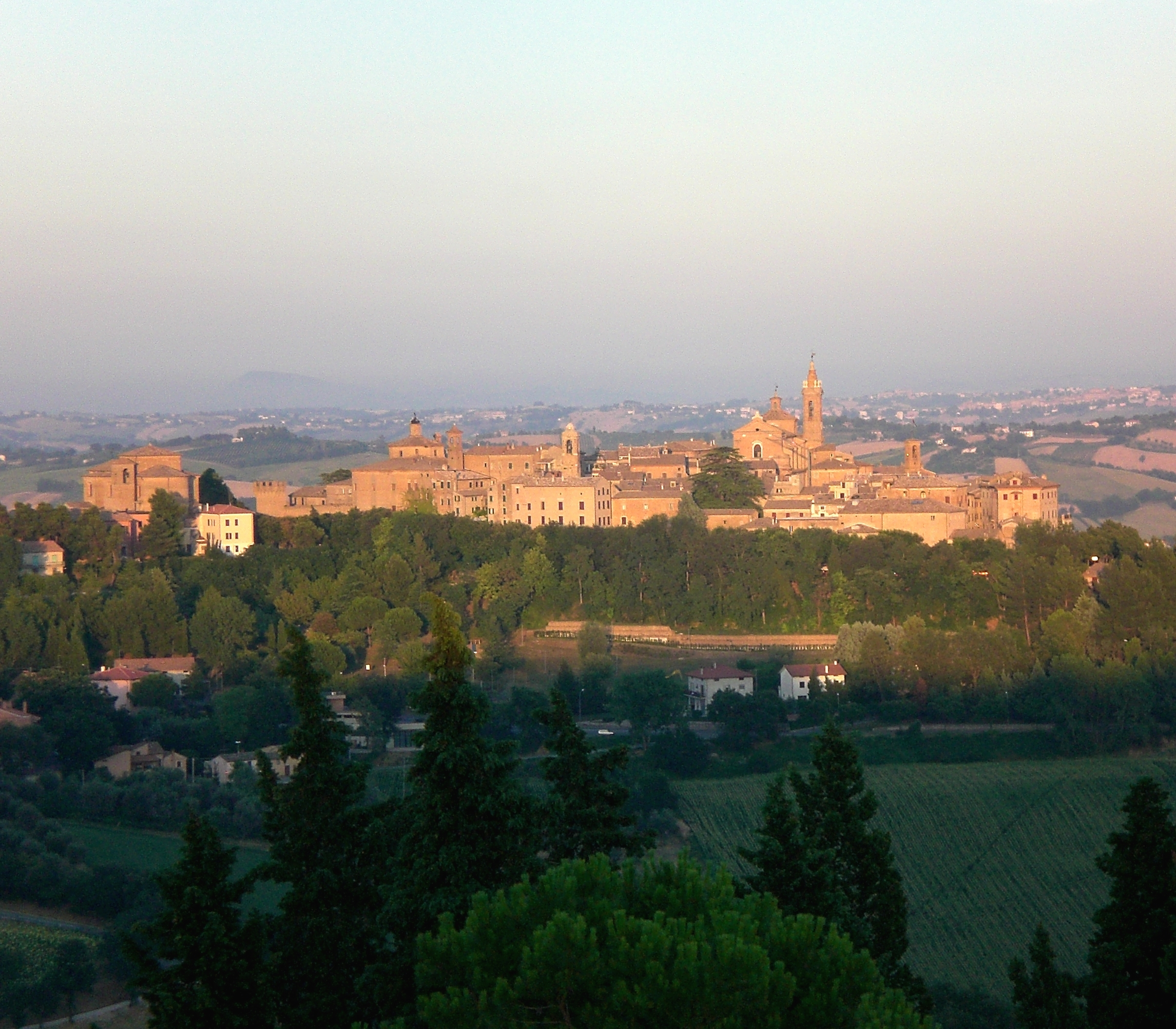
Corinaldo, uno de I borghi più belli d'Italia

- MorescoStaffolo, bandiera arancione
- Offagna
- Offida
- Pergola
- San Ginesio
- Sarnano
- Torre di Palme
- Treia
- Visso

### Bandiere arancioni

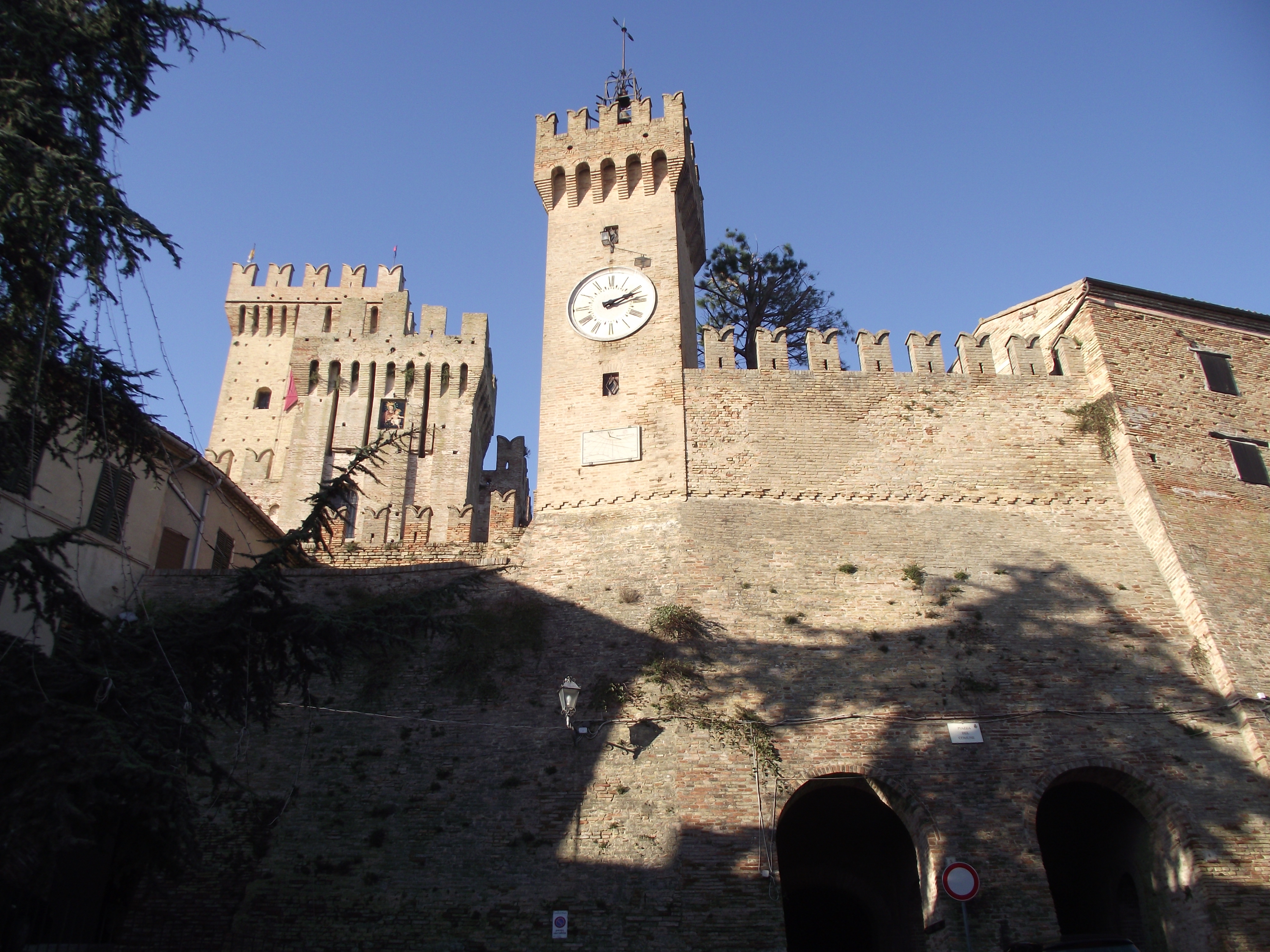
Veduta di Offagna con la sua Rocca, bandiera arancione dal 2013

- Amandola
- Acquaviva Picena
- Apecchio
- Camerino
- Cantiano
- Cingoli
- Corinaldo
- Frontone
- Frontino
- Genga
- Gradara
- Mercatello sul Metauro
- Mondavio
- Montecassiano
- Montelupone
- Monterubbiano
- Offagna
- Ostra
- Pievebovigliana
- Ripatransone
- San Ginesio
- San Severino Marche
- Sarnano
- Staffolo
- Urbania
- Urbisaglia
- Visso

### Città murate

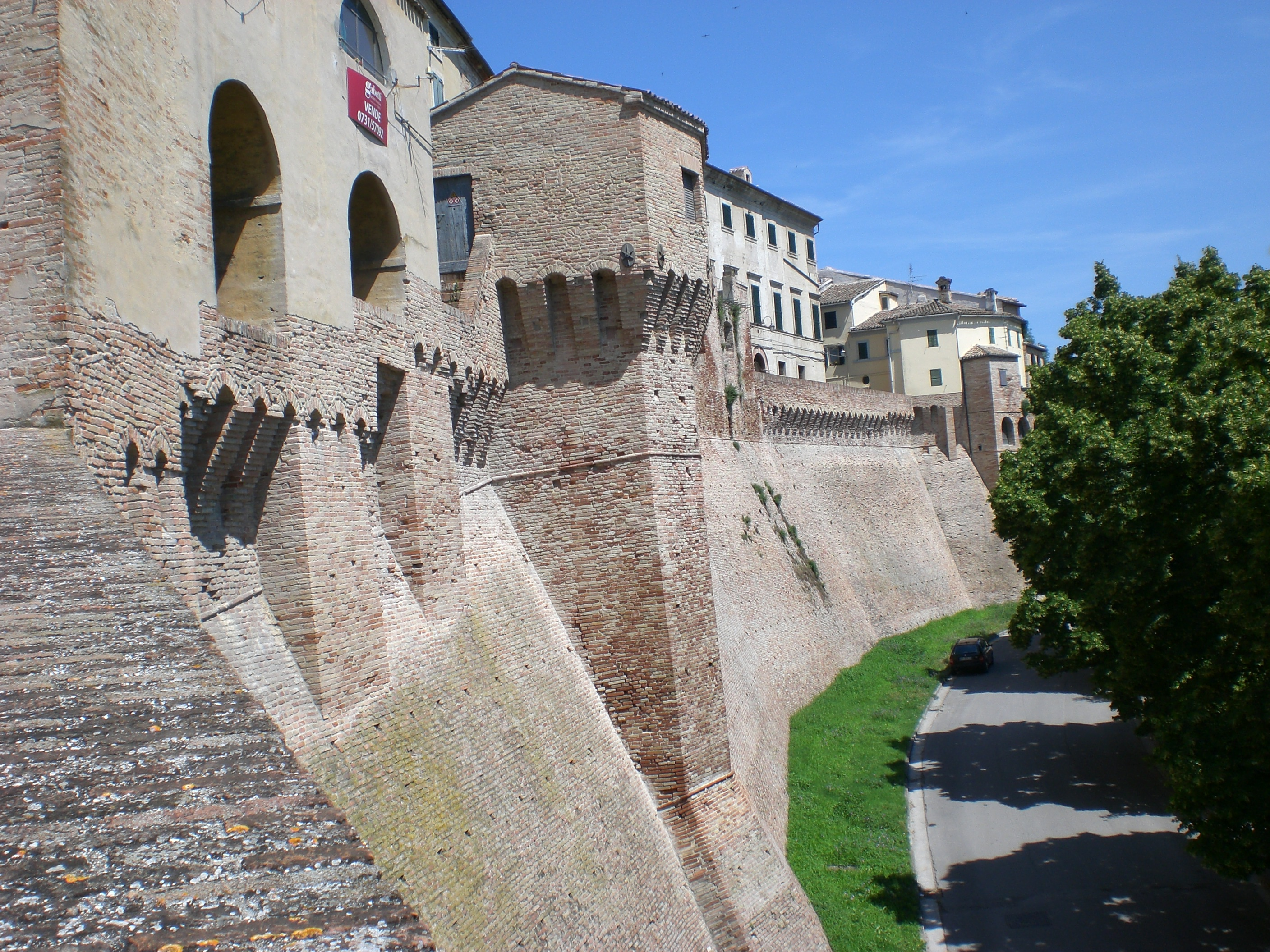
Le quattrocentesche Mura di Jesi

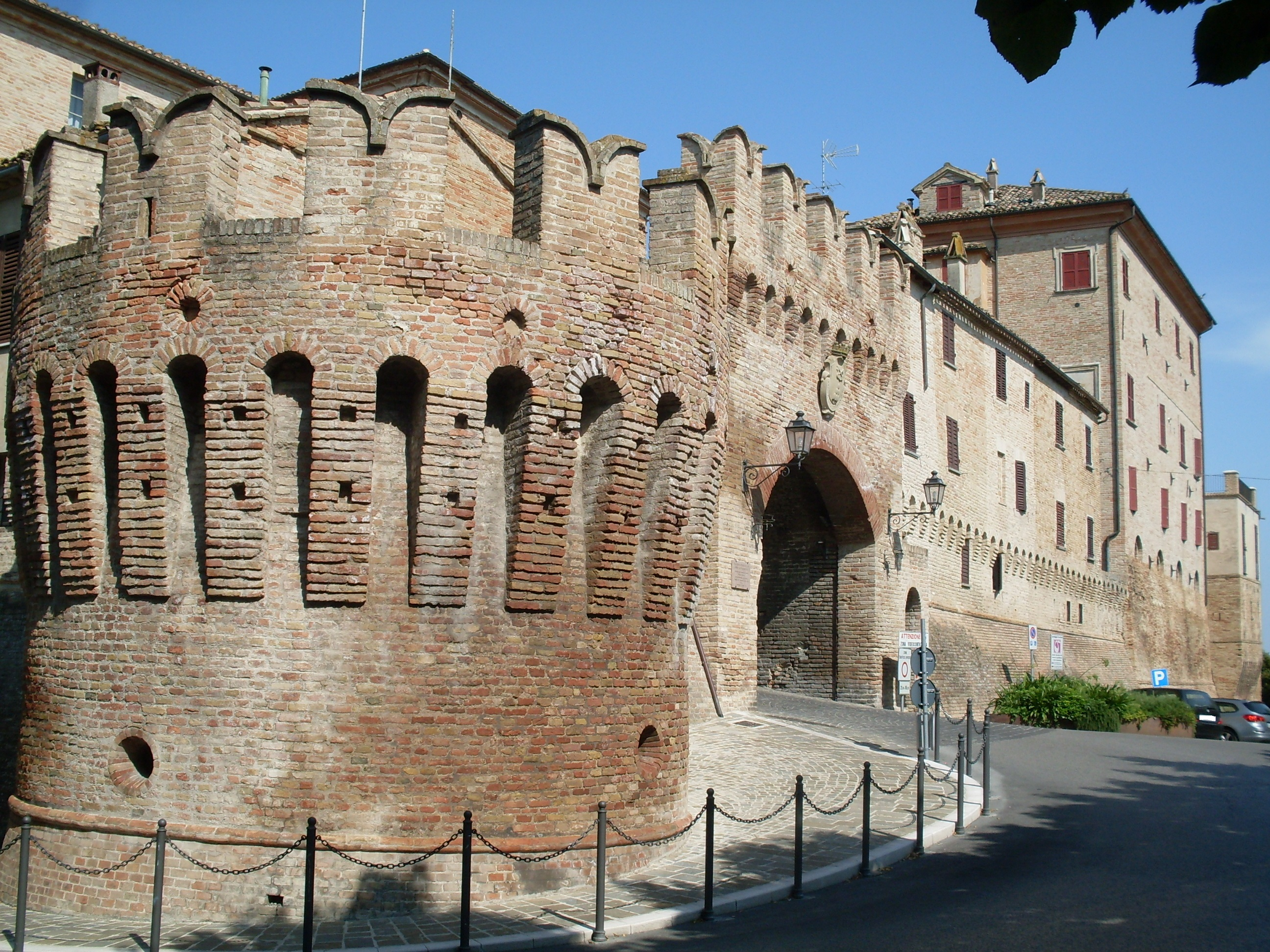
Le Mura di Corinaldo

- Arcevia
- Belforte del Chienti
- Camerino
- Corinaldo
- Corridonia
- Gradara
- Jesi
- Loreto
- Macerata
- Montecassiano
- Montecosaro
- Montefabbri di Vallefoglia
- Montegranaro
- Montecarotto
- Montefortino
- Moresco
- Morro d'Alba
- Osimo
- Serra San Quirico
- San Ginesio
- Urbino

### Castelli e fortezze
- Castel di Luco, Acquasanta Terme.
- Rocca di Acquaviva Picena.
- Cittadella di Ancona.
- Rocca di Arquata del Tronto.
- Castel Trosino, Ascoli Piceno.
- Forte Malatesta, Ascoli Piceno.
- Fortezza Pia, Ascoli Piceno.
- Rocca Torrione, Cagli.
- Castello Pallotta, Caldarola.
- Rocca Varano, Camerino.
- Rocca borgesca, Camerino.
- Rocca d'Ajello, Castelraimondo.

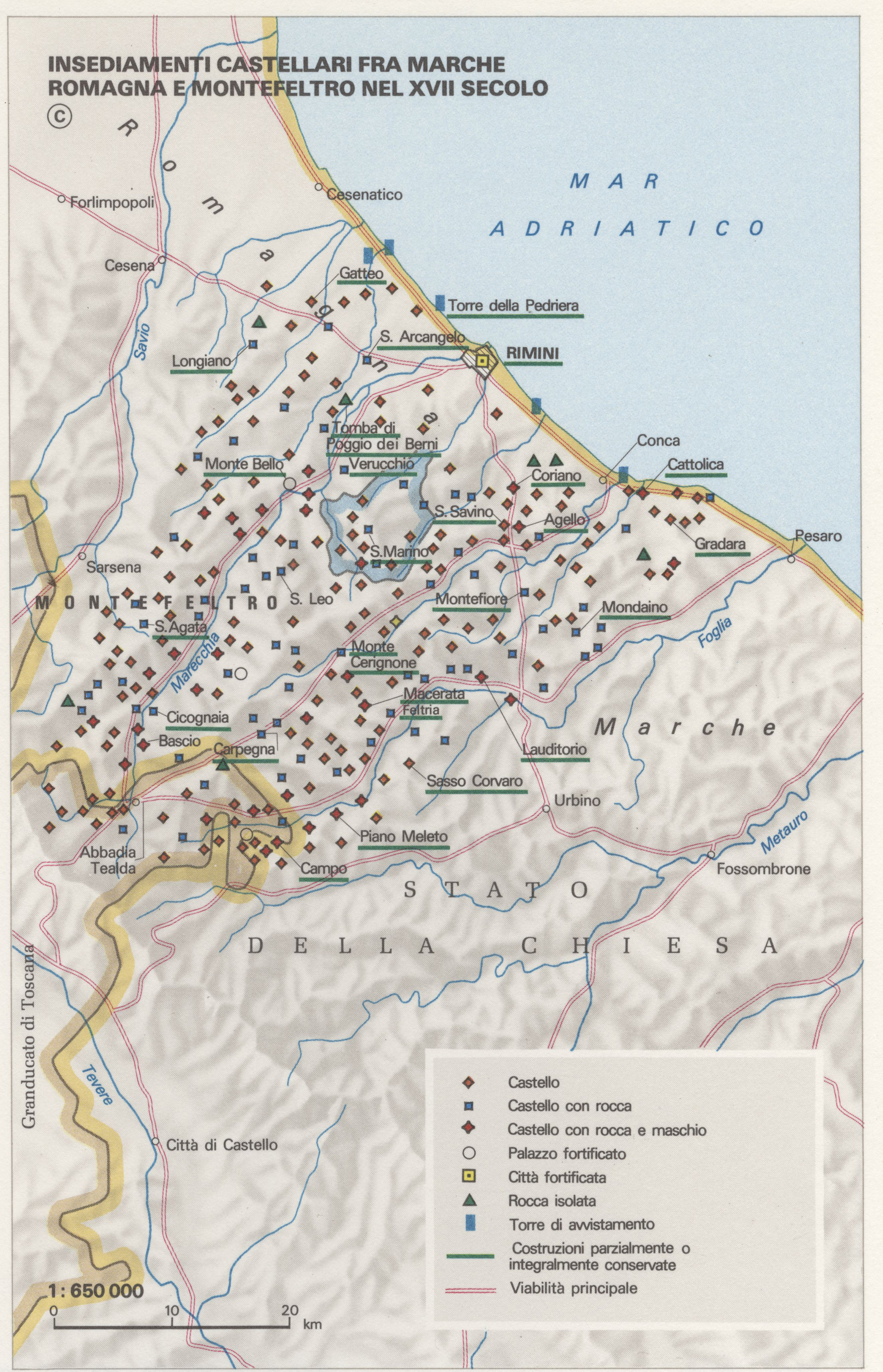
Mappa dei castelli e fortezze fra la Romagna e le Marche

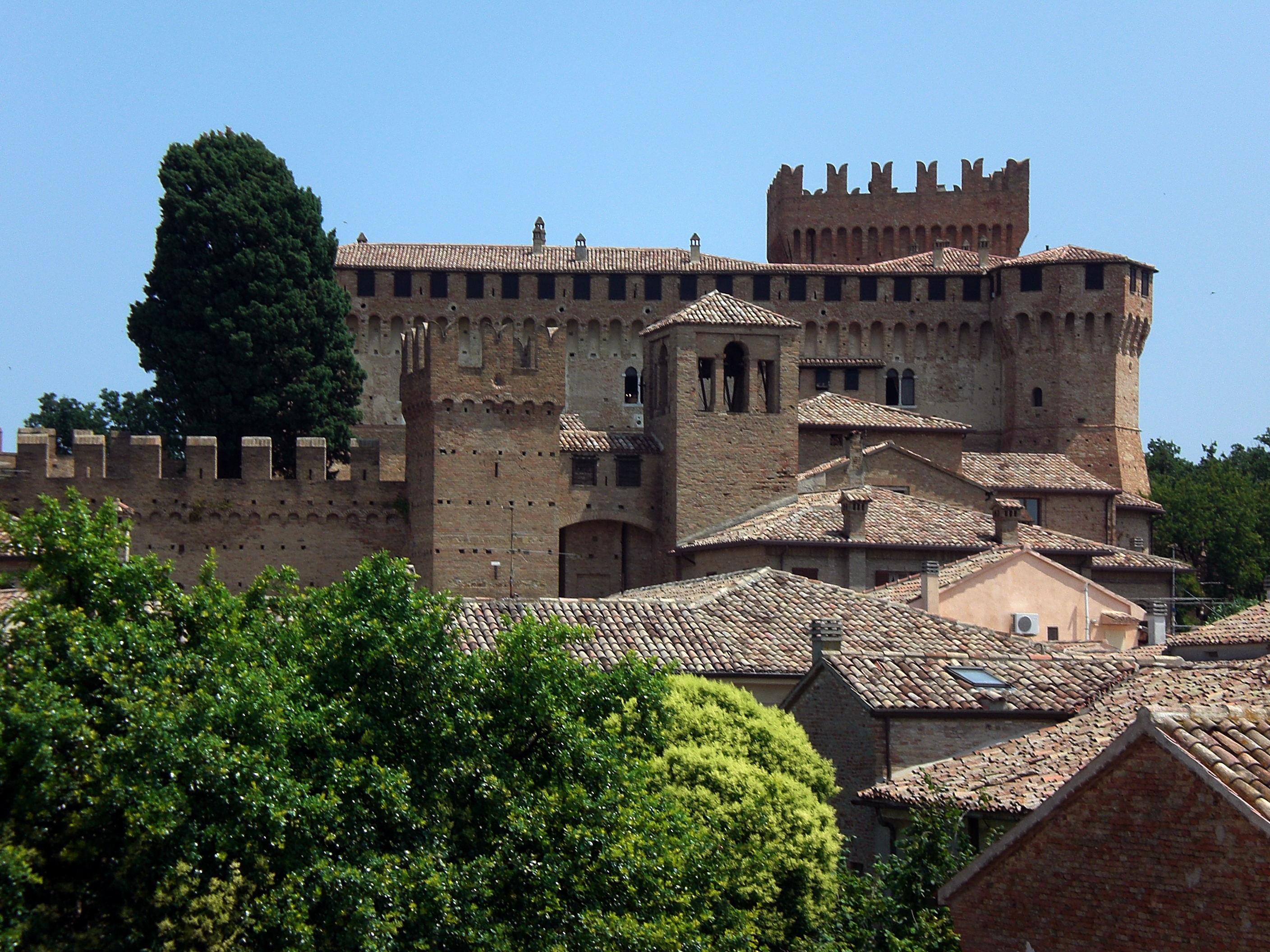
Il Castello di Gradara

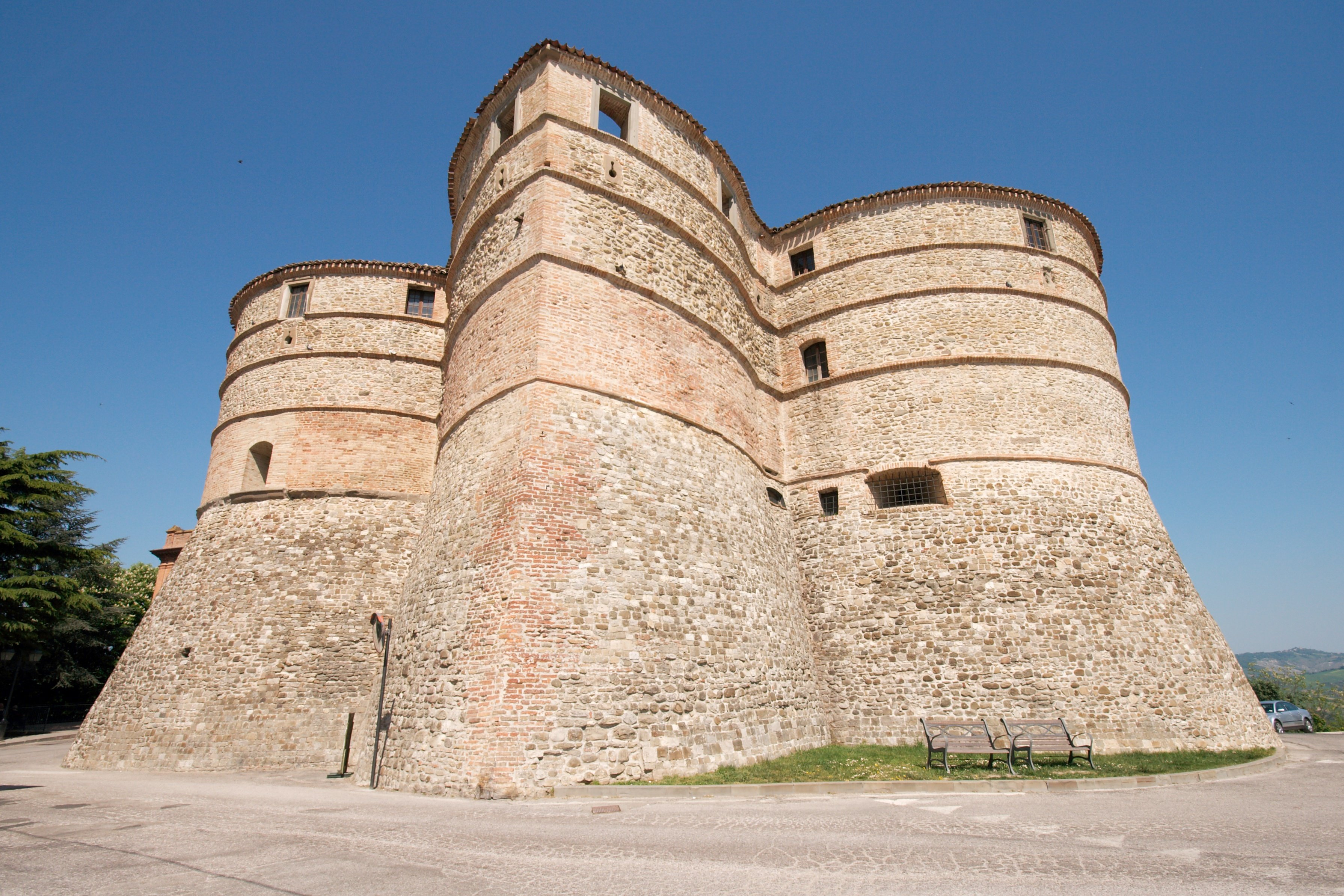
La Rocca di Sassocorvaro

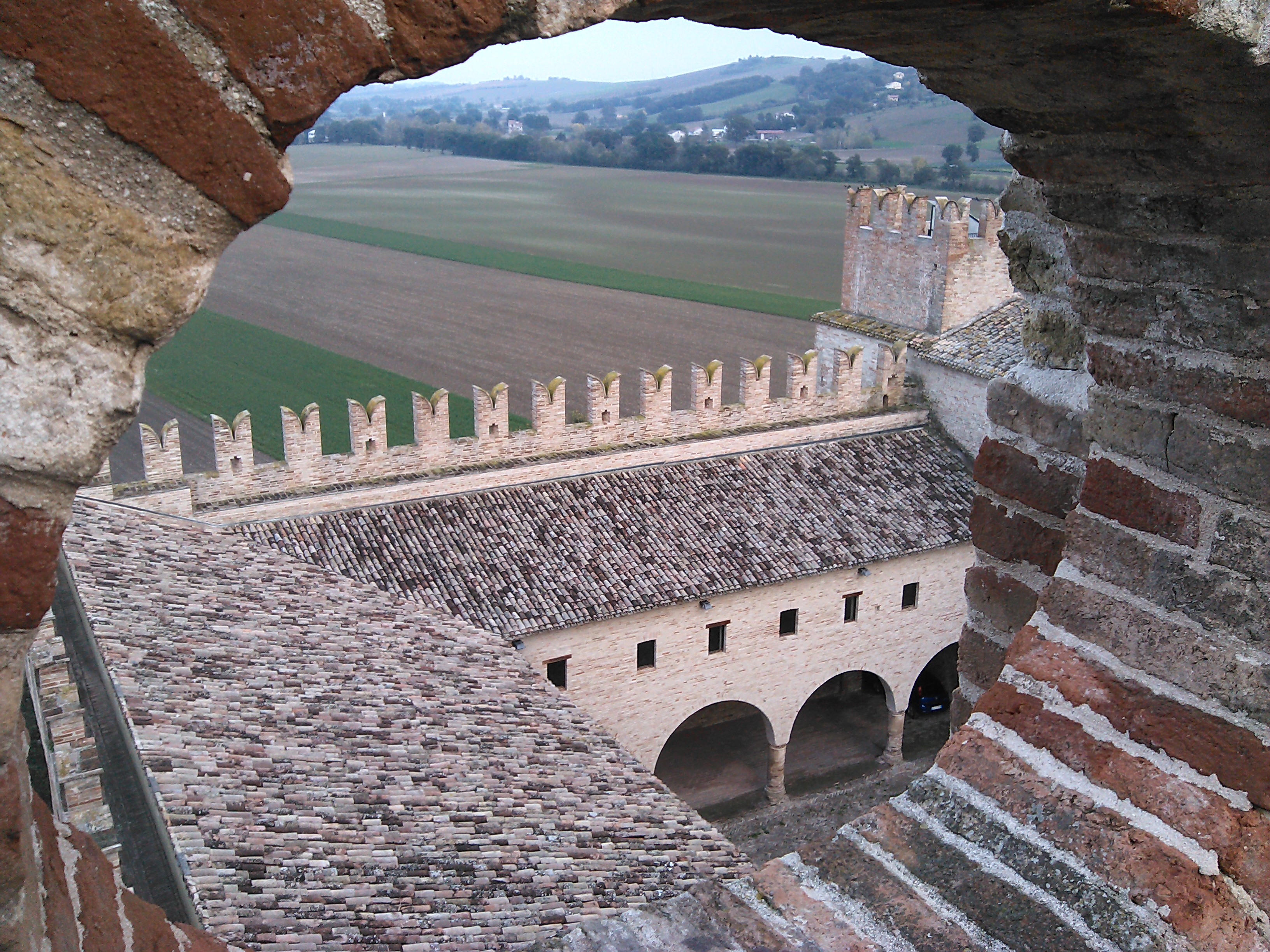
Il Castello della Rancia a Tolentino

- Castello di Lanciano, Castelraimondo.
- Rocca malatestiana, Fano.
- Rocca malatestiana, Fossombrone.
- Castello di Frontone, Frontone.
- Castello di Gradara.
- Castello di Loro Piceno (detto impropriamente castello Brunforte), Loro Piceno.
- Rocca roveresca, Mondavio.
- Rocca feltresca, Monte Cerignone.
- Rocca di Offagna.
- Rocca Costanza, Pesaro.
- Castello dei conti Oliva, Piandimeleto.
- Castello di Beldiletto, Pievebovigliana.
- Castello dei Brancaleoni, Piobbico.
- Castello Svevo, Porto Recanati.
- Castello di Montefiore, Recanati.
- Castello di Roccacolonnalta, San Ginesio.
- Castello di Pitino, San Severino Marche.
- Rocca ubaldinesca, Sassocorvaro Auditore.
- Rocca roveresca, Senigallia.
- Castello della Rancia, Tolentino.
- Rocca di Urbisaglia.

### Santuari ed abbazie

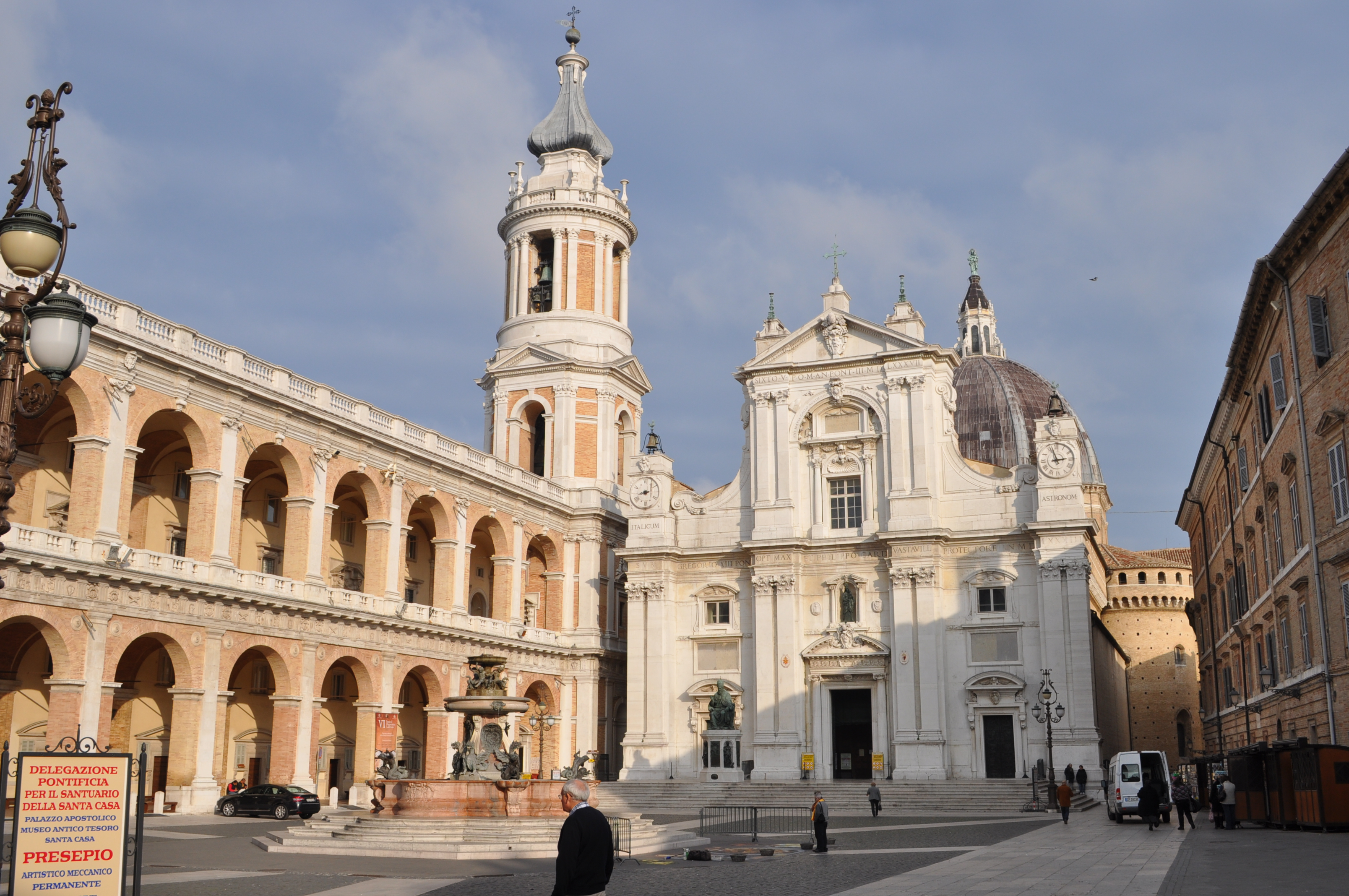
Basilica della Santa Casa di Loreto

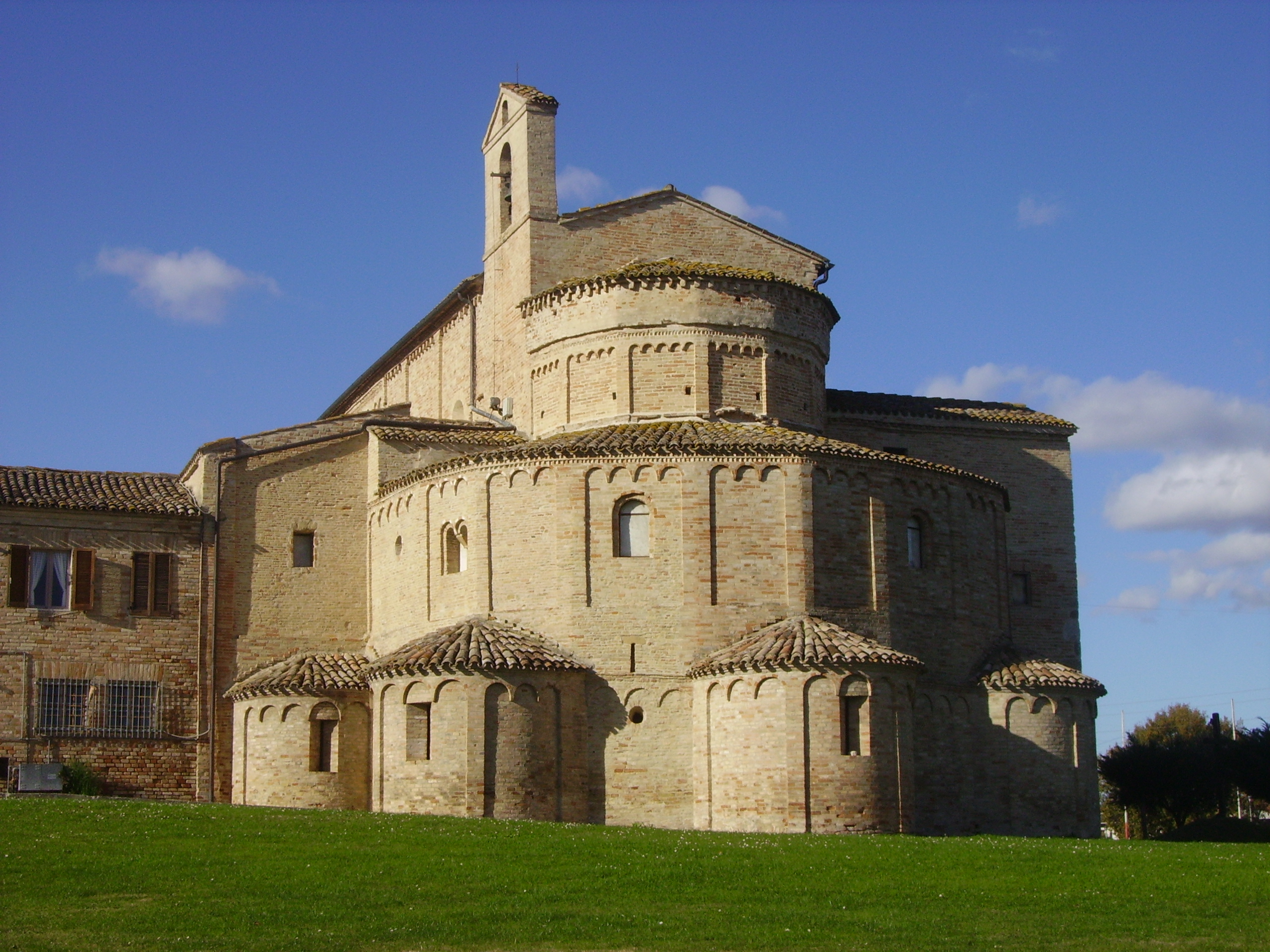
La Basilica di Santa Maria Piè di Chienti

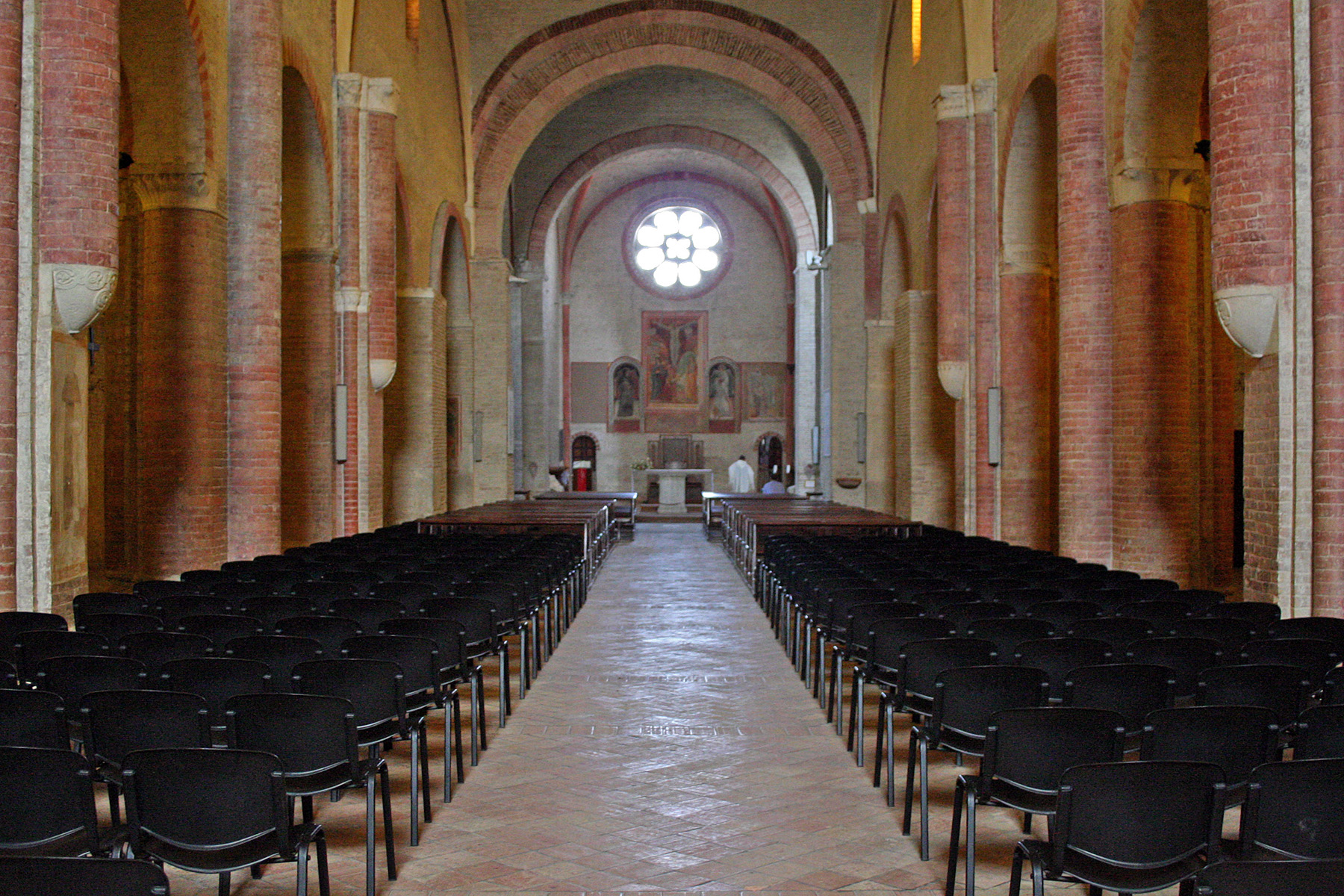
L'Abbazia di Chiaravalle di Fiastra

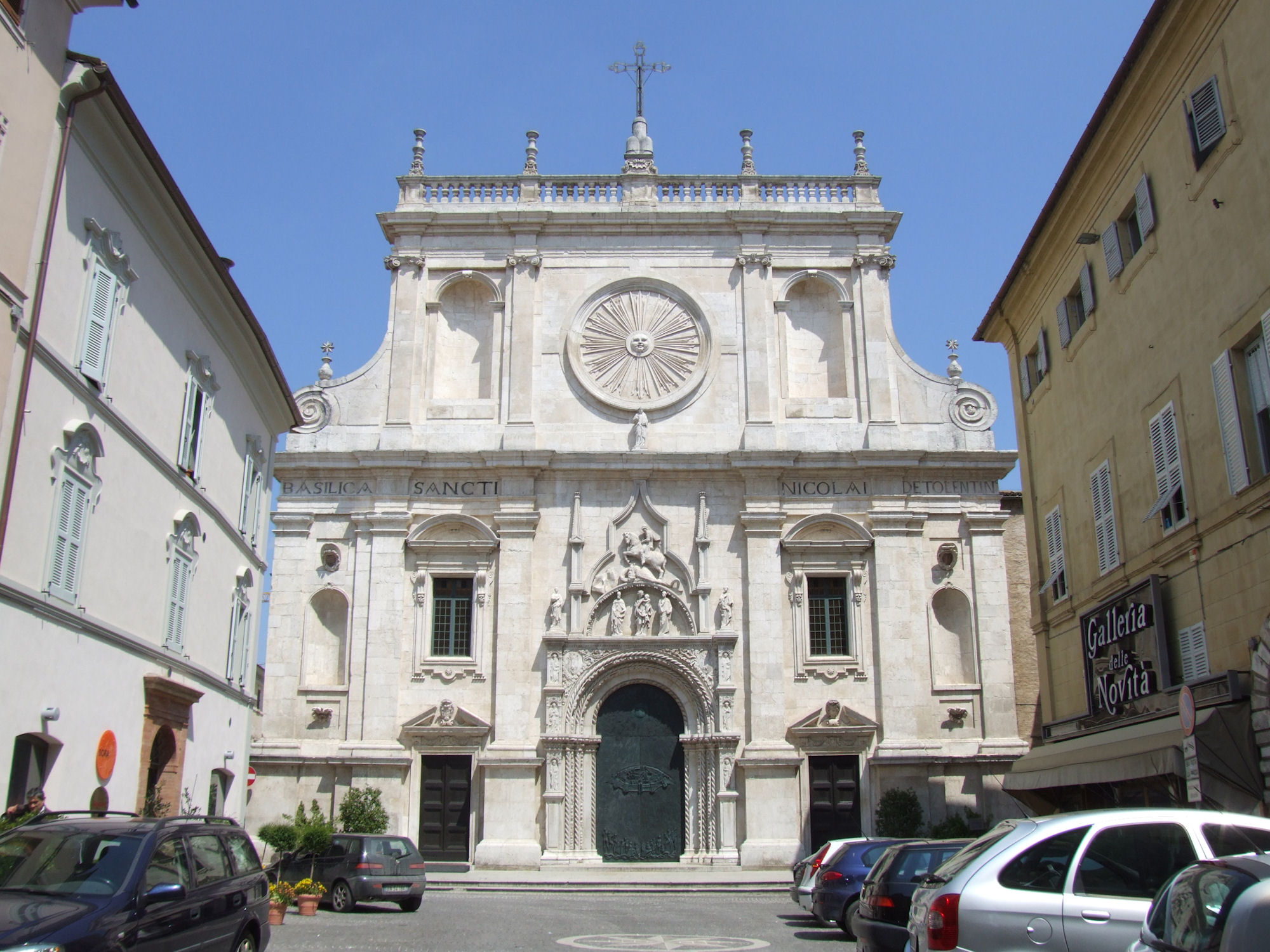
Tolentino: Basilica di San Nicola

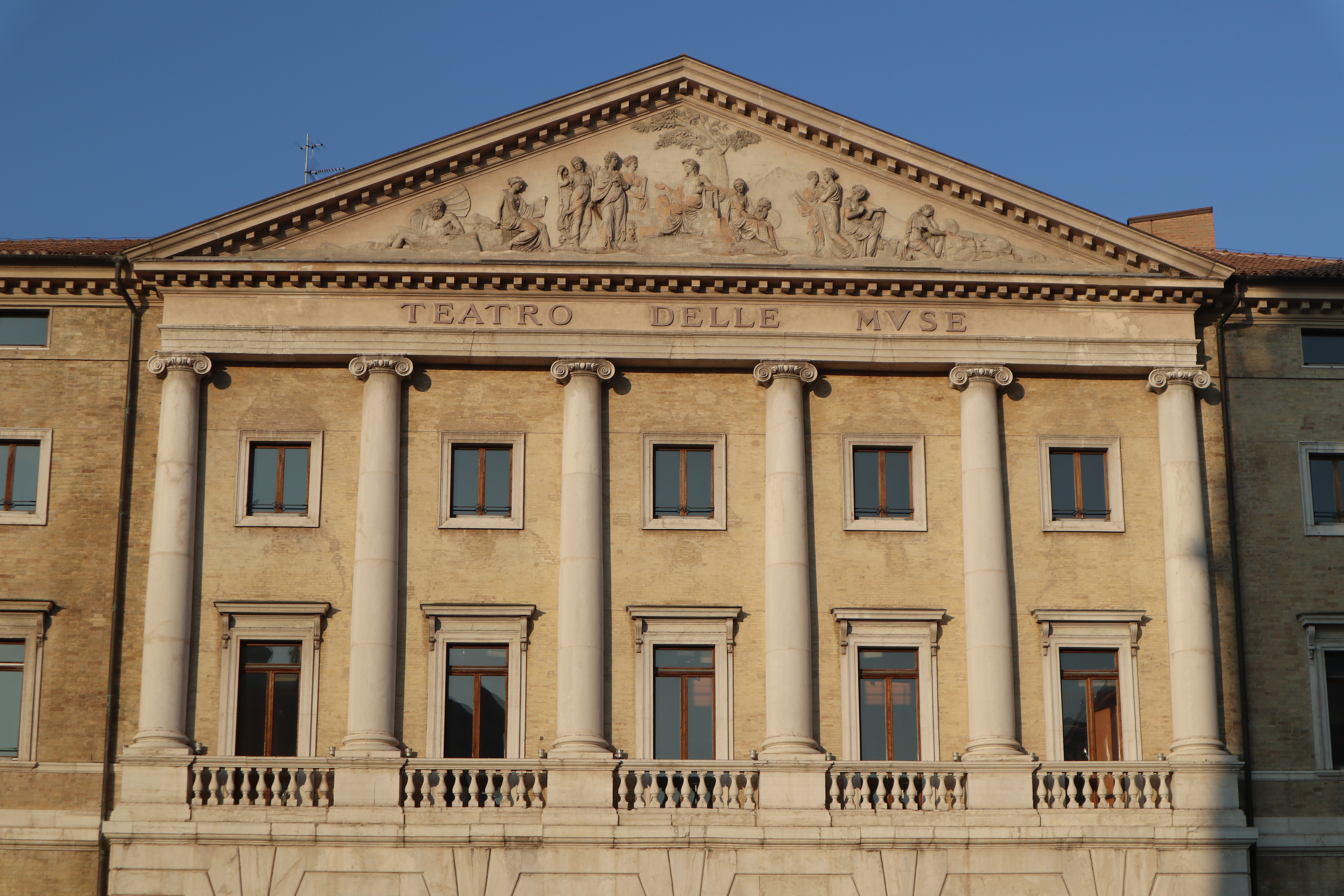
Il Teatro delle Muse di Ancona

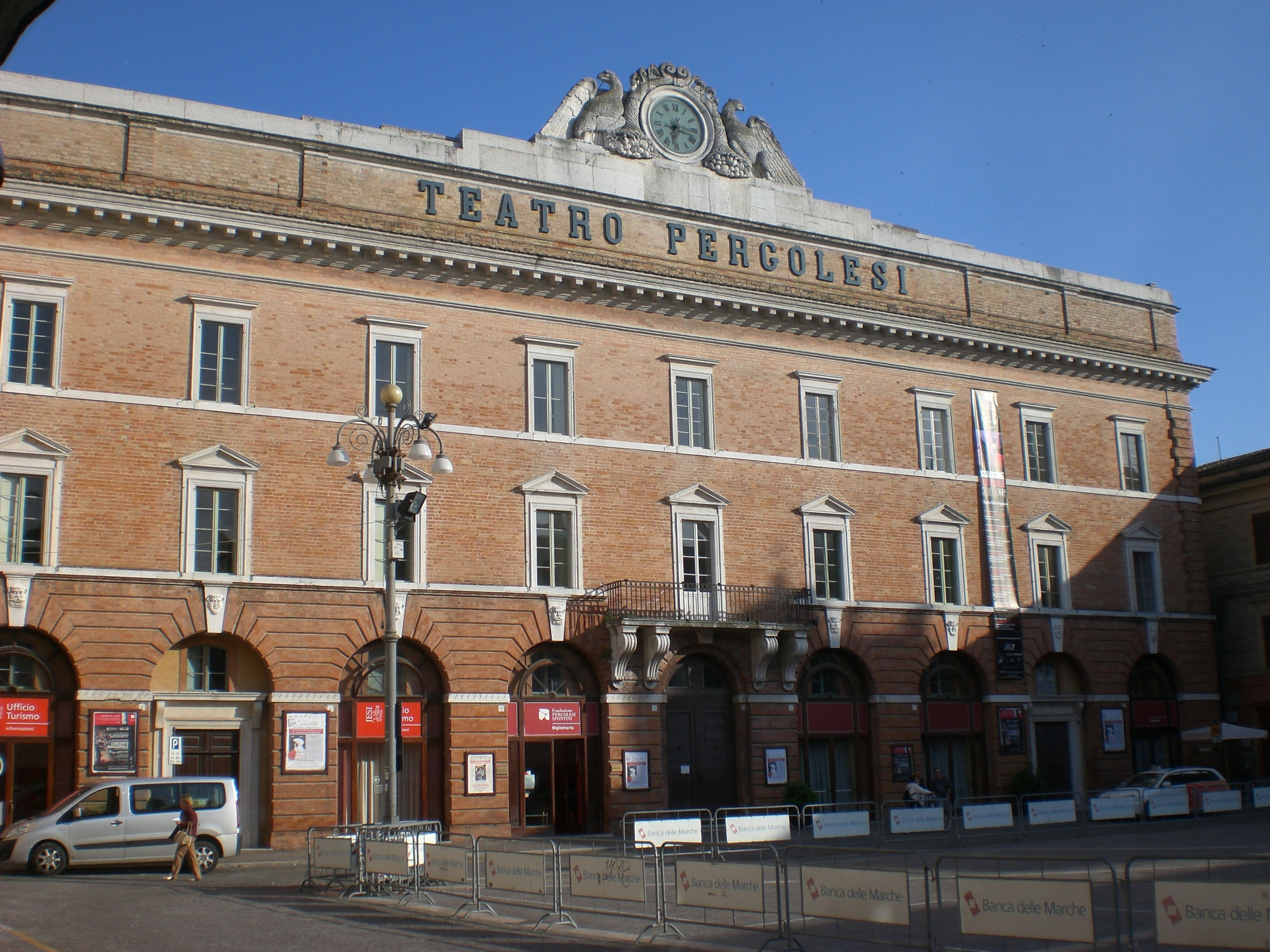
Il Teatro Pergolesi di Jesi

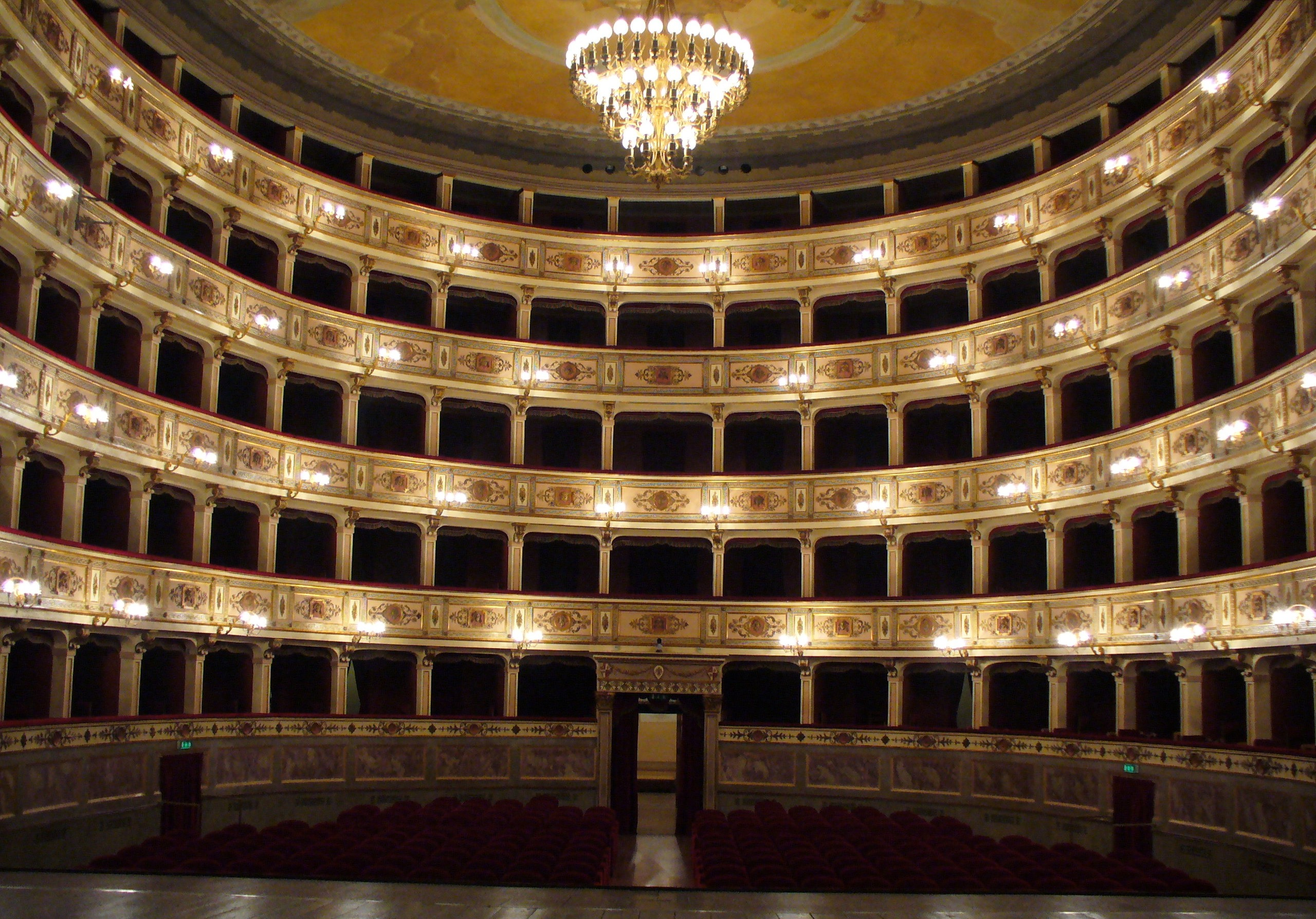
Il Teatro dell'Aquila di Fermo

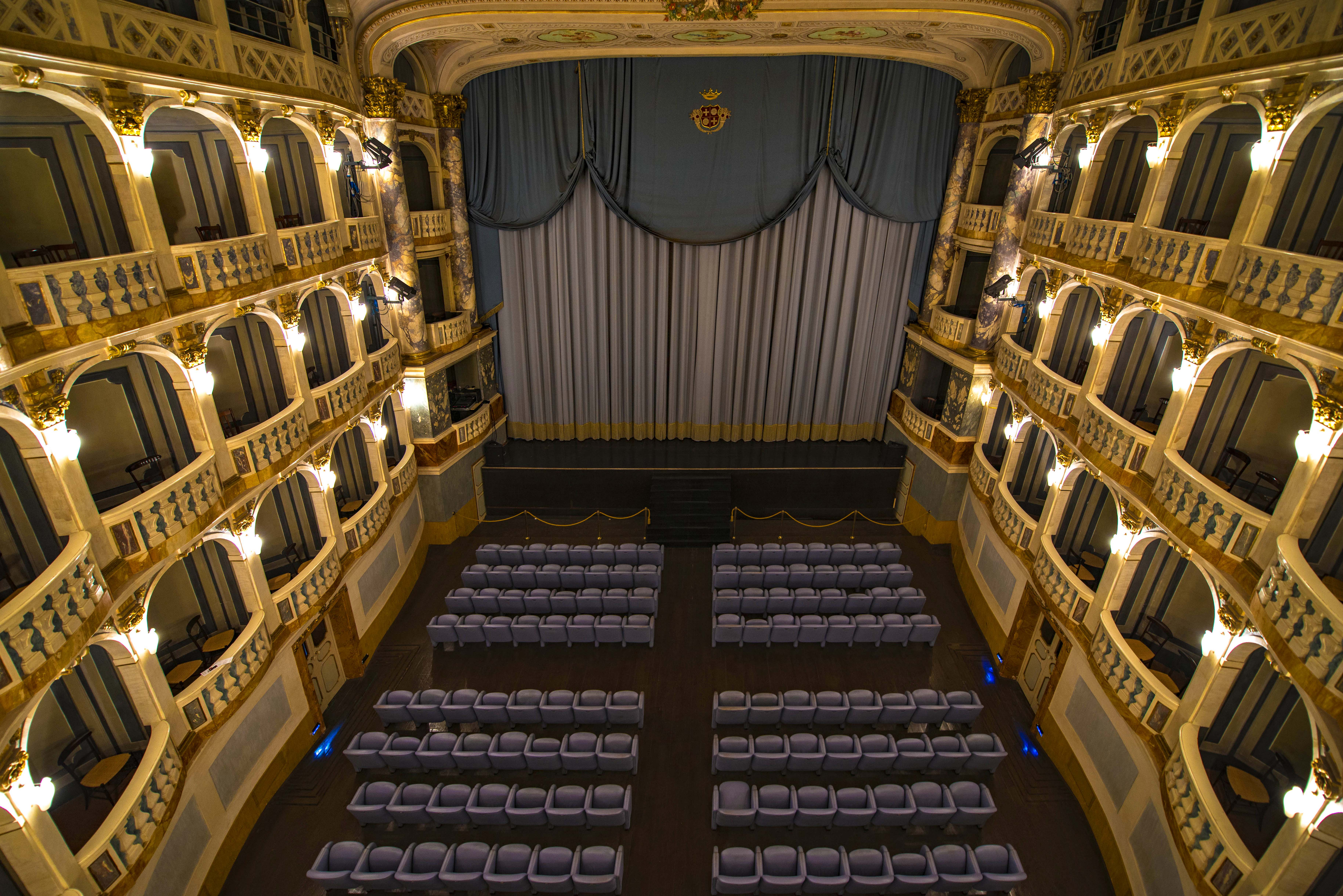
Teatro Lauro Rossi Macerata

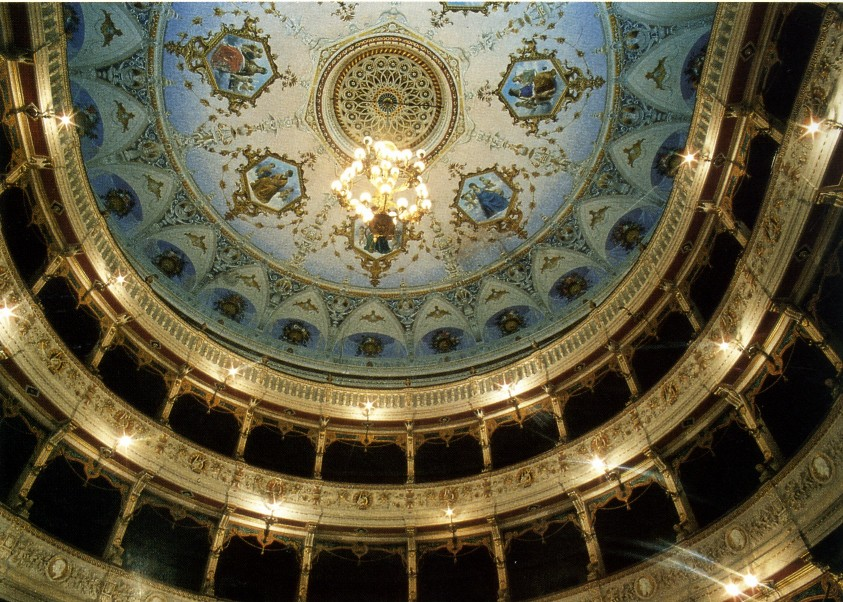
Il Teatro comunale di Cagli

- Abbazia di San Vincenzo al Furlo, Acqualagna
- Abbazia di Santa Maria di Portonovo, Portonovo - Ancona
- Abbazia dei Santi Ruffino e Vitale, Amandola
- Abbazia dei Santi Vincenzo e Anastasio, Amandola
- Abbazia di Sant'Urbano, Apiro
- Abbazia di San Michele Arcangelo, Borgo Pace (frazione Lamoli)
- Abbazia di Santa Maria in Castagnola, Chiaravalle
- Abbazia di Santa Maria in Portuno, Corinaldo (loc. Madonna del Piano)
- Santuario di Santa Maria Goretti, Corinaldo
- Chiesa di San Claudio al Chienti, Corridonia
- Eremo di Santa Maria in Val di Sasso, Fabriano
- Abbazia di San Biagio in Caprile, Fabriano (frazione Campodonico)
- Abbazia di San Salvatore in Val di Castro, Fabriano
- Abbazia di San Vittore alle Chiuse, Genga
- Santuario della Santa Casa, Loreto
- Santuario della Madonna delle Grazie, Jesi
- Basilica di Santa Maria della Misericordia, Macerata
- Santuario di Santa Maria delle Vergini, Macerata
- Basilica di San Giuseppe da Copertino, Osimo
- Santuario di Campocavallo, Osimo
- Santuario della Madonna della Rosa, Ostra
- Santuario Santa Maria Apparve, Ostra
- Abbazia Santa Maria di Piazza, Ostra Vetere
- Abbazia di Santa Maria delle Moie, Maiolati Spontini
- Abbazia di San Gervasio di Bulgaria, Mondolfo
- Abbazia dei Santi Benedetto e Mauro, Monsampolo del Tronto (frazione Stella)
- Santuario del Beato Domenico Spadafora, Monte Cerignone
- Basilica di Santa Maria a Piè di Chienti, Montecosaro
- Santuario della Madonna dell'Ambro, Montefortino
- Abbazia di San Firmano, Montelupone
- Abbazia di Sant'Apollinare, Monte Roberto
- Abbazia di Rambona, Pollenza
- Abbazia di Santa Maria delle Macchie, San Ginesio (frazione Macchie)
- Santuario di San Liberato, San Ginesio
- Abbazia di San Lorenzo, San Lorenzo in Campo
- Abbazia di Santa Croce al Chienti, Sant'Elpidio a Mare (fraz. Casette d'Ete)
- Abbazia di San Lorenzo in Doliolo, San Severino Marche
- Abbazia di Santa Maria o San Biagio, Sarnano (frazione Piobbico)
- Abbazia di Santa Croce dei Conti, Sassoferrato
- Santuario Madonna del Cerro, Sassoferrato (Rotondo)
- Abbazia di Sant'Elena, Serra San Quirico
- Monastero di Fonte Avellana, Serra Sant'Abbondio
- Abbazia di San Pietro al Conero, Sirolo
- Abbazia di Chiaravalle di Fiastra, Tolentino
- Basilica di San Nicola, Tolentino
- Santuario di Macereto, Visso
- Santuario del Beato Antonio Migliorati, Amandola

### Teatri
- Teatro delle Muse, Ancona
- Teatro Ventidio Basso, Ascoli Piceno
- Teatro dei Filarmonici, Ascoli Piceno
- Sferisterio, Macerata
- Teatro Rossini, Pesaro
- Teatro Sanzio, Urbino
- Teatro della Fortuna, Fano
- Teatro comunale, Cagli
- Teatro Gentile da Fabriano, Fabriano
- Teatro dell'Aquila, Fermo
- Teatro Pergolesi, Jesi
- Teatro Piermarini, Matelica
- Teatro Apollo, Mondavio
- Teatro comunale, Montecarotto
- Teatro la nuova Fenice, Osimo
- Teatro Flora, Penna San Giovanni
- Teatro Angel dal Foco, Pergola
- Teatro comunale, Porto San Giorgio
- Teatro Mugellini, Potenza Picena
- Teatro Giuseppe Verdi, Pollenza
- Teatro Vaccaj, Tolentino
- Teatro Persiani, Recanati
- Teatro Bramante, Urbania
- Teatro Annibal Caro, Civitanova Marche
- Teatro Serpente Aureo, Offida
- Teatro Mestica, Apiro
- Teatro L. Mercantini, Ripatransone
- Teatro V. Pagani, Monterubbiano
- Teatro La Fenice, Senigallia
- Teatro La Vittoria, Ostra
- Teatro Misa, Arcevia
- Teatro Comunale, Chiaravalle
- Teatro C. Goldoni, Corinaldo
- Teatro V. Alfieri, Montemarciano
- Teatro Condominiale La Fortuna, Monte San Vito
- Teatro P. Ferrari, San Marcello
- Teatro Cortesi, Sirolo
- Teatro Feronia, San Severino Marche
- Teatro della Rocca, Sassocorvaro
- Teatro La Rondinella, Montefano
- Teatro Giacomo Leopardi, San Ginesio
- Teatro della Vittoria, Sarnano
- Teatro La Fenice, Amandola
- Teatro M. Tiberini, San Lorenzo in Campo

### Musei e aree archeologiche
Le Marche hanno una singolare ricchezza di musei ed aree archeologiche: sono più di 400, tra pubblici e privati, appartenenti alle più svariate tipologie. Si elencano qui i soli musei nazionali o statali.
- Musei Nazionali
  - Galleria nazionale delle Marche, Urbino
  - Museo archeologico nazionale delle Marche, Ancona
  - Museo nazionale Rossini, Pesaro
- Musei statali
  - Antiquarium statale, Numana (AN)
  - Museo archeologico statale, Arcevia (AN)
  - Museo archeologico statale, Ascoli Piceno
  - Museo archeologico statale, Cingoli (MC)
  - Museo archeologico statale, Urbisaglia (MC)
  - Museo tattile statale Omero, Ancona
- Rocche e castelli statali
  - Castello di Gradara, Gradara (PU)
  - Rocca Roveresca, Senigallia (AN)
- Aree archeologiche statali
  - Parco archeologico di Urbs Salvia, Urbisaglia (MC)

### Parchi e Riserve Naturali nelle Marche
Parchi regionali
- Parco Regionale del Monte Conero

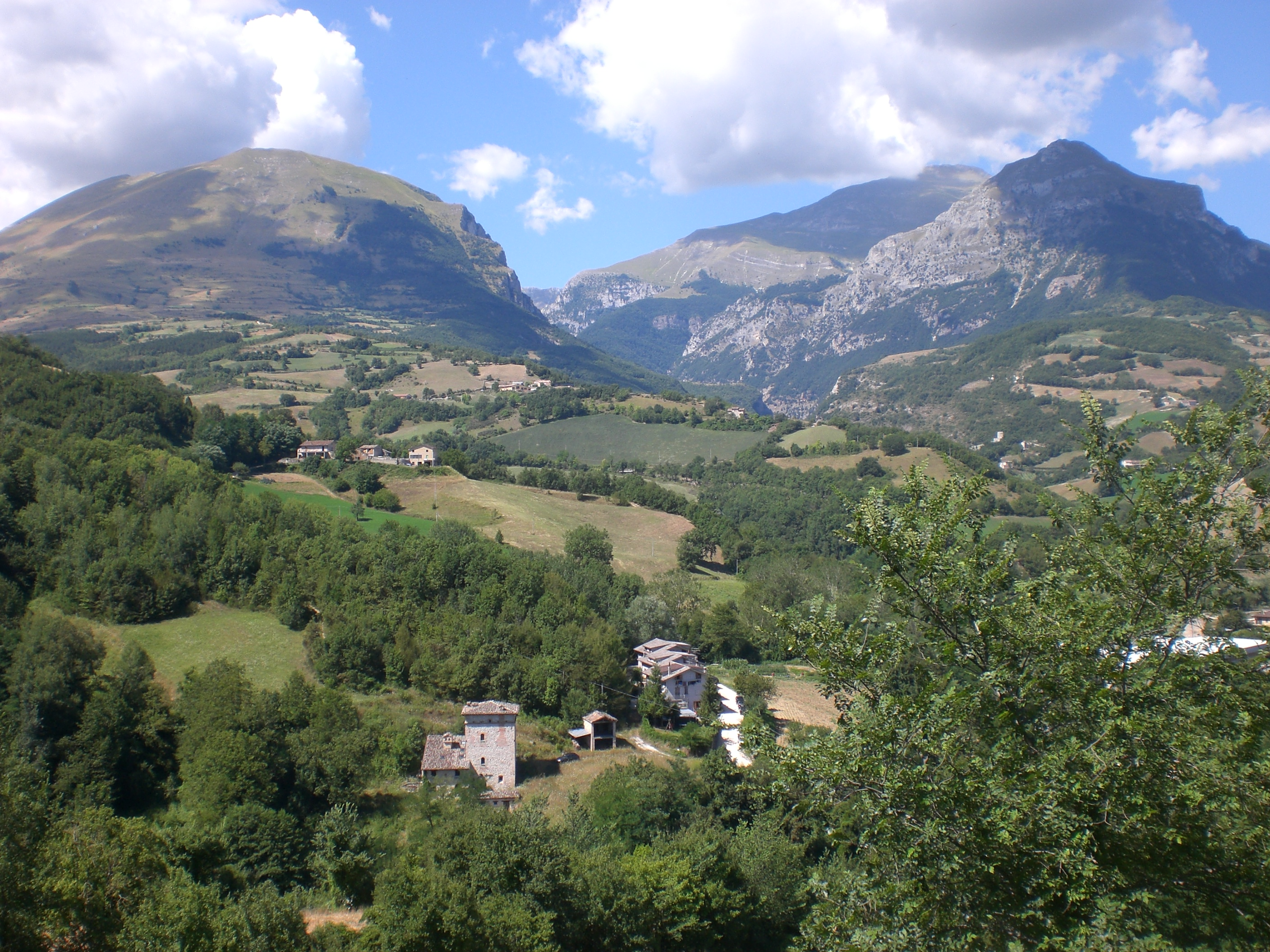
I Monti Sibillini visti da Montefortino

- Parco Naturale Regionale Gola della Rossa e Frasassi
- Parco naturale regionale del Monte San Bartolo

Parchi interregionali
- Parco Naturale del Sasso Simone e Simoncello

Parchi nazionali
- Parco Nazionale dei Monti Sibillini (al confine con l'Umbria)
- Parco nazionale del Gran Sasso e Monti della Laga (al confine con l'Abruzzo e con il Lazio).

Arquata del Tronto è l'unico comune d'Europa racchiuso all'interno di due parchi nazionali: il Parco Nazionale del Gran Sasso e Monti della Laga, a sud, ed il Parco Nazionale dei Monti Sibillini a nord
Riserve naturali dello Stato
- Riserva Naturale Gola del Furlo

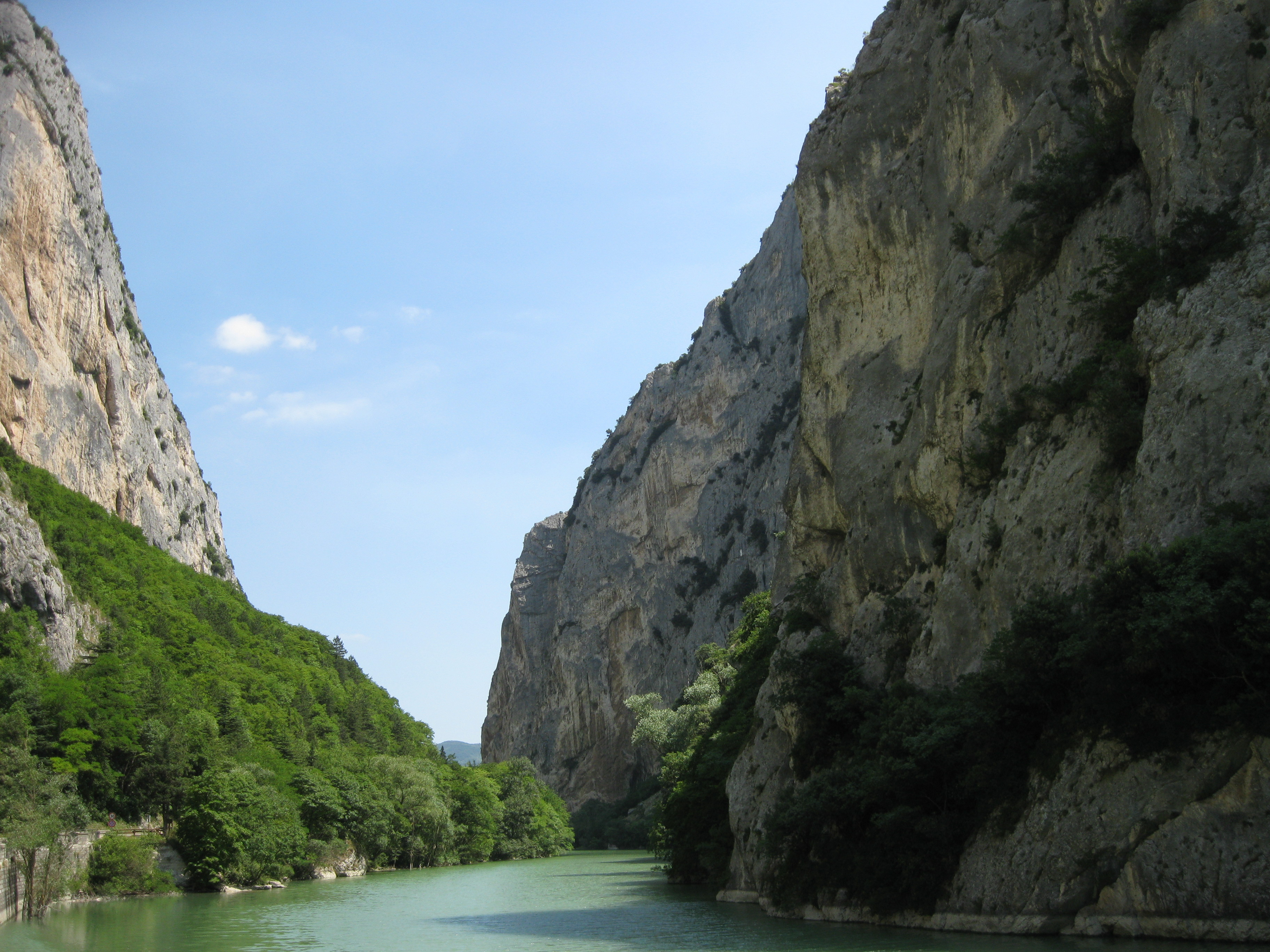
La Gola del Furlo

- Riserva Naturale Abbadia di Fiastra
- Riserva Naturale Montagna di Torricchio

Riserve naturali regionali
- Riserva Naturale del Monte San Vicino e Monte Canfaito
- Riserva Naturale Regionale "Ripa Bianca" di Jesi
- Riserva Naturale della Sentina

### Piste ciclabili
- Corridoio Verde Adriatico

### ZPS - Zone di Protezione Speciale
Questi sono, per quanto concerne la regione Marche, i siti delle Zone di Protezione Speciale.
Provincia di Ancona
- Fiume Esino in località Ripa Bianca
- Gola della Rossa e di Frasassi
- Monte Conero
- Monte Cucco e Monte Columeo
- Valle Scappuccia

Provincia di Ascoli Piceno
- Litorale di Porto d'Ascoli (La Sentina)
- Montagna dei Fiori
- Monte dell'Ascensione
- Monte Oialona - Colle Propezzano

Provincia di Macerata
- Dalla Gola del Fiastrone al Monte Vettore
- Gola di Sant'Eustachio, Monte d'Aria e Monte Letegge
- Monte Giuoco del Pallone
- Monte San Vicino e Monte Canfaito
- Valle Rapegna e Monte Cardosa
- Valle Scurosa, Piano di Montelago e Gola di Pioraco
- Valnerina, Montagna di Torricchio, Monte Fema e Monte Cavallo

Provincia di Pesaro e Urbino
- Bocca Serriola
- Calanchi e praterie aride della media Valle del Foglia
- Colle San Bartolo e litorale pesarese
- Esotici della Valmarecchia
- Fiume Metauro da Piano di Zucca alla foce
- Furlo
- Mombaroccio e Beato Sante
- Monte Carpegna e Sasso Simone e Simoncello
- Monte Catria, Monte Acuto e Monte della Strega
- Monte Nerone e Monti di Montiego
- Serre del Burano
- Tavernelle sul Metauro
- Valmarecchia tra Ponte Messa e Ponte Otto Martiri

## Tradizioni e folclore

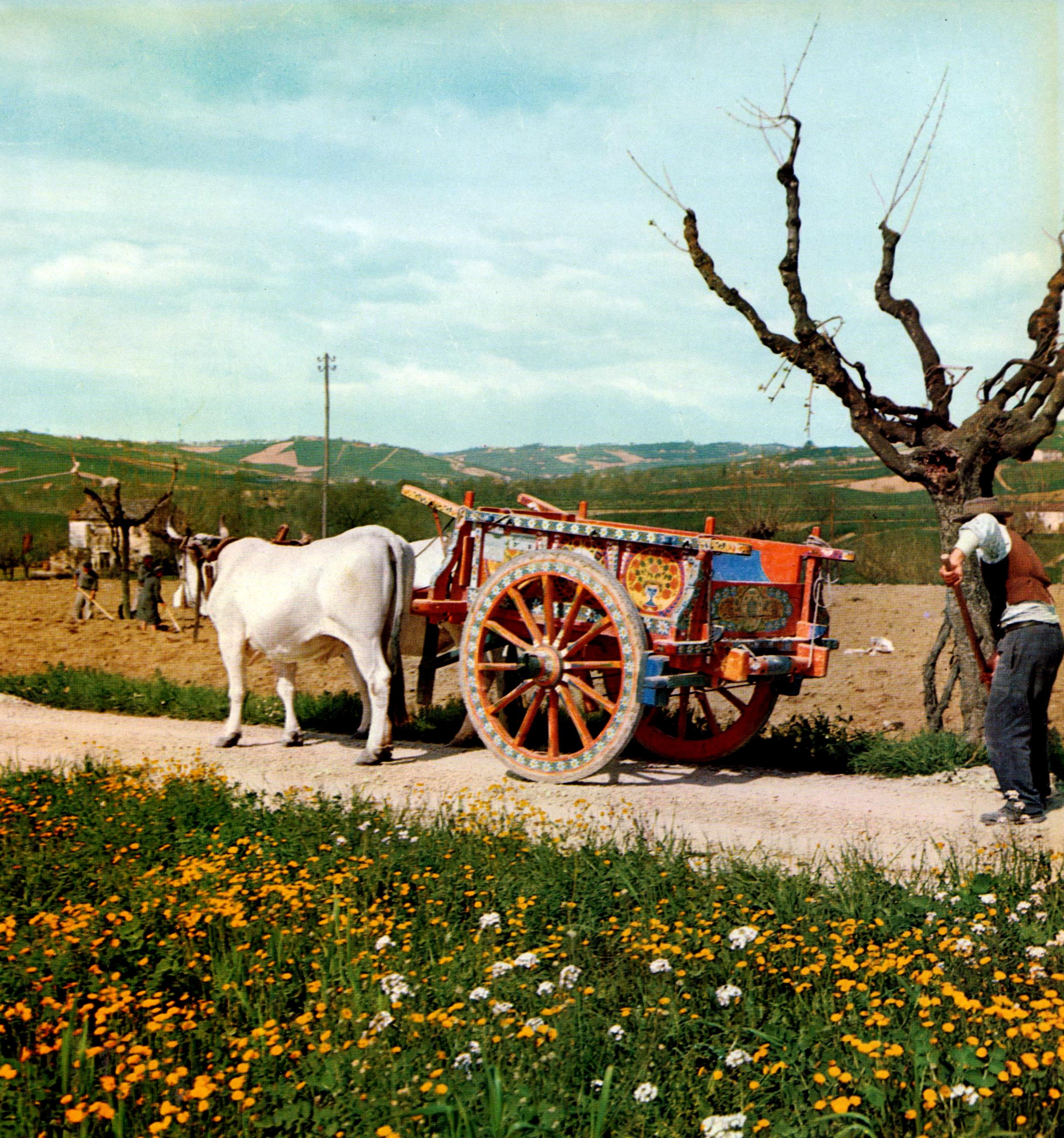
Un biroccio, tradizionale carro agricolo marchigiano, negli anni sessanta del Novecento. Si nota a destra un acero che sostiene una vite, elemento un tempo caratteristico del paesaggio marchigiano.

### Il ciclo dell'anno
Nel corso dell'anno si susseguono nelle Marche diversi eventi legati al ciclo delle stagioni. Non si riportano qui le manifestazioni e le usanze nate dopo gli anni sessanta del Novecento.
Gennaio
La festa dell'Epifania, oltre che con le usanze diffuse in tutta Italia, come quella della Befana, è celebrata anche con i canti rituali di questua detti "della Pasquella", che è il nome locale della festa. Vivissima un tempo, poi quasi caduta in disuso, l'usanza si è salvata dall'oblio grazie all'impegno di alcuni gruppi musicali e di alcuni comuni. I canti, nei diversi dialetti della regione, hanno un testo antico, sono accompagnati dall'organetto e sono itineranti, in quanto hanno lo scopo di augurare il buon anno casa per casa, raccogliendo offerte di cibi e di vino.
Carnevale

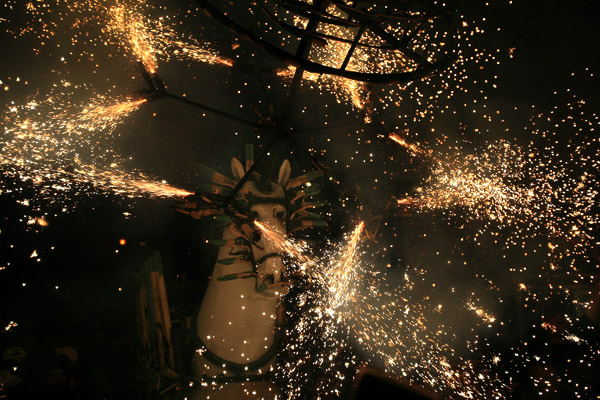
Il Cavallo di fuoco di Ripatransone

La celebrazione del Carnevale è diffusa ovunque, ma assume carattere particolarmente spettacolare nel Carnevale di Fano, nel Carnevale di Offida e nel Carnevale di Ascoli; tra le maschere carnevalesche antiche e recenti si ricordano il Rabachén e la Cagnèra, di Pesaro, Mosciolino e Papagnoco, di Ancona, il costume del guazzaró, di Offida, lu sfrigne, di Ascoli.
Pasqua

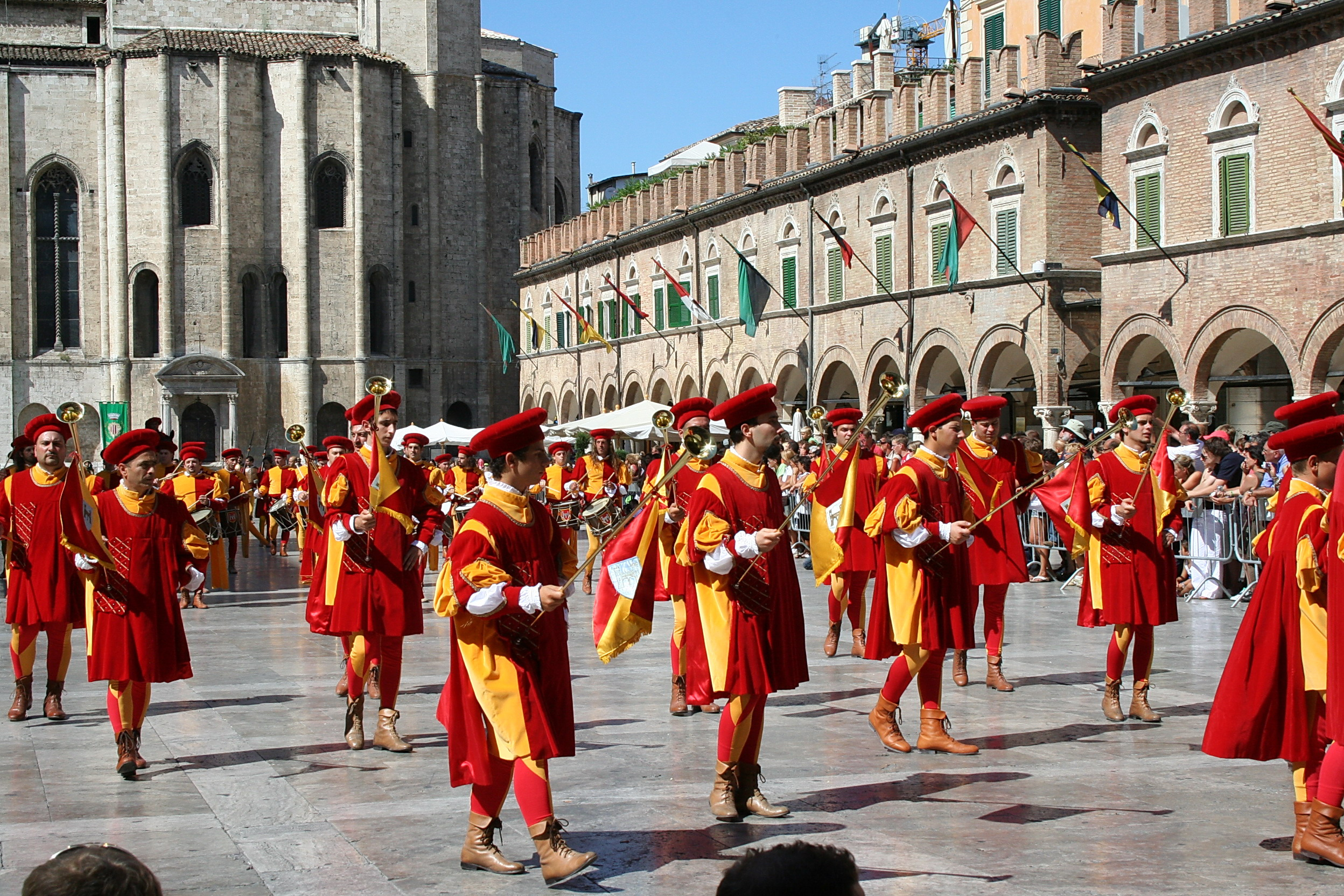
Quintana di Ascoli Piceno

Legate al periodo pasquale sono: il Cavallo di fuoco di Ripatransone, risalente al 1682 consistente in un peculiare spettacolo pirotecnico; la Turba, di Cantiano (PU), sacra rappresentazione del Venerdì Santo risalente al 1440.
Pentecoste

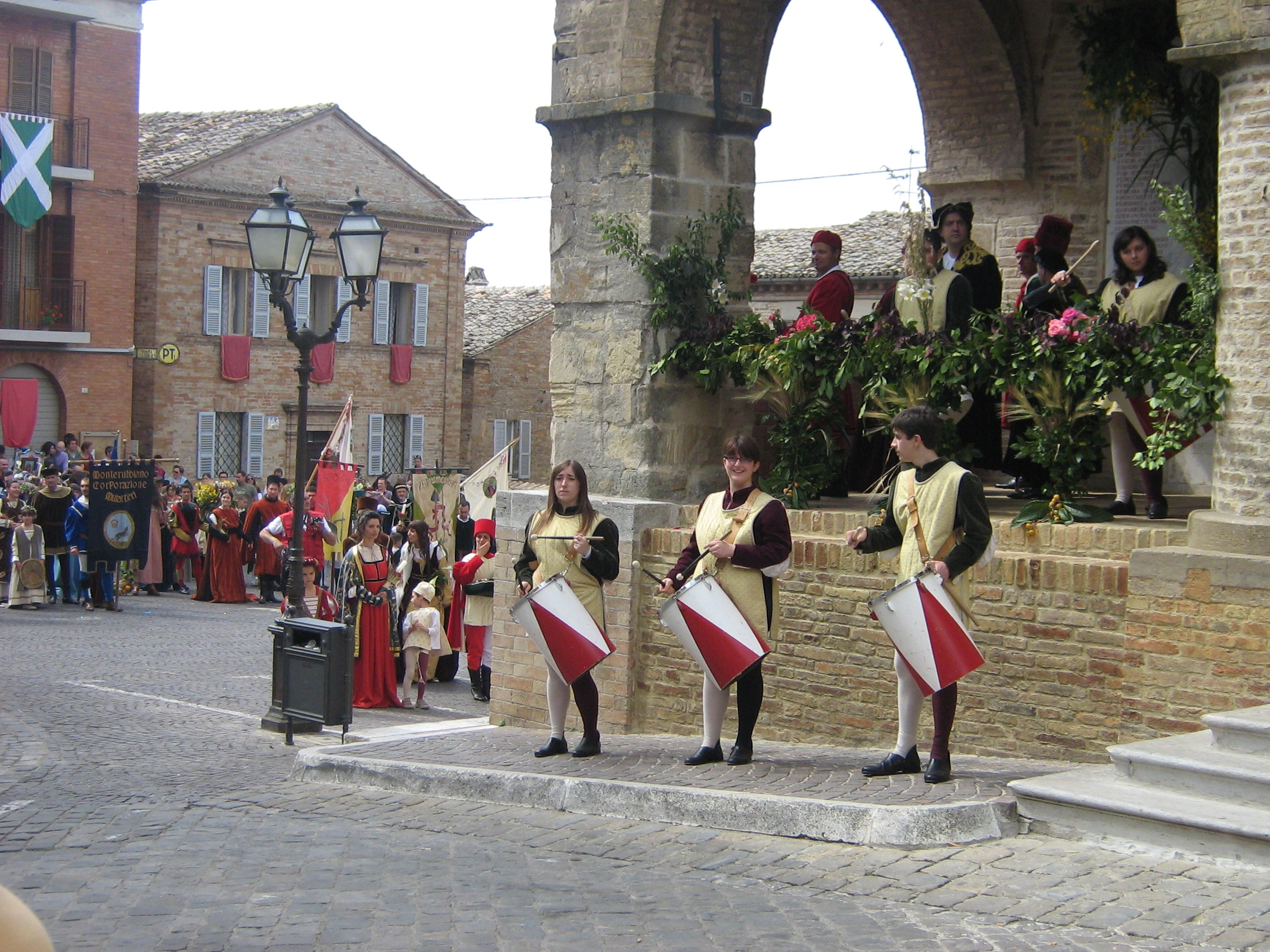
Sciò la pica di Monterubbiano

Durante la Pentecoste dal 1965 si svolge a Monterubbiano (FM) la festa di Sciò la Pica, legata all'origine mitica del popolo piceno e al suo totem, il picchio verde, oggi emblema delle Marche.
Giugno
Il ventiquattro giugno è la festa di San Giovanni Battista, che è celebrata nelle Marche con l'usanza di lavarsi il viso con acqua profumata, come in un rito di purificazione; l'acqua si prepara raccogliendo fiori ed erbe profumate e immergendoli in un catino, tenuto fuori dalla finestra per tutta la notte.
Lo stesso giorno, ogni anno, a Fabriano si chiude il Palio di San Giovanni Battista, dove le quattro porte delle città competono nella tradizionale sfida del maglio.
Agosto

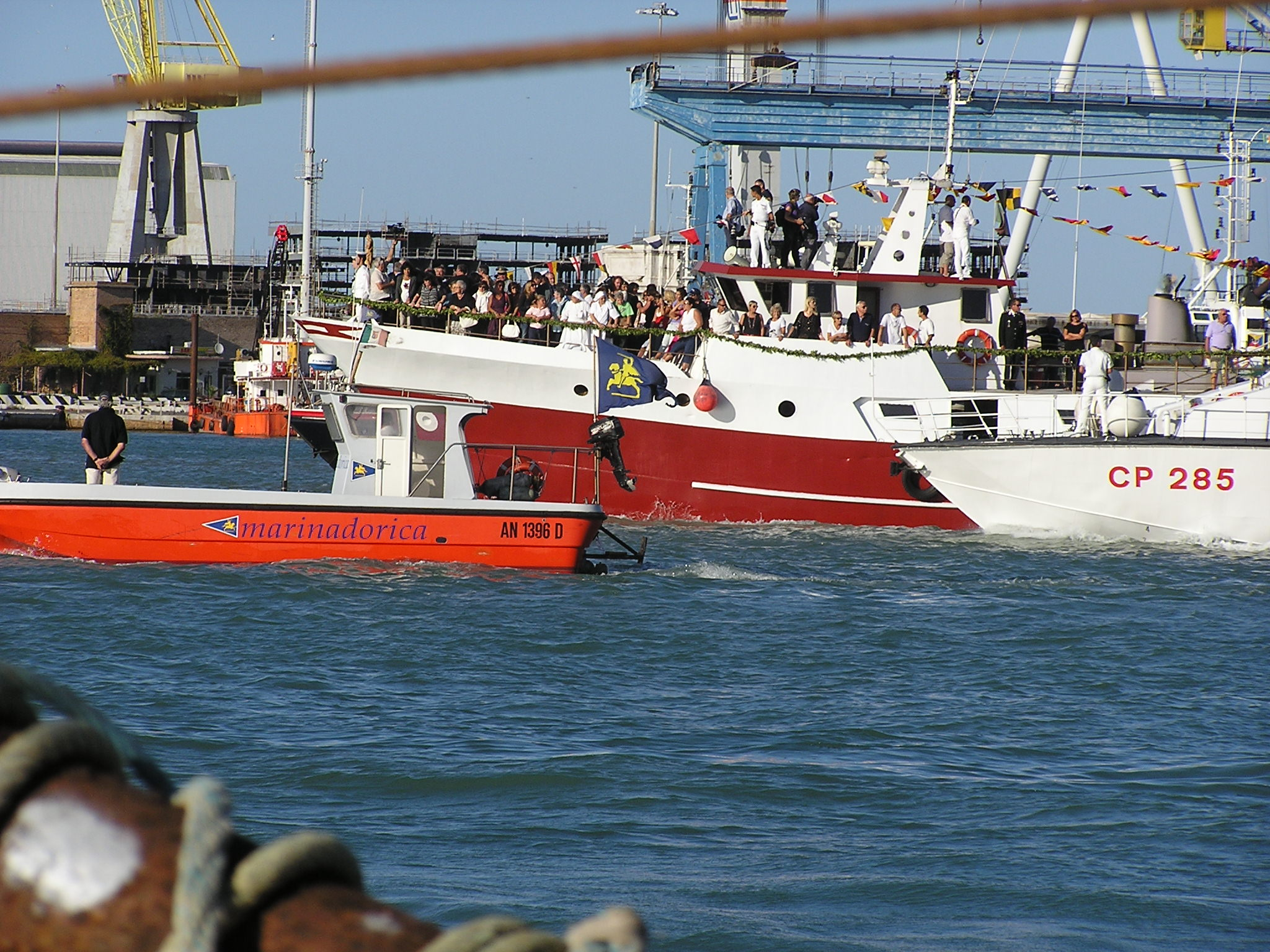
La Festa del Mare di Ancona

Ad agosto si svolgono tre delle più note manifestazioni tradizionali marchigiane, sul tipo delle giostre e dei tornei medievali: la Cavalcata dell'Assunta a Fermo (dal 1182, ripresa nel 1982), la Quintana ad Ascoli (almeno dal 1377, ripresa nel 1955), la Contesa del secchio a Sant'Elpidio a Mare (dal 1953).
Settembre
Nel mese di settembre, si svolge ad Urbino dal 1955 la Festa dell'aquilone, legata alla nota poesia di Giovanni Pascoli; in questa occasione centinaia di aquiloni volteggiano sopra il cielo della città ducale. Inoltre in settembre si tiene a Loreto sin dal XVIII secolo la Corsa del drappo, spettacolare corsa di cavalli lungo la ripida salita di Montereale.
Feste del raccolto
Le feste del raccolto più importanti, denominate "feste del covo", sono la Festa del Covo di Campocavallo di Osimo, risalente al 1939, e la Festa del Covo di Candia di Ancona, risalente nelle sue attuali forme al 1932.
Dicembre

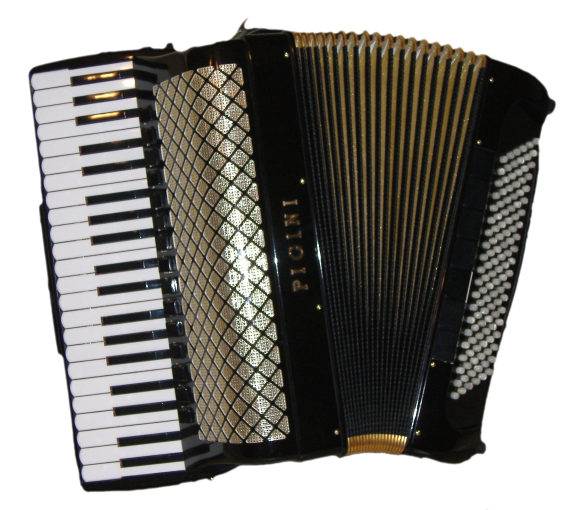
Fisarmonica fabbricata a Castelfidardo

In dicembre si deve ricordare anzitutto l'antichissima festa della Venuta, festa medievale che nel 1617, grazie all'iniziativa del frate cappuccino anconitano fra' Tommaso, si diffuse capillarmente in tutte le Marche; a questa celebrazione è dedicato il successivo paragrafo. Si ricorda anche la tradizione del presepe marchigiano, affermatasi in seguito della precoce diffusione dei conventi francescani, risalente al tempo in cui San Francesco era ancora in vita e frequentava la regione. L'ambientazione è la tipica campagna collinare marchigiana, ma rivisitata in chiave medio-orientale.
Feste del mare
Nei porti marchigiani il legame con il mare si celebra durante le varie feste del mare, consistenti tutte in processioni religiose in mare con seguito di barche, nel ricordare coloro che hanno perso la vita in mare durante l'anno, nella degustazione di specialità gastronomiche legate alla pesca, in fuochi d'artificio che si specchiano sul mare.
Da oltre trent'anni si celebrano: la Festa del mare di Ancona, la Festa del mare di Fano (PU), la Festa del mare di Porto San Giorgio (FM), la Festa del Mare di Campofilone (FM).
Da oltre dieci anni si celebrano la Festa del mare di Porto Recanati (MC) e la Festa del mare di Civitanova Marche (MC).

### Musica, danza e giochi

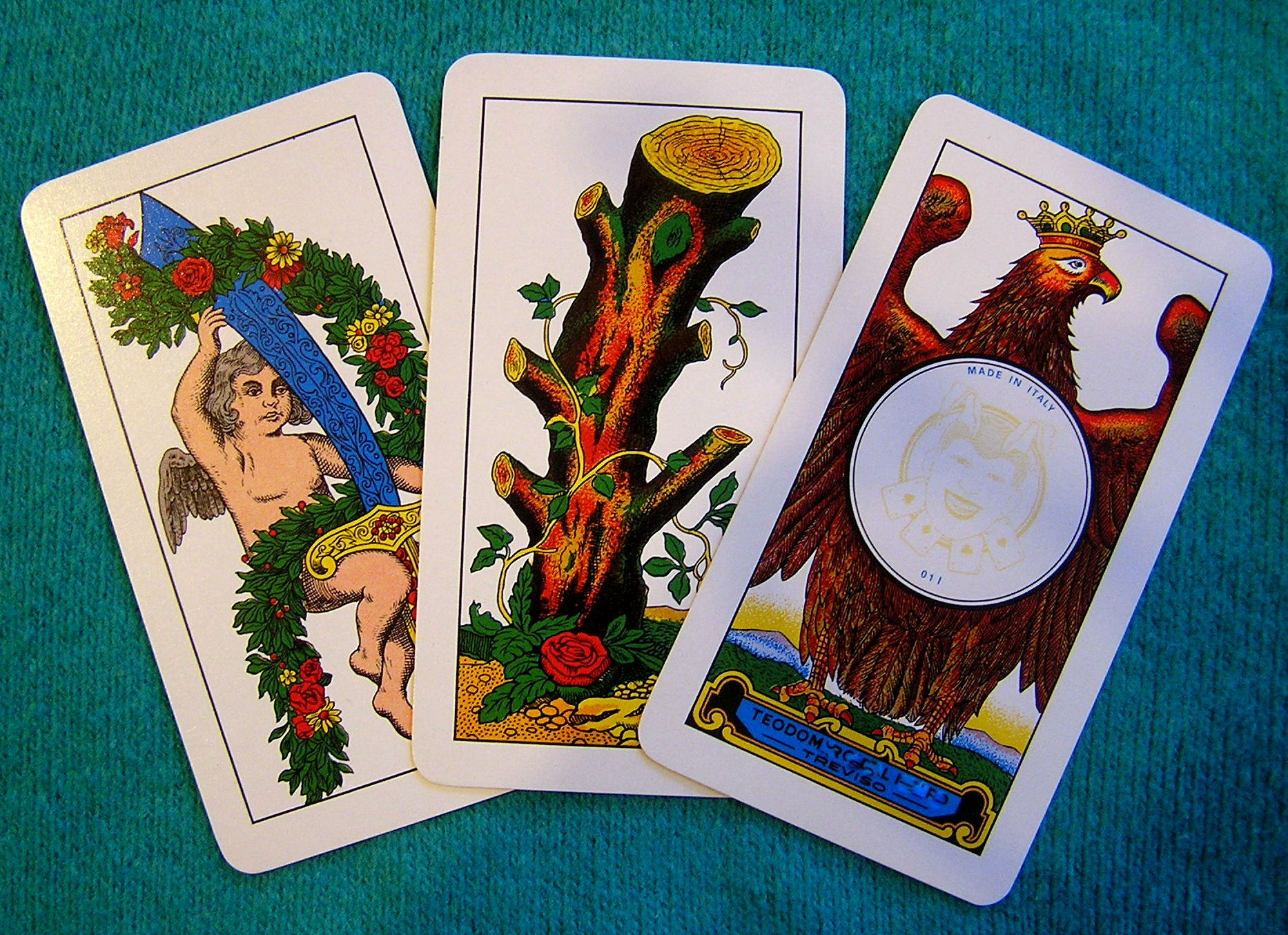
I tre assi, massimo punteggio del gioco marchigiano della Petrangola.

Il ballo tradizionale tipico marchigiano è il Saltarello, che ancora vanta scuole di ballo ed entusiasmo popolare; è accompagnato dal tamburello e dall'organetto. Lo strumento musicale per eccellenza delle Marche è la fisarmonica, prodotta artigianalmente nella zona di Castelfidardo.
Viva è la tradizione degli stornelli e dei canti popolari in dialetto, accompagnati dalla fisarmonica o dall'organetto; alcune cittadine organizzano rassegne ad essi dedicate.
Nelle Marche, come in altre regioni che un tempo appartenevano allo Stato della Chiesa, si gioca a carte con le carte piacentine. Gioco di carte tipico marchigiano è la Petrangola; il fatto di poter essere giocato anche in più di dieci persone lo fanno preferire specialmente durante le festività natalizie, in occasione di raduni di parenti ed amici. Un altro gioco di carte popolare in questo territorio è la Cispa; anche in questo gioco si usano le carte piacentine.

### Festa delle Marche e Festa della Venuta

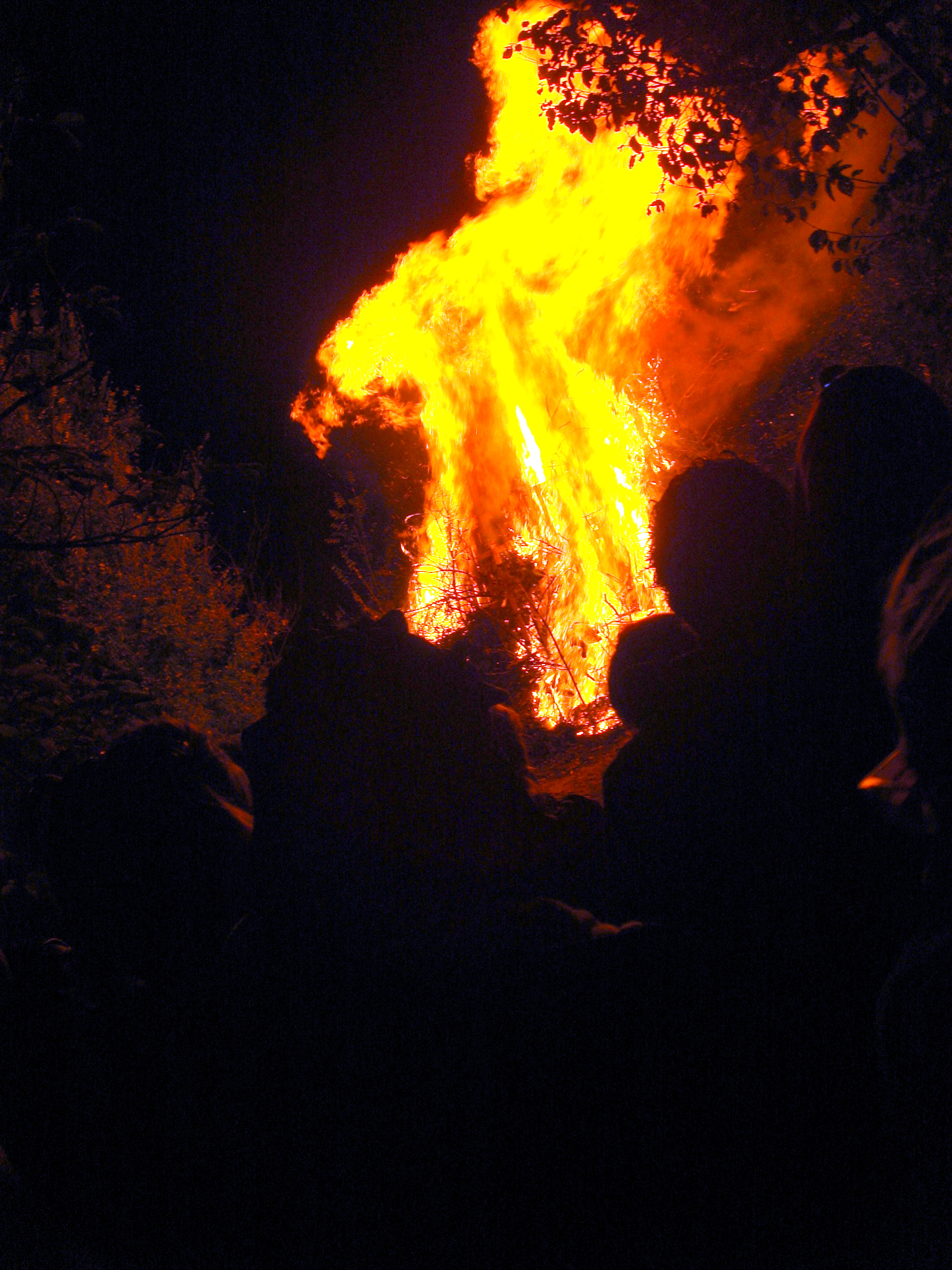
Focaraccio della Venuta

Il consiglio regionale ha deciso nel 2004 di celebrare il 10 dicembre la giornata delle Marche, allo scopo di "riflettere e sottolineare la storia, la cultura, le tradizioni e le testimonianze della comunità marchigiana, per rafforzarne la conoscenza e il senso di appartenenza". La data scelta è quella in cui, in ogni parte del mondo, le tante comunità marchigiane residenti all'estero ricordano da sempre, spontaneamente, le loro origini; lo stesso 10 dicembre è infatti anche la festa della Madonna di Loreto, riconosciuta dai marchigiani come riferimento ideale e spirituale della propria terra e delle proprie origini. Infatti, nelle due notti che precedono la ricorrenza, nelle città e nelle campagne marchigiane si usa celebrare la festa della Venuta, accendendo grandi focaracci, o favori, o falò.
In occasione della celebrazione viene assegnato il "Picchio d'oro" ai marchigiani "che si sono distinti nei rispettivi settori professionali o che con il loro nome abbiano portato lustro alla comunità regionale".
L'idea di celebrare una giornata delle Marche è nata tra le comunità marchigiane dell'Argentina, in cui tra il XIX secolo e il XX secolo emigrarono migliaia di marchigiani contribuendo al progresso argentino, che coltivano il legame con la loro terra d'origine.
Le prime dieci edizioni sono state dedicate ai temi seguenti:
- 2005: "Le Marche nel mondo"; giornata celebrata in collaborazione con la comunità marchigiana di Buenos Aires;
- 2006: "Le Marche e l'Europa"; giornata celebrata in collaborazione con la comunità marchigiana di Bruxelles;
- 2007: "I giovani delle Marche"; giornata celebrata in collaborazione con la comunità marchigiana di Montréal;
- 2008: "Gli anziani delle Marche, pieni di vita"; giornata celebrata in collaborazione con la comunità marchigiana di Sydney;
- 2009: "Anniversario di padre Matteo Ricci - le Marche e l'Oriente";
- 2010: "Anniversario di Giovanni Battista Pergolesi";
- 2011: "Le Marche e l'Unità d'Italia", in concomitanza con i festeggiamenti per il centocinquantenario dello Stato italiano;
- 2012: "Lo sport: vincere per la vita", per festeggiare gli atleti marchigiani che hanno partecipato alle Olimpiadi.
- 2013: "I Marchigiani. La forza della nostra comunità"
- 2014: "Crescita, sviluppo, lavoro"; Giacomo Leopardi
- 2015: "Le Marche, il territorio, la comunità"

Per la ricorrenza della 20° edizione, che si è svolta al Teatro della Fortuna di Fano il giorno 11 dicembre 2024, il tema scelto è stato: "Le Marche protagoniste". 
Il Picchio d'oro 2024 è stato assegnato alla nota food blogger Benedetta Rossi, mentre il premio del presidente della Regione Marche è andato a Simone Vagnozzi, allenatore di Jannik Sinner, ed Elisabetta Cocciaretto, prima ambasciatrice della diplomazia dello sport. 
Durante la manifestazione il presidente Francesco Acquaroli, intervistato dalla giornalista Silvia Sacchi, ha sottolineato l’importanza della giornata dedicata alla Regione per “ricostruire il senso di appartenenza della comunità marchigiana, riscoprire il suo orgoglio e celebrarne i successi".

## Cucina
Le Marche offrono un'ampia varietà di piatti, contando su sapori provenienti sia dal pesce dell'Adriatico che da quelli tipici della collina e della montagna. Inoltre 20 vini, tra DOC e DOCG, accompagnano le creazioni della cucina locale con aromi più o meno intensi.
L'antipasto tipico della regione è freddo e si può comporre di un'ampia varietà di salumi e formaggi locali come il salame di Fabriano, i salamini alla cacciatora, il prosciutto, il ciauscolo, la lonza, il lonzino, il prosciutto di Carpegna, il ciarimbolo, la coppa marchigiana, il mazzafegato, la galantina, il migliaccio, il salame di pecora, il prosciutto aromatizzato del Montefeltro, il salame soppressato lardellato e di Frattula, la salsiccia di fegato, il casecc, il formaggio di fossa, il pecorino in botte, il raviggiolo e la casciotta d'Urbino).
Tra i formaggi, la cui produzione è diffusa in tutto il territorio regionale, in particolare vanno menzionati i pecorini, che si differenziano in base all'area di produzione: nelle province di Pesaro-Urbino, Ancona e Macerata, finita la salatura, le forme vengono scottate con il siero per ritardare la maturazione; ai monti Sibillini si utilizza il caglio aromatizzato coi profumi e sapori quali fiori di basilico, maggiorana, chiodi di garofano, noce moscata; nel Montefeltro si fa stagionare il pecorino nelle caverne di tufo e prende il nome di formaggio di fossa. La pancetta, la goletta e la salsiccia sono tra i prodotti più frequentemente usati per il condimento.
Una presenza costante nell'alimentazione marchigiana sono gli animali da allevamento di bassa corte, ossia polli, conigli, tacchini e altri, e a tal proposito è nota la ricetta tipica del coniglio in porchetta.
Nell'entroterra, nel corso dell'anno, è possibile trovare tartufi bianchi e neri. Le zone tipiche del tartufo sono l'entroterra della provincia di Pesaro-Urbino, parte di quello di Ascoli Piceno, Macerata e Ancona. Il tartufo bianco, il più pregiato, si può trovare in particolare nella provincia di Pesaro-Urbino, nelle zone di Sant'Angelo in Vado, Acqualagna (capitale del tartufo), Pergola e Apecchio. Ad Amandola, nel Fermano, in autunno, si tiene la mostra mercato del tartufo bianco pregiato dei monti Sibillini. Il tartufo nero è diffuso nelle zone interne dell'intero territorio regionale, soprattutto ad Acqualagna, Cagli, Acquasanta Terme, Roccafluvione, Comunanza, Montefortino, Camerino, Castelsant'Angelo sul Nera e Visso.
L'olio marchigiano è di antiche origini e veniva apprezzato sin dal XIII secolo. Si distinguono quattro distretti produttivi: Colli Pesaresi, Colline Anconetane, Castelli di Jesi e Ascolano. Tuttavia l'olio extravergine di oliva di Cartoceto è l'unico marchigiano a denominazione DOP. Esistono poi i seguenti oli di oliva monovarietali: Coroncina, Piantone di Mogliano, Mignola, Raggia, Raggiola, Sargano di Fermo e Piantone di Falerone.
Per lungo tempo il simbolo gastronomico della regione marchigiana è stata la polenta, tanto che i marchigiani, proprio per questo, erano definiti 'magna-pulenda'. Versata fumante sulla spianatora (grande tavolo di legno), riuniva la famiglia 2 volte al giorno. Ancora oggi i condimenti sono numerosi e molteplici, e variano durante il periodo dell'anno e le zone. Sul territorio regionale si può provare la polenta con ceci e fave, allo stoccafisso, con ricotta e saba, alla carbonara, il pulendo' a butta' ggjio e persino la polenta Vruscata, ovvero avvolta in foglie di cavolo e lasciata per tutta la notte a cuocere sotto la brace. Numerosi sono gli adagi popolari al riguardo: "Trenda di', sessanda pulende" (in trenta giorni si mangia sessanta volte la polenta), "La pulenda preshto tira e preshto 'llenda" (la polenta sazia subito, ma altrettanto presto fa perdere quel senso di pienezza).
Tuttavia vi sono anche altri primi piatti tipici nelle Marche. Fra tutti meritano di essere menzionati i frascarelli, diversi tipi di gnocchi, che vengono chiamati "surcitti", i celebri cappelletti e il brodetto di pesce, che viene preparato in maniera diversa in ogni località costiera marchigiana (brodetto di Porto Recanati, alla fanese, alla sambenedettese, all'anconitana). La regione è anche celebre, come l'Emilia-Romagna, per la produzione di pasta all'uovo, fra cui spiccano i maccheroncini di Campofilone e i Vincisgrassi, specialità culinaria simile alle lasagne, dalle quali però differiscono per la sfoglia più sottile e per la presenza di animelle e chiodi di garofano nel sugo.
La crescia, da cui ha preso origine la moderna piadina romagnola, è una focaccia originaria di Urbino, diffusa però su tutto il territorio regionale. Particolare è "la crescia co' lu paulittu" preparata il primo gennaio. Si tratta di una specie di pizza con dentro una piccola moneta, detta paulittu (da Paolo, moneta di 50 centesimi dello Stato pontificio). Chi l'avesse trovata nella sua fetta di pizza sarebbe diventato padrone di casa per un anno intero.
Il chichì ripieno è una focaccia rustica tipica di Offida, condita con tonno, acciughe, peperoncino, capperi e carciofi sottaceto.
È nei secondi piatti che il carattere del popolo marchigiano si delinea in modo più preciso, esprimendo sempre la sua predilezione per un mangiare semplice e talvolta robusto. Il piccione ha da sempre rappresentato per la gente delle Marche un boccone appetitoso ed esistono numerose ricette che vedono come ingrediente questo volatile. Ascoli Piceno è una delle città italiane in cui il fritto è parte integrante della tradizione e della cultura popolare. Nel Piceno sono molti gli alimenti che vengono fritti, soprattutto durante le ricorrenze religiose. Le olive ascolane, ripiene di carne o pesce, sono oggi diffuse in tutto il mondo. Meno famose, ma altrettanto buone, sono le cotolette d'agnello fritte, la crema fritta (servita con le olive), i carciofi fritti, le cervella d'agnello fritte, la salvia in pastella fritta e le zucchine fritte.
Ma è nei secondi piatti di pesce che la cucina regionale è più nota: per comprendere quanto è variegata e ampia la cucina di mare, basti sapere che le Marche sono la regione italiana in cui il rapporto fra pesce pescato e abitanti è il più alto. San Benedetto del Tronto, primo porto peschereccio dell'Adriatico, è l'emblema delle tradizioni culinarie della costa marchigiana. Sarebbe prolisso dilungarsi a citare ogni ricetta a base di pesce in uso nella regione, così ci si può limitare a citarne le più famose. Primi fra tutti il brodetto di pesce, i "guatti" e i bombetti (molluschi endemici del medio-alto Adriatico), le cozze e lo stoccafisso, specialità all'anconetana.
Alcuni dei dolci tipici marchigiani sono il salame di fichi, di cui Giacomo Leopardi era ghiotto, il pan nociato, il ciambellone, i fuscelli al forno, le zeppole, diffuse anche in altre regioni, il frustingo, antichissimo e tipico del periodo natalizio, la rocciata, dolce invernale, i ravioli dolci, detti calcioni, i cavallucci e la serpe di Apiro, la tartaruga e i ciceru', ovvero una sfoglia ripiena di ceci, zucchero e saba e lu serpe, dolce natalizio. Nel periodo pasquale ancora oggi si prepara la pizza dolce, detta anche crescia brusca o caciu', le ciambelle, spesso insaporite con l'anice, e la rècina di Camerino. I dolci tipici del periodo di Carnevale sono le sfrappe, gli scroccafusi, le castagnole, la cicerchiata, il sanguinaccio dolce, i caciune di Monte Urano, gli Arancini (dolce) e la frustenga.
Le Marche vantano inoltre la produzione di alcuni particolari tipi di marmellata, come quella di pomodori verdi, o la confettura di bacche di rosa canina, la marmellata di mele cotogne e radici di cicoria, e la visciolata.

### Prodotti di qualità riconosciuti e regolamentati
- I prodotti DOP[134]:
  - esclusivamente marchigiani
    - casciotta d'Urbino,
    - prosciutto di Carpegna,
    - oliva ascolana,
    - olio extravergine di Cartoceto;

  - prodotti anche in altre regioni:
    - formaggio di fossa (prodotto anche in Emilia-Romagna),
    - salamini italiani alla cacciatora (prodotti anche in Friuli-Venezia Giulia, Veneto, Lombardia, Piemonte, Emilia-Romagna, Umbria, Toscana, Abruzzo, Lazio e Molise)[135].
- I prodotti IGP[134]:
  - esclusivamente marchigiani:
    - ciauscolo,
    - maccheroncini di Campofilone,
    - olio extravergine di oliva delle Marche (in via di approvazione[136]);

  - prodotti anche in altre regioni:
    - lenticchia di Castelluccio (prodotta anche in Umbria),
    - vitellone bianco dell'Appennino Centrale (ne esistono tre razze: chianina, marchigiana e romagnola, i cui nomi indicano le zone di allevamento),
    - agnello del Centro Italia (prodotto anche in Abruzzo, Lazio, Toscana, Umbria ed Emilia-Romagna),
    - Mortadella Bologna (prodotta anche in Emilia-Romagna, Piemonte, Lombardia, Veneto, provincia di Trento, Toscana, e Lazio)[137],
- I presìdi "Slow food"[138], tutti esclusivamente marchigiani:
  - anice verde di Castignano,
  - carciofo di Montelupone[139],
  - cicerchia di Serra de' Conti,
  - fava di Fratte Rosa,
  - lonzino di fico,
  - mele rosa dei Monti Sibillini,
  - mosciolo selvatico di Portonovo,
  - pecorino dei Monti Sibillini,
  - salame di Fabriano,
  - fagiolo di Laverino.

Tra i prodotti agroalimentari tradizionali si ricorda il pecorino marchigiano, sia fresco, sia stagionato.

### Vini e alcolici
- Vini a Denominazione di origine controllata e garantita (DOCG)[140]
  - Rosso Conero riserva,
  - Verdicchio dei Castelli di Jesi riserva,
  - Verdicchio di Matelica riserva,
  - Offida,
  - Vernaccia di Serrapetrona spumante.
- Vini a Denominazione di Origine Controllata (DOC)[140]:
  - Bianchello del Metauro,
  - Colli Pesaresi: rosso, bianco, novello, Roncaglia bianco, Focara rosso
  - Colli Maceratesi bianco,
  - Esino: rosso, bianco, novello, frizzante
  - Falerio dei Colli Ascolani,
  - I Terreni di Sanseverino,
  - Lacrima di Morro d'Alba,
  - Pergola,
  - Rosso Conero,
  - Rosso Piceno, Rosso Piceno superiore, Rosso Piceno novello,
  - San Ginesio,
  - Serrapetrona,
  - Terre di Offida,
  - Verdicchio dei Castelli di Jesi, Verdicchio di Matelica.
- Vino a Indicazione Geografica Tipica (IGT)[140] (indicazione geografica tipica):
  - Marche
  - Pecorino (vino)

Altre bevande alcoliche:
- Anisetta
- Vino di visciole
- Vino cotto
- Vino passito[141]
- Vin santo[142]
- Mistrà (liquore)
- Liquore al cumino di Ussita[143]
- Prunus di Valle Rea[144]

Si ricorda infine la sapa che, pur derivata dal mosto, non è una bevanda, ma un condimento.

## Sport

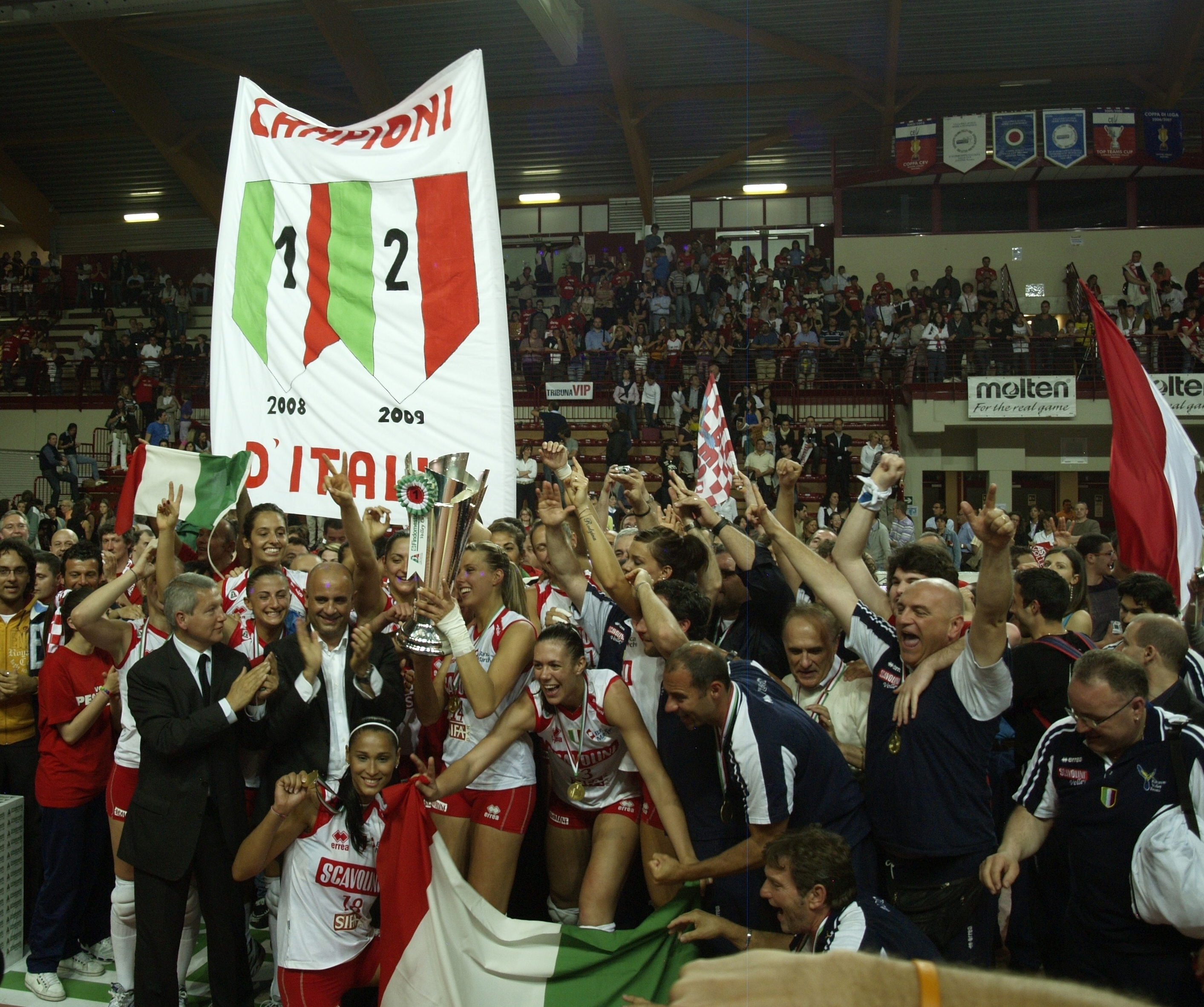
La Robursport Volley Pesaro festeggia la vittoria dello scudetto 2008-09

### Impianti sportivi
Gli impianti sportivi all'aperto più capienti della regione sono lo stadio Del Conero di Ancona (23.976 posti), lo stadio Cino e Lillo Del Duca di Ascoli Piceno (20.550 posti) e lo stadio Riviera delle Palme di San Benedetto del Tronto (15.000 posti). I principali palasport sono la Vitrifrigo Arena di Pesaro (10 323 posti) e il PalaRossini di Ancona (5 066 posti). La capienza indicata è in tutti i casi relativa ai posti a sedere.

### Calcio
Il calcio occupa una fetta importante degli sport più praticati nella regione Marche, in particolare dal secondo dopoguerra. Le squadre più rappresentative sono l'Ascoli, l'Ancona, la Sambenedettese, il Fano, la Vis Pesaro e la Fermana. In particolare l’Ascoli e l’Ancona hanno partecipato alla massima serie diverse volte, rispettivamente 16 e 2 partecipazioni.

### Pallacanestro
Altro sport molto diffuso è la pallacanestro, rappresentata a livello nazionale in particolare dalla Victoria Libertas Pallacanestro, conosciuta in passato come Scavolini Pesaro, che ha vinto due scudetti. Le altre società di pallacanestro marchigiane che hanno disputato la massima serie nazionale sono la Sutor, il Fabriano Basket e l'Aurora Basket Jesi.

### Pallavolo
Per la pallavolo spiccano squadre rilevanti a livello nazionale ed internazionale sia maschili che femminili: la Volley Lube, squadra maschile di Treia, vanta la conquista di 5 scudetti e due Champions League, mentre la Robursport, squadra femminile di Pesaro, ha ottenuto la vittoria di 3 scudetti.
Tra gli atleti di successo si ricordano Paolo Tofoli e Samuele Papi.

### Motociclismo
Nelle Marche sono nate grandi marchi, tecnici e piloti di levatura mondiale. L'azienda motociclistica di maggior rilevanza nazionale e internazionale è la Benelli, fondata nel 1911 a Pesaro, dove tuttora risiede. Il pilota di maggior rilievo è stato Valentino Rossi, nato ad Urbino e vissuto a Tavullia, considerato uno dei più grandi di tutti i tempi. Sono molto attivi i Moto Club regionali sia in ambito crossistico che di velocità. Nel 2017 è nata un'associazione denominata Terra di Piloti e Motori, con sede a Tavullia, per la promozione del turismo motociclistico nella regione.

### Tennistavolo
Trainata dalla storica piazza di Senigallia - con lunga militanza nelle serie A e B - e da varie città limitrofe, le Marche hanno anche in questo sport una discreta tradizione ed hanno visto fiorire campioni di livello nazionale ed europeo.

### Futsal
Nella città di Pesaro (Provincia di Pesaro e Urbino) ha sede la squadra di futsal Italservice Pesaro, squadra che milita nella massima serie Italiana di futsal e che nella stagione 2019-2020 vinse il campionato posizionandosi prima.